# Liste der Länderspiele der sowjetischen Eishockeynationalmannschaft 1954 bis 1959
Diese Liste der Länderspiele der sowjetischen Eishockeynationalmannschaft beinhaltet die Länderspiele der sowjetischen Eishockeynationalmannschaft der Männer im Zeitraum von 1954 bis 1959.

## Legende
Dieser Abschnitt dient als Legende für die nachfolgende Tabelle. Alle Ergebnisse sind aus der Sicht der sowjetischen Mannschaft angegeben. In Klammern sind die erzielten Tore angegeben.
- grüne Hintergrundfarbe = Sieg der sowjetischen Mannschaft
- gelbe Hintergrundfarbe = Unentschieden
- rote Hintergrundfarbe = Niederlage der sowjetischen Mannschaft
- H = Heimspiel
- A = Auswärtsspiel
- * = Spiel auf neutralem Eis
- OS = Olympische Winterspiele
- WM = Weltmeisterschaft
- EM = Europameisterschaft

## 1954 bis 1959
| Nr. / Datum               | Ergebnis | Gegner | | Austragungsort | Anlass | Bemerkungen |
| ------------------------- | --- | --- | --- | --- | --- | --- |
| Nr. 1 29. Januar 1954     | 8:1 (2:1, 3:0, 3:0) | 0 Finnland | A | 0Tampere, FIN | 0Freundschaftsspiel | |
| Aufstellung               | Tor: Nikolai Putschkow Verteidigung: Pawel Schiburtowitsch, Alexander Winogradow, Dimitri Ukolow, Alfred Kutschewski (1) Sturm: Jewgeni Babitsch (2), Wiktor Schuwalow (1), Wsewolod Bobrow (3), Juri Krylow, Alexander Uwarow, Walentin Kusin, Michail Bytschkow, Alexei Guryschew, Nikolai Chlystow (1), Alexander Komarow Trainer / Assistent: Arkadi Tschernyschow / Wladimir Jegorow                                                                                           | Tor: Nikolai Putschkow Verteidigung: Pawel Schiburtowitsch, Alexander Winogradow, Dimitri Ukolow, Alfred Kutschewski (1) Sturm: Jewgeni Babitsch (2), Wiktor Schuwalow (1), Wsewolod Bobrow (3), Juri Krylow, Alexander Uwarow, Walentin Kusin, Michail Bytschkow, Alexei Guryschew, Nikolai Chlystow (1), Alexander Komarow Trainer / Assistent: Arkadi Tschernyschow / Wladimir Jegorow                                                                                           | Tor: Nikolai Putschkow Verteidigung: Pawel Schiburtowitsch, Alexander Winogradow, Dimitri Ukolow, Alfred Kutschewski (1) Sturm: Jewgeni Babitsch (2), Wiktor Schuwalow (1), Wsewolod Bobrow (3), Juri Krylow, Alexander Uwarow, Walentin Kusin, Michail Bytschkow, Alexei Guryschew, Nikolai Chlystow (1), Alexander Komarow Trainer / Assistent: Arkadi Tschernyschow / Wladimir Jegorow                                                                                           | Tor: Nikolai Putschkow Verteidigung: Pawel Schiburtowitsch, Alexander Winogradow, Dimitri Ukolow, Alfred Kutschewski (1) Sturm: Jewgeni Babitsch (2), Wiktor Schuwalow (1), Wsewolod Bobrow (3), Juri Krylow, Alexander Uwarow, Walentin Kusin, Michail Bytschkow, Alexei Guryschew, Nikolai Chlystow (1), Alexander Komarow Trainer / Assistent: Arkadi Tschernyschow / Wladimir Jegorow                                                                                           | Tor: Nikolai Putschkow Verteidigung: Pawel Schiburtowitsch, Alexander Winogradow, Dimitri Ukolow, Alfred Kutschewski (1) Sturm: Jewgeni Babitsch (2), Wiktor Schuwalow (1), Wsewolod Bobrow (3), Juri Krylow, Alexander Uwarow, Walentin Kusin, Michail Bytschkow, Alexei Guryschew, Nikolai Chlystow (1), Alexander Komarow Trainer / Assistent: Arkadi Tschernyschow / Wladimir Jegorow                                                                                           | Tor: Nikolai Putschkow Verteidigung: Pawel Schiburtowitsch, Alexander Winogradow, Dimitri Ukolow, Alfred Kutschewski (1) Sturm: Jewgeni Babitsch (2), Wiktor Schuwalow (1), Wsewolod Bobrow (3), Juri Krylow, Alexander Uwarow, Walentin Kusin, Michail Bytschkow, Alexei Guryschew, Nikolai Chlystow (1), Alexander Komarow Trainer / Assistent: Arkadi Tschernyschow / Wladimir Jegorow                                                                                           |
| Nr. 2 31. Januar 1954     | 8:2 (1:1, 3:0, 4:1) | 0 Schweden | * | 0Helsinki, FIN | 0Freundschaftsspiel | |
| Aufstellung               | Tor: Nikolai Putschkow Verteidigung: Pawel Schiburtowitsch, Alexander Winogradow, Dmitri Ukolow, Alfred Kutschewski (1), Genrich Sidorenkow }Sturm: Jewgeni Babitsch (2), Wiktor Schuwalow (1), Wsewolod Bobrow (2), Juri Krylow, Alexander Uwarow, Walentin Kusin (2), Michail Bytschkow, Alexei Guryschew, Nikolai Chlystow, Alexander Komarow Trainer / Assistent: Arkadi Tschernyschow / Wladimir Jegorow                                                                       | Tor: Nikolai Putschkow Verteidigung: Pawel Schiburtowitsch, Alexander Winogradow, Dmitri Ukolow, Alfred Kutschewski (1), Genrich Sidorenkow }Sturm: Jewgeni Babitsch (2), Wiktor Schuwalow (1), Wsewolod Bobrow (2), Juri Krylow, Alexander Uwarow, Walentin Kusin (2), Michail Bytschkow, Alexei Guryschew, Nikolai Chlystow, Alexander Komarow Trainer / Assistent: Arkadi Tschernyschow / Wladimir Jegorow                                                                       | Tor: Nikolai Putschkow Verteidigung: Pawel Schiburtowitsch, Alexander Winogradow, Dmitri Ukolow, Alfred Kutschewski (1), Genrich Sidorenkow }Sturm: Jewgeni Babitsch (2), Wiktor Schuwalow (1), Wsewolod Bobrow (2), Juri Krylow, Alexander Uwarow, Walentin Kusin (2), Michail Bytschkow, Alexei Guryschew, Nikolai Chlystow, Alexander Komarow Trainer / Assistent: Arkadi Tschernyschow / Wladimir Jegorow                                                                       | Tor: Nikolai Putschkow Verteidigung: Pawel Schiburtowitsch, Alexander Winogradow, Dmitri Ukolow, Alfred Kutschewski (1), Genrich Sidorenkow }Sturm: Jewgeni Babitsch (2), Wiktor Schuwalow (1), Wsewolod Bobrow (2), Juri Krylow, Alexander Uwarow, Walentin Kusin (2), Michail Bytschkow, Alexei Guryschew, Nikolai Chlystow, Alexander Komarow Trainer / Assistent: Arkadi Tschernyschow / Wladimir Jegorow                                                                       | Tor: Nikolai Putschkow Verteidigung: Pawel Schiburtowitsch, Alexander Winogradow, Dmitri Ukolow, Alfred Kutschewski (1), Genrich Sidorenkow }Sturm: Jewgeni Babitsch (2), Wiktor Schuwalow (1), Wsewolod Bobrow (2), Juri Krylow, Alexander Uwarow, Walentin Kusin (2), Michail Bytschkow, Alexei Guryschew, Nikolai Chlystow, Alexander Komarow Trainer / Assistent: Arkadi Tschernyschow / Wladimir Jegorow                                                                       | Tor: Nikolai Putschkow Verteidigung: Pawel Schiburtowitsch, Alexander Winogradow, Dmitri Ukolow, Alfred Kutschewski (1), Genrich Sidorenkow }Sturm: Jewgeni Babitsch (2), Wiktor Schuwalow (1), Wsewolod Bobrow (2), Juri Krylow, Alexander Uwarow, Walentin Kusin (2), Michail Bytschkow, Alexei Guryschew, Nikolai Chlystow, Alexander Komarow Trainer / Assistent: Arkadi Tschernyschow / Wladimir Jegorow                                                                       |
| Nr. 3 8. Februar 1954     | 14:1 (3:0, 3:0, 8:1) | 0 DDR | H | 0Moskau | 0Freundschaftsspiel | |
| Aufstellung               | Tor: Nikolai Putschkow Verteidigung: Pawel Schiburtowitsch, Alexander Winogradow, Dmitri Ukolow, Genrich Sidorenkow Sturm: Jewgeni Babitsch (1), Wiktor Schuwalow (1), Wsewolod Bobrow (4), Juri Krylow, Wsewolod Bobrow (2), Walentin Kusin (1), Alexander Tscherepanow (2), Alexander Komarow (2), Boris Petelin (1) Trainer / Assistent: Arkadi Tschernyschow / Wladimir Jegorow                                                                                                 | Tor: Nikolai Putschkow Verteidigung: Pawel Schiburtowitsch, Alexander Winogradow, Dmitri Ukolow, Genrich Sidorenkow Sturm: Jewgeni Babitsch (1), Wiktor Schuwalow (1), Wsewolod Bobrow (4), Juri Krylow, Wsewolod Bobrow (2), Walentin Kusin (1), Alexander Tscherepanow (2), Alexander Komarow (2), Boris Petelin (1) Trainer / Assistent: Arkadi Tschernyschow / Wladimir Jegorow                                                                                                 | Tor: Nikolai Putschkow Verteidigung: Pawel Schiburtowitsch, Alexander Winogradow, Dmitri Ukolow, Genrich Sidorenkow Sturm: Jewgeni Babitsch (1), Wiktor Schuwalow (1), Wsewolod Bobrow (4), Juri Krylow, Wsewolod Bobrow (2), Walentin Kusin (1), Alexander Tscherepanow (2), Alexander Komarow (2), Boris Petelin (1) Trainer / Assistent: Arkadi Tschernyschow / Wladimir Jegorow                                                                                                 | Tor: Nikolai Putschkow Verteidigung: Pawel Schiburtowitsch, Alexander Winogradow, Dmitri Ukolow, Genrich Sidorenkow Sturm: Jewgeni Babitsch (1), Wiktor Schuwalow (1), Wsewolod Bobrow (4), Juri Krylow, Wsewolod Bobrow (2), Walentin Kusin (1), Alexander Tscherepanow (2), Alexander Komarow (2), Boris Petelin (1) Trainer / Assistent: Arkadi Tschernyschow / Wladimir Jegorow                                                                                                 | Tor: Nikolai Putschkow Verteidigung: Pawel Schiburtowitsch, Alexander Winogradow, Dmitri Ukolow, Genrich Sidorenkow Sturm: Jewgeni Babitsch (1), Wiktor Schuwalow (1), Wsewolod Bobrow (4), Juri Krylow, Wsewolod Bobrow (2), Walentin Kusin (1), Alexander Tscherepanow (2), Alexander Komarow (2), Boris Petelin (1) Trainer / Assistent: Arkadi Tschernyschow / Wladimir Jegorow                                                                                                 | Tor: Nikolai Putschkow Verteidigung: Pawel Schiburtowitsch, Alexander Winogradow, Dmitri Ukolow, Genrich Sidorenkow Sturm: Jewgeni Babitsch (1), Wiktor Schuwalow (1), Wsewolod Bobrow (4), Juri Krylow, Wsewolod Bobrow (2), Walentin Kusin (1), Alexander Tscherepanow (2), Alexander Komarow (2), Boris Petelin (1) Trainer / Assistent: Arkadi Tschernyschow / Wladimir Jegorow                                                                                                 |
| Nr. 4 10. Februar 1954    | 14:1 (4:0, 6:1, 4:0) | 0 DDR | H | 0Moskau | 0Freundschaftsspiel | |
| Aufstellung               | Tor: Nikolai Putschkow Verteidigung: Dmitri Ukolow, Alfred Kutschewski, Iwan Tregubow, Genrich Sidorenkow Sturm: Juri Krylow, Alexander Uwarow (3), Walentin Kusin (2), Michail Bytschkow (2), Alexei Guryschew (2), Nikolai Chlystow (2), Alexander Tscherepanow, Alexander Komarow (1), Boris Petelin (2) Trainer / Assistent: Arkadi Tschernyschow / Wladimir Jegorow | Tor: Nikolai Putschkow Verteidigung: Dmitri Ukolow, Alfred Kutschewski, Iwan Tregubow, Genrich Sidorenkow Sturm: Juri Krylow, Alexander Uwarow (3), Walentin Kusin (2), Michail Bytschkow (2), Alexei Guryschew (2), Nikolai Chlystow (2), Alexander Tscherepanow, Alexander Komarow (1), Boris Petelin (2) Trainer / Assistent: Arkadi Tschernyschow / Wladimir Jegorow | Tor: Nikolai Putschkow Verteidigung: Dmitri Ukolow, Alfred Kutschewski, Iwan Tregubow, Genrich Sidorenkow Sturm: Juri Krylow, Alexander Uwarow (3), Walentin Kusin (2), Michail Bytschkow (2), Alexei Guryschew (2), Nikolai Chlystow (2), Alexander Tscherepanow, Alexander Komarow (1), Boris Petelin (2) Trainer / Assistent: Arkadi Tschernyschow / Wladimir Jegorow | Tor: Nikolai Putschkow Verteidigung: Dmitri Ukolow, Alfred Kutschewski, Iwan Tregubow, Genrich Sidorenkow Sturm: Juri Krylow, Alexander Uwarow (3), Walentin Kusin (2), Michail Bytschkow (2), Alexei Guryschew (2), Nikolai Chlystow (2), Alexander Tscherepanow, Alexander Komarow (1), Boris Petelin (2) Trainer / Assistent: Arkadi Tschernyschow / Wladimir Jegorow | Tor: Nikolai Putschkow Verteidigung: Dmitri Ukolow, Alfred Kutschewski, Iwan Tregubow, Genrich Sidorenkow Sturm: Juri Krylow, Alexander Uwarow (3), Walentin Kusin (2), Michail Bytschkow (2), Alexei Guryschew (2), Nikolai Chlystow (2), Alexander Tscherepanow, Alexander Komarow (1), Boris Petelin (2) Trainer / Assistent: Arkadi Tschernyschow / Wladimir Jegorow | Tor: Nikolai Putschkow Verteidigung: Dmitri Ukolow, Alfred Kutschewski, Iwan Tregubow, Genrich Sidorenkow Sturm: Juri Krylow, Alexander Uwarow (3), Walentin Kusin (2), Michail Bytschkow (2), Alexei Guryschew (2), Nikolai Chlystow (2), Alexander Tscherepanow, Alexander Komarow (1), Boris Petelin (2) Trainer / Assistent: Arkadi Tschernyschow / Wladimir Jegorow |
| Nr. 5 12. Februar 1954    | 3:5 (1:2, 0:1, 2:2) | 0 Tschechoslowakei | H | 0Moskau | 0Freundschaftsspiel | |
| Aufstellung               | Tor: Nikolai Putschkow Verteidigung: Pawel Schiburtowitsch, Alexander Winogradow, Genrich Sidorenkow, Alfred Kutschewski Sturm: Jewgeni Babitsch (1), Wiktor Schuwalow, Wsewolod Bobrow, Juri Krylow, Alexander Uwarow, Walentin Kusin (1), Michail Bytschkow, Alexei Guryschew, Nikolai Chlystow, Boris Petelin (1), Alexander Komarow Trainer / Assistent: A. Tschernyschow / W. Jegorow                                                                                          | Tor: Nikolai Putschkow Verteidigung: Pawel Schiburtowitsch, Alexander Winogradow, Genrich Sidorenkow, Alfred Kutschewski Sturm: Jewgeni Babitsch (1), Wiktor Schuwalow, Wsewolod Bobrow, Juri Krylow, Alexander Uwarow, Walentin Kusin (1), Michail Bytschkow, Alexei Guryschew, Nikolai Chlystow, Boris Petelin (1), Alexander Komarow Trainer / Assistent: A. Tschernyschow / W. Jegorow                                                                                          | Tor: Nikolai Putschkow Verteidigung: Pawel Schiburtowitsch, Alexander Winogradow, Genrich Sidorenkow, Alfred Kutschewski Sturm: Jewgeni Babitsch (1), Wiktor Schuwalow, Wsewolod Bobrow, Juri Krylow, Alexander Uwarow, Walentin Kusin (1), Michail Bytschkow, Alexei Guryschew, Nikolai Chlystow, Boris Petelin (1), Alexander Komarow Trainer / Assistent: A. Tschernyschow / W. Jegorow                                                                                          | Tor: Nikolai Putschkow Verteidigung: Pawel Schiburtowitsch, Alexander Winogradow, Genrich Sidorenkow, Alfred Kutschewski Sturm: Jewgeni Babitsch (1), Wiktor Schuwalow, Wsewolod Bobrow, Juri Krylow, Alexander Uwarow, Walentin Kusin (1), Michail Bytschkow, Alexei Guryschew, Nikolai Chlystow, Boris Petelin (1), Alexander Komarow Trainer / Assistent: A. Tschernyschow / W. Jegorow                                                                                          | Tor: Nikolai Putschkow Verteidigung: Pawel Schiburtowitsch, Alexander Winogradow, Genrich Sidorenkow, Alfred Kutschewski Sturm: Jewgeni Babitsch (1), Wiktor Schuwalow, Wsewolod Bobrow, Juri Krylow, Alexander Uwarow, Walentin Kusin (1), Michail Bytschkow, Alexei Guryschew, Nikolai Chlystow, Boris Petelin (1), Alexander Komarow Trainer / Assistent: A. Tschernyschow / W. Jegorow                                                                                          | Tor: Nikolai Putschkow Verteidigung: Pawel Schiburtowitsch, Alexander Winogradow, Genrich Sidorenkow, Alfred Kutschewski Sturm: Jewgeni Babitsch (1), Wiktor Schuwalow, Wsewolod Bobrow, Juri Krylow, Alexander Uwarow, Walentin Kusin (1), Michail Bytschkow, Alexei Guryschew, Nikolai Chlystow, Boris Petelin (1), Alexander Komarow Trainer / Assistent: A. Tschernyschow / W. Jegorow                                                                                          |
| Nr. 6 14. Februar 1954    | 2:0 (0:0, 2:0, 0:0) | 0 Tschechoslowakei | H | 0Moskau | 0Freundschaftsspiel | |
| Aufstellung               | Tor: Grigori Mkrtytschan Verteidigung: Pawel Schiburtowitsch, Alexander Winogradow, Dmitri Ukolow, Alfred Kutschewski, Iwan Tregubow, Genrich Sidorenkow Sturm: Jewgeni Babitsch, Wiktor Schuwalow (1), Wsewolod Bobrow (1), Juri Krylow, Alexander Uwarow, Walentin Kusin, Michail Bytschkow, Alexei Guryschew, Nikolai Chlystow Trainer / Assistent: Arkadi Tschernyschow / Wladimir Jegorow                                                                                      | Tor: Grigori Mkrtytschan Verteidigung: Pawel Schiburtowitsch, Alexander Winogradow, Dmitri Ukolow, Alfred Kutschewski, Iwan Tregubow, Genrich Sidorenkow Sturm: Jewgeni Babitsch, Wiktor Schuwalow (1), Wsewolod Bobrow (1), Juri Krylow, Alexander Uwarow, Walentin Kusin, Michail Bytschkow, Alexei Guryschew, Nikolai Chlystow Trainer / Assistent: Arkadi Tschernyschow / Wladimir Jegorow                                                                                      | Tor: Grigori Mkrtytschan Verteidigung: Pawel Schiburtowitsch, Alexander Winogradow, Dmitri Ukolow, Alfred Kutschewski, Iwan Tregubow, Genrich Sidorenkow Sturm: Jewgeni Babitsch, Wiktor Schuwalow (1), Wsewolod Bobrow (1), Juri Krylow, Alexander Uwarow, Walentin Kusin, Michail Bytschkow, Alexei Guryschew, Nikolai Chlystow Trainer / Assistent: Arkadi Tschernyschow / Wladimir Jegorow                                                                                      | Tor: Grigori Mkrtytschan Verteidigung: Pawel Schiburtowitsch, Alexander Winogradow, Dmitri Ukolow, Alfred Kutschewski, Iwan Tregubow, Genrich Sidorenkow Sturm: Jewgeni Babitsch, Wiktor Schuwalow (1), Wsewolod Bobrow (1), Juri Krylow, Alexander Uwarow, Walentin Kusin, Michail Bytschkow, Alexei Guryschew, Nikolai Chlystow Trainer / Assistent: Arkadi Tschernyschow / Wladimir Jegorow                                                                                      | Tor: Grigori Mkrtytschan Verteidigung: Pawel Schiburtowitsch, Alexander Winogradow, Dmitri Ukolow, Alfred Kutschewski, Iwan Tregubow, Genrich Sidorenkow Sturm: Jewgeni Babitsch, Wiktor Schuwalow (1), Wsewolod Bobrow (1), Juri Krylow, Alexander Uwarow, Walentin Kusin, Michail Bytschkow, Alexei Guryschew, Nikolai Chlystow Trainer / Assistent: Arkadi Tschernyschow / Wladimir Jegorow                                                                                      | Tor: Grigori Mkrtytschan Verteidigung: Pawel Schiburtowitsch, Alexander Winogradow, Dmitri Ukolow, Alfred Kutschewski, Iwan Tregubow, Genrich Sidorenkow Sturm: Jewgeni Babitsch, Wiktor Schuwalow (1), Wsewolod Bobrow (1), Juri Krylow, Alexander Uwarow, Walentin Kusin, Michail Bytschkow, Alexei Guryschew, Nikolai Chlystow Trainer / Assistent: Arkadi Tschernyschow / Wladimir Jegorow                                                                                      |
| Nr. 7 16. Februar 1954    | 13:1 (3:1, 4:0, 6:0) | 0 Schweiz | H | 0Moskau | 0Freundschaftsspiel | |
| Aufstellung               | Tor: Grigori Mkrtytschan, Nikolai Putschkow (41. Min.) Verteidigung: Genrich Sidorenkow, Alexander Winogradow, Dmitri Ukolow (2), Alfred Kutschewski, Iwan Tregubow, Pawel Schiburtowitsch Sturm: Jewgeni Babitsch, Wiktor Schuwalow (3), Wsewolod Bobrow (5), Juri Krylow, Alexander Uwarow, Walentin Kusin, Michail Bytschkow (1), Alexei Guryschew (2), Nikolai Chlystow, Alexander Komarow Trainer / Assistent: Arkadi Tschernyschow / Wladimir Jegorow                         | Tor: Grigori Mkrtytschan, Nikolai Putschkow (41. Min.) Verteidigung: Genrich Sidorenkow, Alexander Winogradow, Dmitri Ukolow (2), Alfred Kutschewski, Iwan Tregubow, Pawel Schiburtowitsch Sturm: Jewgeni Babitsch, Wiktor Schuwalow (3), Wsewolod Bobrow (5), Juri Krylow, Alexander Uwarow, Walentin Kusin, Michail Bytschkow (1), Alexei Guryschew (2), Nikolai Chlystow, Alexander Komarow Trainer / Assistent: Arkadi Tschernyschow / Wladimir Jegorow                         | Tor: Grigori Mkrtytschan, Nikolai Putschkow (41. Min.) Verteidigung: Genrich Sidorenkow, Alexander Winogradow, Dmitri Ukolow (2), Alfred Kutschewski, Iwan Tregubow, Pawel Schiburtowitsch Sturm: Jewgeni Babitsch, Wiktor Schuwalow (3), Wsewolod Bobrow (5), Juri Krylow, Alexander Uwarow, Walentin Kusin, Michail Bytschkow (1), Alexei Guryschew (2), Nikolai Chlystow, Alexander Komarow Trainer / Assistent: Arkadi Tschernyschow / Wladimir Jegorow                         | Tor: Grigori Mkrtytschan, Nikolai Putschkow (41. Min.) Verteidigung: Genrich Sidorenkow, Alexander Winogradow, Dmitri Ukolow (2), Alfred Kutschewski, Iwan Tregubow, Pawel Schiburtowitsch Sturm: Jewgeni Babitsch, Wiktor Schuwalow (3), Wsewolod Bobrow (5), Juri Krylow, Alexander Uwarow, Walentin Kusin, Michail Bytschkow (1), Alexei Guryschew (2), Nikolai Chlystow, Alexander Komarow Trainer / Assistent: Arkadi Tschernyschow / Wladimir Jegorow                         | Tor: Grigori Mkrtytschan, Nikolai Putschkow (41. Min.) Verteidigung: Genrich Sidorenkow, Alexander Winogradow, Dmitri Ukolow (2), Alfred Kutschewski, Iwan Tregubow, Pawel Schiburtowitsch Sturm: Jewgeni Babitsch, Wiktor Schuwalow (3), Wsewolod Bobrow (5), Juri Krylow, Alexander Uwarow, Walentin Kusin, Michail Bytschkow (1), Alexei Guryschew (2), Nikolai Chlystow, Alexander Komarow Trainer / Assistent: Arkadi Tschernyschow / Wladimir Jegorow                         | Tor: Grigori Mkrtytschan, Nikolai Putschkow (41. Min.) Verteidigung: Genrich Sidorenkow, Alexander Winogradow, Dmitri Ukolow (2), Alfred Kutschewski, Iwan Tregubow, Pawel Schiburtowitsch Sturm: Jewgeni Babitsch, Wiktor Schuwalow (3), Wsewolod Bobrow (5), Juri Krylow, Alexander Uwarow, Walentin Kusin, Michail Bytschkow (1), Alexei Guryschew (2), Nikolai Chlystow, Alexander Komarow Trainer / Assistent: Arkadi Tschernyschow / Wladimir Jegorow                         |
| Nr. 8 18. Februar 1954    | 3:1 (0:1, 1:0, 2:0) | 0 Schweiz | H | 0Moskau | 0Freundschaftsspiel | |
| Aufstellung               | Tor: Grigori Mkrtytschan Verteidigung: Genrich Sidorenkow, Alexander Winogradow, Dmitri Ukolow (2), Alfred Kutschewski, Iwan Tregubow Sturm: Juri Krylow, Alexander Uwarow (1), Walentin Kusin, Michail Bytschkow, Alexei Guryschew, Nikolai Chlystow, Alexander Tscherepanow, Alexander Komarow (1), Boris Petelin (1) Trainer / Assistent: Arkadi Tschernyschow / Wladimir Jegorow                                                                                                | Tor: Grigori Mkrtytschan Verteidigung: Genrich Sidorenkow, Alexander Winogradow, Dmitri Ukolow (2), Alfred Kutschewski, Iwan Tregubow Sturm: Juri Krylow, Alexander Uwarow (1), Walentin Kusin, Michail Bytschkow, Alexei Guryschew, Nikolai Chlystow, Alexander Tscherepanow, Alexander Komarow (1), Boris Petelin (1) Trainer / Assistent: Arkadi Tschernyschow / Wladimir Jegorow                                                                                                | Tor: Grigori Mkrtytschan Verteidigung: Genrich Sidorenkow, Alexander Winogradow, Dmitri Ukolow (2), Alfred Kutschewski, Iwan Tregubow Sturm: Juri Krylow, Alexander Uwarow (1), Walentin Kusin, Michail Bytschkow, Alexei Guryschew, Nikolai Chlystow, Alexander Tscherepanow, Alexander Komarow (1), Boris Petelin (1) Trainer / Assistent: Arkadi Tschernyschow / Wladimir Jegorow                                                                                                | Tor: Grigori Mkrtytschan Verteidigung: Genrich Sidorenkow, Alexander Winogradow, Dmitri Ukolow (2), Alfred Kutschewski, Iwan Tregubow Sturm: Juri Krylow, Alexander Uwarow (1), Walentin Kusin, Michail Bytschkow, Alexei Guryschew, Nikolai Chlystow, Alexander Tscherepanow, Alexander Komarow (1), Boris Petelin (1) Trainer / Assistent: Arkadi Tschernyschow / Wladimir Jegorow                                                                                                | Tor: Grigori Mkrtytschan Verteidigung: Genrich Sidorenkow, Alexander Winogradow, Dmitri Ukolow (2), Alfred Kutschewski, Iwan Tregubow Sturm: Juri Krylow, Alexander Uwarow (1), Walentin Kusin, Michail Bytschkow, Alexei Guryschew, Nikolai Chlystow, Alexander Tscherepanow, Alexander Komarow (1), Boris Petelin (1) Trainer / Assistent: Arkadi Tschernyschow / Wladimir Jegorow                                                                                                | Tor: Grigori Mkrtytschan Verteidigung: Genrich Sidorenkow, Alexander Winogradow, Dmitri Ukolow (2), Alfred Kutschewski, Iwan Tregubow Sturm: Juri Krylow, Alexander Uwarow (1), Walentin Kusin, Michail Bytschkow, Alexei Guryschew, Nikolai Chlystow, Alexander Tscherepanow, Alexander Komarow (1), Boris Petelin (1) Trainer / Assistent: Arkadi Tschernyschow / Wladimir Jegorow                                                                                                |
| Nr. 9 26. Februar 1954    | 7:1 (2:0, 3:1, 2:0) | 0 Finnland | * | 0Stockholm, SWE | 0WM 1954 / EM 1954 | |
| Aufstellung               | Tor: Grigori Mkrtytschan Verteidigung: Genrich Sidorenkow, Alexander Winogradow, Dmitri Ukolow, Alfred Kutschewski Sturm: Jewgeni Babitsch, Wiktor Schuwalow, Wsewolod Bobrow (2), Juri Krylow (1), Alexander Uwarow (2), Walentin Kusin (1), Michail Bytschkow, Alexei Guryschew (1), Nikolai Chlystow Trainer / Assistent: Arkadi Tschernyschow / Wladimir Jegorow | Tor: Grigori Mkrtytschan Verteidigung: Genrich Sidorenkow, Alexander Winogradow, Dmitri Ukolow, Alfred Kutschewski Sturm: Jewgeni Babitsch, Wiktor Schuwalow, Wsewolod Bobrow (2), Juri Krylow (1), Alexander Uwarow (2), Walentin Kusin (1), Michail Bytschkow, Alexei Guryschew (1), Nikolai Chlystow Trainer / Assistent: Arkadi Tschernyschow / Wladimir Jegorow | Tor: Grigori Mkrtytschan Verteidigung: Genrich Sidorenkow, Alexander Winogradow, Dmitri Ukolow, Alfred Kutschewski Sturm: Jewgeni Babitsch, Wiktor Schuwalow, Wsewolod Bobrow (2), Juri Krylow (1), Alexander Uwarow (2), Walentin Kusin (1), Michail Bytschkow, Alexei Guryschew (1), Nikolai Chlystow Trainer / Assistent: Arkadi Tschernyschow / Wladimir Jegorow | Tor: Grigori Mkrtytschan Verteidigung: Genrich Sidorenkow, Alexander Winogradow, Dmitri Ukolow, Alfred Kutschewski Sturm: Jewgeni Babitsch, Wiktor Schuwalow, Wsewolod Bobrow (2), Juri Krylow (1), Alexander Uwarow (2), Walentin Kusin (1), Michail Bytschkow, Alexei Guryschew (1), Nikolai Chlystow Trainer / Assistent: Arkadi Tschernyschow / Wladimir Jegorow | Tor: Grigori Mkrtytschan Verteidigung: Genrich Sidorenkow, Alexander Winogradow, Dmitri Ukolow, Alfred Kutschewski Sturm: Jewgeni Babitsch, Wiktor Schuwalow, Wsewolod Bobrow (2), Juri Krylow (1), Alexander Uwarow (2), Walentin Kusin (1), Michail Bytschkow, Alexei Guryschew (1), Nikolai Chlystow Trainer / Assistent: Arkadi Tschernyschow / Wladimir Jegorow | Tor: Grigori Mkrtytschan Verteidigung: Genrich Sidorenkow, Alexander Winogradow, Dmitri Ukolow, Alfred Kutschewski Sturm: Jewgeni Babitsch, Wiktor Schuwalow, Wsewolod Bobrow (2), Juri Krylow (1), Alexander Uwarow (2), Walentin Kusin (1), Michail Bytschkow, Alexei Guryschew (1), Nikolai Chlystow Trainer / Assistent: Arkadi Tschernyschow / Wladimir Jegorow |
| Nr. 10 27. Februar 1954   | 7:0 (2:0, 4:0, 1:0) | 0 Norwegen | * | 0Stockholm, SWE | 0WM 1954 / EM 1954 | |
| Aufstellung               | Tor: Nikolai Putschkow Verteidigung: Genrich Sidorenkow, Alexander Winogradow, Dmitri Ukolow (3), Alfred Kutschewski (1) Sturm: Jewgeni Babitsch, Wiktor Schuwalow (1), Wsewolod Bobrow, Juri Krylow, Alexander Uwarow, Walentin Kusin, Michail Bytschkow, Alexei Guryschew (1), Alexander Komarow (1) Trainer / Assistent: Arkadi Tschernyschow / Wladimir Jegorow | Tor: Nikolai Putschkow Verteidigung: Genrich Sidorenkow, Alexander Winogradow, Dmitri Ukolow (3), Alfred Kutschewski (1) Sturm: Jewgeni Babitsch, Wiktor Schuwalow (1), Wsewolod Bobrow, Juri Krylow, Alexander Uwarow, Walentin Kusin, Michail Bytschkow, Alexei Guryschew (1), Alexander Komarow (1) Trainer / Assistent: Arkadi Tschernyschow / Wladimir Jegorow | Tor: Nikolai Putschkow Verteidigung: Genrich Sidorenkow, Alexander Winogradow, Dmitri Ukolow (3), Alfred Kutschewski (1) Sturm: Jewgeni Babitsch, Wiktor Schuwalow (1), Wsewolod Bobrow, Juri Krylow, Alexander Uwarow, Walentin Kusin, Michail Bytschkow, Alexei Guryschew (1), Alexander Komarow (1) Trainer / Assistent: Arkadi Tschernyschow / Wladimir Jegorow | Tor: Nikolai Putschkow Verteidigung: Genrich Sidorenkow, Alexander Winogradow, Dmitri Ukolow (3), Alfred Kutschewski (1) Sturm: Jewgeni Babitsch, Wiktor Schuwalow (1), Wsewolod Bobrow, Juri Krylow, Alexander Uwarow, Walentin Kusin, Michail Bytschkow, Alexei Guryschew (1), Alexander Komarow (1) Trainer / Assistent: Arkadi Tschernyschow / Wladimir Jegorow | Tor: Nikolai Putschkow Verteidigung: Genrich Sidorenkow, Alexander Winogradow, Dmitri Ukolow (3), Alfred Kutschewski (1) Sturm: Jewgeni Babitsch, Wiktor Schuwalow (1), Wsewolod Bobrow, Juri Krylow, Alexander Uwarow, Walentin Kusin, Michail Bytschkow, Alexei Guryschew (1), Alexander Komarow (1) Trainer / Assistent: Arkadi Tschernyschow / Wladimir Jegorow | Tor: Nikolai Putschkow Verteidigung: Genrich Sidorenkow, Alexander Winogradow, Dmitri Ukolow (3), Alfred Kutschewski (1) Sturm: Jewgeni Babitsch, Wiktor Schuwalow (1), Wsewolod Bobrow, Juri Krylow, Alexander Uwarow, Walentin Kusin, Michail Bytschkow, Alexei Guryschew (1), Alexander Komarow (1) Trainer / Assistent: Arkadi Tschernyschow / Wladimir Jegorow |
| Nr. 11 1. März 1954       | 6:2 (1:0, 1:1, 4:1) | 0 BR Deutschland | * | 0Stockholm, SWE | 0WM 1954 / EM 1954 | |
| Aufstellung               | Tor: Grigori Mkrtytschan Verteidigung: Pawel Schiburtowitsch, Alexander Winogradow, Dmitri Ukolow, Alfred Kutschewski (1) Sturm: Alexander Komarow, Wiktor Schuwalow (1), Wsewolod Bobrow, Juri Krylow (2), Alexander Uwarow, Walentin Kusin, Michail Bytschkow, Alexei Guryschew (2), Nikolai Chlystow Trainer / Assistent: Arkadi Tschernyschow / Wladimir Jegorow | Tor: Grigori Mkrtytschan Verteidigung: Pawel Schiburtowitsch, Alexander Winogradow, Dmitri Ukolow, Alfred Kutschewski (1) Sturm: Alexander Komarow, Wiktor Schuwalow (1), Wsewolod Bobrow, Juri Krylow (2), Alexander Uwarow, Walentin Kusin, Michail Bytschkow, Alexei Guryschew (2), Nikolai Chlystow Trainer / Assistent: Arkadi Tschernyschow / Wladimir Jegorow | Tor: Grigori Mkrtytschan Verteidigung: Pawel Schiburtowitsch, Alexander Winogradow, Dmitri Ukolow, Alfred Kutschewski (1) Sturm: Alexander Komarow, Wiktor Schuwalow (1), Wsewolod Bobrow, Juri Krylow (2), Alexander Uwarow, Walentin Kusin, Michail Bytschkow, Alexei Guryschew (2), Nikolai Chlystow Trainer / Assistent: Arkadi Tschernyschow / Wladimir Jegorow | Tor: Grigori Mkrtytschan Verteidigung: Pawel Schiburtowitsch, Alexander Winogradow, Dmitri Ukolow, Alfred Kutschewski (1) Sturm: Alexander Komarow, Wiktor Schuwalow (1), Wsewolod Bobrow, Juri Krylow (2), Alexander Uwarow, Walentin Kusin, Michail Bytschkow, Alexei Guryschew (2), Nikolai Chlystow Trainer / Assistent: Arkadi Tschernyschow / Wladimir Jegorow | Tor: Grigori Mkrtytschan Verteidigung: Pawel Schiburtowitsch, Alexander Winogradow, Dmitri Ukolow, Alfred Kutschewski (1) Sturm: Alexander Komarow, Wiktor Schuwalow (1), Wsewolod Bobrow, Juri Krylow (2), Alexander Uwarow, Walentin Kusin, Michail Bytschkow, Alexei Guryschew (2), Nikolai Chlystow Trainer / Assistent: Arkadi Tschernyschow / Wladimir Jegorow | Tor: Grigori Mkrtytschan Verteidigung: Pawel Schiburtowitsch, Alexander Winogradow, Dmitri Ukolow, Alfred Kutschewski (1) Sturm: Alexander Komarow, Wiktor Schuwalow (1), Wsewolod Bobrow, Juri Krylow (2), Alexander Uwarow, Walentin Kusin, Michail Bytschkow, Alexei Guryschew (2), Nikolai Chlystow Trainer / Assistent: Arkadi Tschernyschow / Wladimir Jegorow |
| Nr. 12 2. März 1954       | 5:2 (1:1, 2:1, 2:0) | 0 Tschechoslowakei | * | 0Stockholm, SWE | 0WM 1954 / EM 1954 | |
| Aufstellung               | Tor: Grigori Mkrtytschan, Nikolai Putschkow (29. Min.) Verteidigung: P. Schiburtowitsch, Alexander Winogradow, Dmitri Ukolow, Alfred Kutschewski (1) Sturm: Jewgeni Babitsch, Wiktor Schuwalow (1), Wsewolod Bobrow (3), Juri Krylow, Alexander Uwarow, Walentin Kusin, Michail Bytschkow (1), Alexei Guryschew Trainer / Assistent: Arkadi Tschernyschow / Wladimir Jegorow | Tor: Grigori Mkrtytschan, Nikolai Putschkow (29. Min.) Verteidigung: P. Schiburtowitsch, Alexander Winogradow, Dmitri Ukolow, Alfred Kutschewski (1) Sturm: Jewgeni Babitsch, Wiktor Schuwalow (1), Wsewolod Bobrow (3), Juri Krylow, Alexander Uwarow, Walentin Kusin, Michail Bytschkow (1), Alexei Guryschew Trainer / Assistent: Arkadi Tschernyschow / Wladimir Jegorow | Tor: Grigori Mkrtytschan, Nikolai Putschkow (29. Min.) Verteidigung: P. Schiburtowitsch, Alexander Winogradow, Dmitri Ukolow, Alfred Kutschewski (1) Sturm: Jewgeni Babitsch, Wiktor Schuwalow (1), Wsewolod Bobrow (3), Juri Krylow, Alexander Uwarow, Walentin Kusin, Michail Bytschkow (1), Alexei Guryschew Trainer / Assistent: Arkadi Tschernyschow / Wladimir Jegorow | Tor: Grigori Mkrtytschan, Nikolai Putschkow (29. Min.) Verteidigung: P. Schiburtowitsch, Alexander Winogradow, Dmitri Ukolow, Alfred Kutschewski (1) Sturm: Jewgeni Babitsch, Wiktor Schuwalow (1), Wsewolod Bobrow (3), Juri Krylow, Alexander Uwarow, Walentin Kusin, Michail Bytschkow (1), Alexei Guryschew Trainer / Assistent: Arkadi Tschernyschow / Wladimir Jegorow | Tor: Grigori Mkrtytschan, Nikolai Putschkow (29. Min.) Verteidigung: P. Schiburtowitsch, Alexander Winogradow, Dmitri Ukolow, Alfred Kutschewski (1) Sturm: Jewgeni Babitsch, Wiktor Schuwalow (1), Wsewolod Bobrow (3), Juri Krylow, Alexander Uwarow, Walentin Kusin, Michail Bytschkow (1), Alexei Guryschew Trainer / Assistent: Arkadi Tschernyschow / Wladimir Jegorow | Tor: Grigori Mkrtytschan, Nikolai Putschkow (29. Min.) Verteidigung: P. Schiburtowitsch, Alexander Winogradow, Dmitri Ukolow, Alfred Kutschewski (1) Sturm: Jewgeni Babitsch, Wiktor Schuwalow (1), Wsewolod Bobrow (3), Juri Krylow, Alexander Uwarow, Walentin Kusin, Michail Bytschkow (1), Alexei Guryschew Trainer / Assistent: Arkadi Tschernyschow / Wladimir Jegorow |
| Nr. 13 3. März 1954       | 4:2 (0:0, 2:1, 2:1) | 0 Schweiz | * | 0Stockholm, SWE | 0WM 1954 / EM 1954 | |
| Aufstellung               | Tor: Nikolai Putschkow Verteidigung: Pawel Schiburtowitsch, Genrich Sidorenkow, Alexander Winogradow, Dmitri Ukolow, Alfred Kutschewski Sturm: Jewgeni Babitsch (1), Wiktor Schuwalow (1), Wsewolod Bobrow (2), Juri Krylow, Alexander Uwarow, Walentin Kusin, Michail Bytschkow, Alexei Guryschew, Nikolai Chlystow Trainer / Assistent: Arkadi Tschernyschow / Wladimir Jegorow                                                                                                   | Tor: Nikolai Putschkow Verteidigung: Pawel Schiburtowitsch, Genrich Sidorenkow, Alexander Winogradow, Dmitri Ukolow, Alfred Kutschewski Sturm: Jewgeni Babitsch (1), Wiktor Schuwalow (1), Wsewolod Bobrow (2), Juri Krylow, Alexander Uwarow, Walentin Kusin, Michail Bytschkow, Alexei Guryschew, Nikolai Chlystow Trainer / Assistent: Arkadi Tschernyschow / Wladimir Jegorow                                                                                                   | Tor: Nikolai Putschkow Verteidigung: Pawel Schiburtowitsch, Genrich Sidorenkow, Alexander Winogradow, Dmitri Ukolow, Alfred Kutschewski Sturm: Jewgeni Babitsch (1), Wiktor Schuwalow (1), Wsewolod Bobrow (2), Juri Krylow, Alexander Uwarow, Walentin Kusin, Michail Bytschkow, Alexei Guryschew, Nikolai Chlystow Trainer / Assistent: Arkadi Tschernyschow / Wladimir Jegorow                                                                                                   | Tor: Nikolai Putschkow Verteidigung: Pawel Schiburtowitsch, Genrich Sidorenkow, Alexander Winogradow, Dmitri Ukolow, Alfred Kutschewski Sturm: Jewgeni Babitsch (1), Wiktor Schuwalow (1), Wsewolod Bobrow (2), Juri Krylow, Alexander Uwarow, Walentin Kusin, Michail Bytschkow, Alexei Guryschew, Nikolai Chlystow Trainer / Assistent: Arkadi Tschernyschow / Wladimir Jegorow                                                                                                   | Tor: Nikolai Putschkow Verteidigung: Pawel Schiburtowitsch, Genrich Sidorenkow, Alexander Winogradow, Dmitri Ukolow, Alfred Kutschewski Sturm: Jewgeni Babitsch (1), Wiktor Schuwalow (1), Wsewolod Bobrow (2), Juri Krylow, Alexander Uwarow, Walentin Kusin, Michail Bytschkow, Alexei Guryschew, Nikolai Chlystow Trainer / Assistent: Arkadi Tschernyschow / Wladimir Jegorow                                                                                                   | Tor: Nikolai Putschkow Verteidigung: Pawel Schiburtowitsch, Genrich Sidorenkow, Alexander Winogradow, Dmitri Ukolow, Alfred Kutschewski Sturm: Jewgeni Babitsch (1), Wiktor Schuwalow (1), Wsewolod Bobrow (2), Juri Krylow, Alexander Uwarow, Walentin Kusin, Michail Bytschkow, Alexei Guryschew, Nikolai Chlystow Trainer / Assistent: Arkadi Tschernyschow / Wladimir Jegorow                                                                                                   |
| Nr. 14 5. März 1954       | 1:1 (0:0, 0:0, 1:1) | 0 Schweden | A | 0Stockholm, SWE | 0WM 1954 / EM 1954 | |
| Aufstellung               | Tor: Nikolai Putschkow Verteidigung: Pawel Schiburtowitsch, Alexander Winogradow, Dmitri Ukolow, Alfred Kutschewski Sturm: Jewgeni Babitsch, Wiktor Schuwalow (1), Wsewolod Bobrow, Juri Krylow, Alexander Uwarow, Alexander Komarow, Michail Bytschkow, Alexei Guryschew, Nikolai Chlystow Trainer / Assistent: Arkadi Tschernyschow / Wladimir Jegorow | Tor: Nikolai Putschkow Verteidigung: Pawel Schiburtowitsch, Alexander Winogradow, Dmitri Ukolow, Alfred Kutschewski Sturm: Jewgeni Babitsch, Wiktor Schuwalow (1), Wsewolod Bobrow, Juri Krylow, Alexander Uwarow, Alexander Komarow, Michail Bytschkow, Alexei Guryschew, Nikolai Chlystow Trainer / Assistent: Arkadi Tschernyschow / Wladimir Jegorow | Tor: Nikolai Putschkow Verteidigung: Pawel Schiburtowitsch, Alexander Winogradow, Dmitri Ukolow, Alfred Kutschewski Sturm: Jewgeni Babitsch, Wiktor Schuwalow (1), Wsewolod Bobrow, Juri Krylow, Alexander Uwarow, Alexander Komarow, Michail Bytschkow, Alexei Guryschew, Nikolai Chlystow Trainer / Assistent: Arkadi Tschernyschow / Wladimir Jegorow | Tor: Nikolai Putschkow Verteidigung: Pawel Schiburtowitsch, Alexander Winogradow, Dmitri Ukolow, Alfred Kutschewski Sturm: Jewgeni Babitsch, Wiktor Schuwalow (1), Wsewolod Bobrow, Juri Krylow, Alexander Uwarow, Alexander Komarow, Michail Bytschkow, Alexei Guryschew, Nikolai Chlystow Trainer / Assistent: Arkadi Tschernyschow / Wladimir Jegorow | Tor: Nikolai Putschkow Verteidigung: Pawel Schiburtowitsch, Alexander Winogradow, Dmitri Ukolow, Alfred Kutschewski Sturm: Jewgeni Babitsch, Wiktor Schuwalow (1), Wsewolod Bobrow, Juri Krylow, Alexander Uwarow, Alexander Komarow, Michail Bytschkow, Alexei Guryschew, Nikolai Chlystow Trainer / Assistent: Arkadi Tschernyschow / Wladimir Jegorow | Tor: Nikolai Putschkow Verteidigung: Pawel Schiburtowitsch, Alexander Winogradow, Dmitri Ukolow, Alfred Kutschewski Sturm: Jewgeni Babitsch, Wiktor Schuwalow (1), Wsewolod Bobrow, Juri Krylow, Alexander Uwarow, Alexander Komarow, Michail Bytschkow, Alexei Guryschew, Nikolai Chlystow Trainer / Assistent: Arkadi Tschernyschow / Wladimir Jegorow |
| Nr. 15 7. März 1954       | 7:2 (4:0, 3:1, 0:1) | 0 Kanada | * | 0Stockholm, SWE | 0WM 1954 / EM 1954 | 01. WM-Titel 01. EM-Titel |
| Aufstellung               | Tor: Nikolai Putschkow Verteidigung: Pawel Schiburtowitsch, Alexander Winogradow, Dmitri Ukolow, Alfred Kutschewski (1) Sturm: Jewgeni Babitsch, Wiktor Schuwalow (2), Wsewolod Bobrow (1), Juri Krylow, Alexander Uwarow, Walentin Kusin (1), Michail Bytschkow (1), Alexei Guryschew (1), Nikolai Chlystow Trainer / Assistent: Arkadi Tschernyschow / Wladimir Jegorow | Tor: Nikolai Putschkow Verteidigung: Pawel Schiburtowitsch, Alexander Winogradow, Dmitri Ukolow, Alfred Kutschewski (1) Sturm: Jewgeni Babitsch, Wiktor Schuwalow (2), Wsewolod Bobrow (1), Juri Krylow, Alexander Uwarow, Walentin Kusin (1), Michail Bytschkow (1), Alexei Guryschew (1), Nikolai Chlystow Trainer / Assistent: Arkadi Tschernyschow / Wladimir Jegorow | Tor: Nikolai Putschkow Verteidigung: Pawel Schiburtowitsch, Alexander Winogradow, Dmitri Ukolow, Alfred Kutschewski (1) Sturm: Jewgeni Babitsch, Wiktor Schuwalow (2), Wsewolod Bobrow (1), Juri Krylow, Alexander Uwarow, Walentin Kusin (1), Michail Bytschkow (1), Alexei Guryschew (1), Nikolai Chlystow Trainer / Assistent: Arkadi Tschernyschow / Wladimir Jegorow | Tor: Nikolai Putschkow Verteidigung: Pawel Schiburtowitsch, Alexander Winogradow, Dmitri Ukolow, Alfred Kutschewski (1) Sturm: Jewgeni Babitsch, Wiktor Schuwalow (2), Wsewolod Bobrow (1), Juri Krylow, Alexander Uwarow, Walentin Kusin (1), Michail Bytschkow (1), Alexei Guryschew (1), Nikolai Chlystow Trainer / Assistent: Arkadi Tschernyschow / Wladimir Jegorow | Tor: Nikolai Putschkow Verteidigung: Pawel Schiburtowitsch, Alexander Winogradow, Dmitri Ukolow, Alfred Kutschewski (1) Sturm: Jewgeni Babitsch, Wiktor Schuwalow (2), Wsewolod Bobrow (1), Juri Krylow, Alexander Uwarow, Walentin Kusin (1), Michail Bytschkow (1), Alexei Guryschew (1), Nikolai Chlystow Trainer / Assistent: Arkadi Tschernyschow / Wladimir Jegorow | Tor: Nikolai Putschkow Verteidigung: Pawel Schiburtowitsch, Alexander Winogradow, Dmitri Ukolow, Alfred Kutschewski (1) Sturm: Jewgeni Babitsch, Wiktor Schuwalow (2), Wsewolod Bobrow (1), Juri Krylow, Alexander Uwarow, Walentin Kusin (1), Michail Bytschkow (1), Alexei Guryschew (1), Nikolai Chlystow Trainer / Assistent: Arkadi Tschernyschow / Wladimir Jegorow |
| Nr. 16 1. November 1954   | 9:1 (2:0, 4:0, 3:1) | 0 Gesamtdeutsche Mannschaft | A | 0Berlin, BRD | 0Freundschaftsspiel | |
| Aufstellung               | Tor: Nikolai Putschkow Verteidigung: Dmitri Ukolow, Alfred Kutschewski, Pawel Schiburtowitsch, Iwan Tregubow, Nikolai Karpow, Genrich Sidorenkow Sturm: Jewgeni Babitsch, Wiktor Schuwalow, Wsewolod Bobrow (1), Michail Bytschkow (2), Alexei Guryschew (3), Nikolai Chlystow, Juri Krylow, Alexander Uwarow, Walentin Kusin, Boris Petelin (1), Alexander Komarow (2) Trainer / Assistent: Arkadi Tschernyschow / Wladimir Jegorow                                                | Tor: Nikolai Putschkow Verteidigung: Dmitri Ukolow, Alfred Kutschewski, Pawel Schiburtowitsch, Iwan Tregubow, Nikolai Karpow, Genrich Sidorenkow Sturm: Jewgeni Babitsch, Wiktor Schuwalow, Wsewolod Bobrow (1), Michail Bytschkow (2), Alexei Guryschew (3), Nikolai Chlystow, Juri Krylow, Alexander Uwarow, Walentin Kusin, Boris Petelin (1), Alexander Komarow (2) Trainer / Assistent: Arkadi Tschernyschow / Wladimir Jegorow                                                | Tor: Nikolai Putschkow Verteidigung: Dmitri Ukolow, Alfred Kutschewski, Pawel Schiburtowitsch, Iwan Tregubow, Nikolai Karpow, Genrich Sidorenkow Sturm: Jewgeni Babitsch, Wiktor Schuwalow, Wsewolod Bobrow (1), Michail Bytschkow (2), Alexei Guryschew (3), Nikolai Chlystow, Juri Krylow, Alexander Uwarow, Walentin Kusin, Boris Petelin (1), Alexander Komarow (2) Trainer / Assistent: Arkadi Tschernyschow / Wladimir Jegorow                                                | Tor: Nikolai Putschkow Verteidigung: Dmitri Ukolow, Alfred Kutschewski, Pawel Schiburtowitsch, Iwan Tregubow, Nikolai Karpow, Genrich Sidorenkow Sturm: Jewgeni Babitsch, Wiktor Schuwalow, Wsewolod Bobrow (1), Michail Bytschkow (2), Alexei Guryschew (3), Nikolai Chlystow, Juri Krylow, Alexander Uwarow, Walentin Kusin, Boris Petelin (1), Alexander Komarow (2) Trainer / Assistent: Arkadi Tschernyschow / Wladimir Jegorow                                                | Tor: Nikolai Putschkow Verteidigung: Dmitri Ukolow, Alfred Kutschewski, Pawel Schiburtowitsch, Iwan Tregubow, Nikolai Karpow, Genrich Sidorenkow Sturm: Jewgeni Babitsch, Wiktor Schuwalow, Wsewolod Bobrow (1), Michail Bytschkow (2), Alexei Guryschew (3), Nikolai Chlystow, Juri Krylow, Alexander Uwarow, Walentin Kusin, Boris Petelin (1), Alexander Komarow (2) Trainer / Assistent: Arkadi Tschernyschow / Wladimir Jegorow                                                | Tor: Nikolai Putschkow Verteidigung: Dmitri Ukolow, Alfred Kutschewski, Pawel Schiburtowitsch, Iwan Tregubow, Nikolai Karpow, Genrich Sidorenkow Sturm: Jewgeni Babitsch, Wiktor Schuwalow, Wsewolod Bobrow (1), Michail Bytschkow (2), Alexei Guryschew (3), Nikolai Chlystow, Juri Krylow, Alexander Uwarow, Walentin Kusin, Boris Petelin (1), Alexander Komarow (2) Trainer / Assistent: Arkadi Tschernyschow / Wladimir Jegorow                                                |
| Nr. 17 21. Dezember 1954  | 6:2 (3:1, 1:1, 2:0) | 0 Schweiz | A | 0Zürich, SUI | 0Freundschaftsspiel | |
| Aufstellung               | Tor: Nikolai Putschkow, Grigori Mkrtytschan (41. Min.) Verteidigung: Dmitri Ukolow, Alfred Kutschewski, Nikolai Karpow, Iwan Tregubow Sturm: Jewgeni Babitsch, Wiktor Schuwalow (2), Wsewolod Bobrow (1), Juri Krylow, Alexander Uwarow, Walentin Kusin (1), Michail Bytschkow (1), Alexei Guryschew (1), Nikolai Chlystow, Alexander Komarow Trainer / Assistent: Arkadi Tschernyschow / Wladimir Jegorow                                                                          | Tor: Nikolai Putschkow, Grigori Mkrtytschan (41. Min.) Verteidigung: Dmitri Ukolow, Alfred Kutschewski, Nikolai Karpow, Iwan Tregubow Sturm: Jewgeni Babitsch, Wiktor Schuwalow (2), Wsewolod Bobrow (1), Juri Krylow, Alexander Uwarow, Walentin Kusin (1), Michail Bytschkow (1), Alexei Guryschew (1), Nikolai Chlystow, Alexander Komarow Trainer / Assistent: Arkadi Tschernyschow / Wladimir Jegorow                                                                          | Tor: Nikolai Putschkow, Grigori Mkrtytschan (41. Min.) Verteidigung: Dmitri Ukolow, Alfred Kutschewski, Nikolai Karpow, Iwan Tregubow Sturm: Jewgeni Babitsch, Wiktor Schuwalow (2), Wsewolod Bobrow (1), Juri Krylow, Alexander Uwarow, Walentin Kusin (1), Michail Bytschkow (1), Alexei Guryschew (1), Nikolai Chlystow, Alexander Komarow Trainer / Assistent: Arkadi Tschernyschow / Wladimir Jegorow                                                                          | Tor: Nikolai Putschkow, Grigori Mkrtytschan (41. Min.) Verteidigung: Dmitri Ukolow, Alfred Kutschewski, Nikolai Karpow, Iwan Tregubow Sturm: Jewgeni Babitsch, Wiktor Schuwalow (2), Wsewolod Bobrow (1), Juri Krylow, Alexander Uwarow, Walentin Kusin (1), Michail Bytschkow (1), Alexei Guryschew (1), Nikolai Chlystow, Alexander Komarow Trainer / Assistent: Arkadi Tschernyschow / Wladimir Jegorow                                                                          | Tor: Nikolai Putschkow, Grigori Mkrtytschan (41. Min.) Verteidigung: Dmitri Ukolow, Alfred Kutschewski, Nikolai Karpow, Iwan Tregubow Sturm: Jewgeni Babitsch, Wiktor Schuwalow (2), Wsewolod Bobrow (1), Juri Krylow, Alexander Uwarow, Walentin Kusin (1), Michail Bytschkow (1), Alexei Guryschew (1), Nikolai Chlystow, Alexander Komarow Trainer / Assistent: Arkadi Tschernyschow / Wladimir Jegorow                                                                          | Tor: Nikolai Putschkow, Grigori Mkrtytschan (41. Min.) Verteidigung: Dmitri Ukolow, Alfred Kutschewski, Nikolai Karpow, Iwan Tregubow Sturm: Jewgeni Babitsch, Wiktor Schuwalow (2), Wsewolod Bobrow (1), Juri Krylow, Alexander Uwarow, Walentin Kusin (1), Michail Bytschkow (1), Alexei Guryschew (1), Nikolai Chlystow, Alexander Komarow Trainer / Assistent: Arkadi Tschernyschow / Wladimir Jegorow                                                                          |
| Nr. 18 23. Dezember 1954  | 5:1 (2:1, 2:0, 1:0) | 0 Schweiz | A | 0Basel, SUI | 0Freundschaftsspiel | |
| Aufstellung               | Tor: Grigori Mkrtytschan Verteidigung: Dmitri Ukolow, Alfred Kutschewski, Nikolai Karpow, Iwan Tregubow Sturm: Jewgeni Babitsch (1), Wiktor Schuwalow (1), Wsewolod Bobrow (1), Juri Krylow (1), Alexander Uwarow, Walentin Kusin, Michail Bytschkow (1), Alexei Guryschew, Nikolai Chlystow, Alexander Komarow Trainer / Assistent: Arkadi Tschernyschow / Wladimir Jegorow | Tor: Grigori Mkrtytschan Verteidigung: Dmitri Ukolow, Alfred Kutschewski, Nikolai Karpow, Iwan Tregubow Sturm: Jewgeni Babitsch (1), Wiktor Schuwalow (1), Wsewolod Bobrow (1), Juri Krylow (1), Alexander Uwarow, Walentin Kusin, Michail Bytschkow (1), Alexei Guryschew, Nikolai Chlystow, Alexander Komarow Trainer / Assistent: Arkadi Tschernyschow / Wladimir Jegorow | Tor: Grigori Mkrtytschan Verteidigung: Dmitri Ukolow, Alfred Kutschewski, Nikolai Karpow, Iwan Tregubow Sturm: Jewgeni Babitsch (1), Wiktor Schuwalow (1), Wsewolod Bobrow (1), Juri Krylow (1), Alexander Uwarow, Walentin Kusin, Michail Bytschkow (1), Alexei Guryschew, Nikolai Chlystow, Alexander Komarow Trainer / Assistent: Arkadi Tschernyschow / Wladimir Jegorow | Tor: Grigori Mkrtytschan Verteidigung: Dmitri Ukolow, Alfred Kutschewski, Nikolai Karpow, Iwan Tregubow Sturm: Jewgeni Babitsch (1), Wiktor Schuwalow (1), Wsewolod Bobrow (1), Juri Krylow (1), Alexander Uwarow, Walentin Kusin, Michail Bytschkow (1), Alexei Guryschew, Nikolai Chlystow, Alexander Komarow Trainer / Assistent: Arkadi Tschernyschow / Wladimir Jegorow | Tor: Grigori Mkrtytschan Verteidigung: Dmitri Ukolow, Alfred Kutschewski, Nikolai Karpow, Iwan Tregubow Sturm: Jewgeni Babitsch (1), Wiktor Schuwalow (1), Wsewolod Bobrow (1), Juri Krylow (1), Alexander Uwarow, Walentin Kusin, Michail Bytschkow (1), Alexei Guryschew, Nikolai Chlystow, Alexander Komarow Trainer / Assistent: Arkadi Tschernyschow / Wladimir Jegorow | Tor: Grigori Mkrtytschan Verteidigung: Dmitri Ukolow, Alfred Kutschewski, Nikolai Karpow, Iwan Tregubow Sturm: Jewgeni Babitsch (1), Wiktor Schuwalow (1), Wsewolod Bobrow (1), Juri Krylow (1), Alexander Uwarow, Walentin Kusin, Michail Bytschkow (1), Alexei Guryschew, Nikolai Chlystow, Alexander Komarow Trainer / Assistent: Arkadi Tschernyschow / Wladimir Jegorow |
| Nr. 19 26. Dezember 1954  | 3:0 (1:0, 2:0, 0:0) | 0 Schweden | A | 0Stockholm, SWE | 0Freundschaftsspiel | |
| Aufstellung               | Tor: Nikolai Putschkow Verteidigung: Pawel Schiburtowitsch, Dmitri Ukolow, Alfred Kutschewski, Iwan Tregubow, Nikolai Karpow Sturm: Jewgeni Babitsch, Wiktor Schuwalow (1), Wsewolod Bobrow (1), Juri Krylow (1), Alexander Uwarow, Walentin Kusin, Michail Bytschkow, Alexei Guryschew, Nikolai Chlystow, Alexander Komarow Trainer / Assistent: Arkadi Tschernyschow / Wladimir Jegorow                                                                                           | Tor: Nikolai Putschkow Verteidigung: Pawel Schiburtowitsch, Dmitri Ukolow, Alfred Kutschewski, Iwan Tregubow, Nikolai Karpow Sturm: Jewgeni Babitsch, Wiktor Schuwalow (1), Wsewolod Bobrow (1), Juri Krylow (1), Alexander Uwarow, Walentin Kusin, Michail Bytschkow, Alexei Guryschew, Nikolai Chlystow, Alexander Komarow Trainer / Assistent: Arkadi Tschernyschow / Wladimir Jegorow                                                                                           | Tor: Nikolai Putschkow Verteidigung: Pawel Schiburtowitsch, Dmitri Ukolow, Alfred Kutschewski, Iwan Tregubow, Nikolai Karpow Sturm: Jewgeni Babitsch, Wiktor Schuwalow (1), Wsewolod Bobrow (1), Juri Krylow (1), Alexander Uwarow, Walentin Kusin, Michail Bytschkow, Alexei Guryschew, Nikolai Chlystow, Alexander Komarow Trainer / Assistent: Arkadi Tschernyschow / Wladimir Jegorow                                                                                           | Tor: Nikolai Putschkow Verteidigung: Pawel Schiburtowitsch, Dmitri Ukolow, Alfred Kutschewski, Iwan Tregubow, Nikolai Karpow Sturm: Jewgeni Babitsch, Wiktor Schuwalow (1), Wsewolod Bobrow (1), Juri Krylow (1), Alexander Uwarow, Walentin Kusin, Michail Bytschkow, Alexei Guryschew, Nikolai Chlystow, Alexander Komarow Trainer / Assistent: Arkadi Tschernyschow / Wladimir Jegorow                                                                                           | Tor: Nikolai Putschkow Verteidigung: Pawel Schiburtowitsch, Dmitri Ukolow, Alfred Kutschewski, Iwan Tregubow, Nikolai Karpow Sturm: Jewgeni Babitsch, Wiktor Schuwalow (1), Wsewolod Bobrow (1), Juri Krylow (1), Alexander Uwarow, Walentin Kusin, Michail Bytschkow, Alexei Guryschew, Nikolai Chlystow, Alexander Komarow Trainer / Assistent: Arkadi Tschernyschow / Wladimir Jegorow                                                                                           | Tor: Nikolai Putschkow Verteidigung: Pawel Schiburtowitsch, Dmitri Ukolow, Alfred Kutschewski, Iwan Tregubow, Nikolai Karpow Sturm: Jewgeni Babitsch, Wiktor Schuwalow (1), Wsewolod Bobrow (1), Juri Krylow (1), Alexander Uwarow, Walentin Kusin, Michail Bytschkow, Alexei Guryschew, Nikolai Chlystow, Alexander Komarow Trainer / Assistent: Arkadi Tschernyschow / Wladimir Jegorow                                                                                           |
| Nr. 20 28. Dezember 1954  | 3:2 (1:0, 1:1, 1:1) | 0 Schweden | A | 0Stockholm, SWE | 0Freundschaftsspiel | |
| Aufstellung               | Tor: Grigori Mkrtytschan Verteidigung: Pawel Schiburtowitsch, Dmitri Ukolow, Alfred Kutschewski, Iwan Tregubow, Nikolai Karpow Sturm: Jewgeni Babitsch, Wiktor Schuwalow, Wsewolod Bobrow (2), Juri Krylow, Alexander Uwarow, Boris Petelin, Michail Bytschkow (1), Alexei Guryschew, Nikolai Chlystow, Alexander Komarow Trainer / Assistent: Arkadi Tschernyschow / Wladimir Jegorow                                                                                              | Tor: Grigori Mkrtytschan Verteidigung: Pawel Schiburtowitsch, Dmitri Ukolow, Alfred Kutschewski, Iwan Tregubow, Nikolai Karpow Sturm: Jewgeni Babitsch, Wiktor Schuwalow, Wsewolod Bobrow (2), Juri Krylow, Alexander Uwarow, Boris Petelin, Michail Bytschkow (1), Alexei Guryschew, Nikolai Chlystow, Alexander Komarow Trainer / Assistent: Arkadi Tschernyschow / Wladimir Jegorow                                                                                              | Tor: Grigori Mkrtytschan Verteidigung: Pawel Schiburtowitsch, Dmitri Ukolow, Alfred Kutschewski, Iwan Tregubow, Nikolai Karpow Sturm: Jewgeni Babitsch, Wiktor Schuwalow, Wsewolod Bobrow (2), Juri Krylow, Alexander Uwarow, Boris Petelin, Michail Bytschkow (1), Alexei Guryschew, Nikolai Chlystow, Alexander Komarow Trainer / Assistent: Arkadi Tschernyschow / Wladimir Jegorow                                                                                              | Tor: Grigori Mkrtytschan Verteidigung: Pawel Schiburtowitsch, Dmitri Ukolow, Alfred Kutschewski, Iwan Tregubow, Nikolai Karpow Sturm: Jewgeni Babitsch, Wiktor Schuwalow, Wsewolod Bobrow (2), Juri Krylow, Alexander Uwarow, Boris Petelin, Michail Bytschkow (1), Alexei Guryschew, Nikolai Chlystow, Alexander Komarow Trainer / Assistent: Arkadi Tschernyschow / Wladimir Jegorow                                                                                              | Tor: Grigori Mkrtytschan Verteidigung: Pawel Schiburtowitsch, Dmitri Ukolow, Alfred Kutschewski, Iwan Tregubow, Nikolai Karpow Sturm: Jewgeni Babitsch, Wiktor Schuwalow, Wsewolod Bobrow (2), Juri Krylow, Alexander Uwarow, Boris Petelin, Michail Bytschkow (1), Alexei Guryschew, Nikolai Chlystow, Alexander Komarow Trainer / Assistent: Arkadi Tschernyschow / Wladimir Jegorow                                                                                              | Tor: Grigori Mkrtytschan Verteidigung: Pawel Schiburtowitsch, Dmitri Ukolow, Alfred Kutschewski, Iwan Tregubow, Nikolai Karpow Sturm: Jewgeni Babitsch, Wiktor Schuwalow, Wsewolod Bobrow (2), Juri Krylow, Alexander Uwarow, Boris Petelin, Michail Bytschkow (1), Alexei Guryschew, Nikolai Chlystow, Alexander Komarow Trainer / Assistent: Arkadi Tschernyschow / Wladimir Jegorow                                                                                              |
| Nr. 21 7. Januar 1955     | 4:2 (2:1, 2:1, 0:0) | 0 Schweden | H | 0Moskau | 0Freundschaftsspiel | |
| Aufstellung               | Tor: Nikolai Putschkow Verteidigung: Pawel Schiburtowitsch, Iwan Tregubow, Alfred Kutschewski, Nikolai Sologubow Sturm: Jewgeni Babitsch, Wiktor Schuwalow (3), Wsewolod Bobrow, Juri Krylow, Alexander Uwarow, Walentin Kusin, Michail Bytschkow, Alexei Guryschew (1), Nikolai Chlystow Trainer / Assistent: Arkadi Tschernyschow / Wladimir Jegorow | Tor: Nikolai Putschkow Verteidigung: Pawel Schiburtowitsch, Iwan Tregubow, Alfred Kutschewski, Nikolai Sologubow Sturm: Jewgeni Babitsch, Wiktor Schuwalow (3), Wsewolod Bobrow, Juri Krylow, Alexander Uwarow, Walentin Kusin, Michail Bytschkow, Alexei Guryschew (1), Nikolai Chlystow Trainer / Assistent: Arkadi Tschernyschow / Wladimir Jegorow | Tor: Nikolai Putschkow Verteidigung: Pawel Schiburtowitsch, Iwan Tregubow, Alfred Kutschewski, Nikolai Sologubow Sturm: Jewgeni Babitsch, Wiktor Schuwalow (3), Wsewolod Bobrow, Juri Krylow, Alexander Uwarow, Walentin Kusin, Michail Bytschkow, Alexei Guryschew (1), Nikolai Chlystow Trainer / Assistent: Arkadi Tschernyschow / Wladimir Jegorow | Tor: Nikolai Putschkow Verteidigung: Pawel Schiburtowitsch, Iwan Tregubow, Alfred Kutschewski, Nikolai Sologubow Sturm: Jewgeni Babitsch, Wiktor Schuwalow (3), Wsewolod Bobrow, Juri Krylow, Alexander Uwarow, Walentin Kusin, Michail Bytschkow, Alexei Guryschew (1), Nikolai Chlystow Trainer / Assistent: Arkadi Tschernyschow / Wladimir Jegorow | Tor: Nikolai Putschkow Verteidigung: Pawel Schiburtowitsch, Iwan Tregubow, Alfred Kutschewski, Nikolai Sologubow Sturm: Jewgeni Babitsch, Wiktor Schuwalow (3), Wsewolod Bobrow, Juri Krylow, Alexander Uwarow, Walentin Kusin, Michail Bytschkow, Alexei Guryschew (1), Nikolai Chlystow Trainer / Assistent: Arkadi Tschernyschow / Wladimir Jegorow | Tor: Nikolai Putschkow Verteidigung: Pawel Schiburtowitsch, Iwan Tregubow, Alfred Kutschewski, Nikolai Sologubow Sturm: Jewgeni Babitsch, Wiktor Schuwalow (3), Wsewolod Bobrow, Juri Krylow, Alexander Uwarow, Walentin Kusin, Michail Bytschkow, Alexei Guryschew (1), Nikolai Chlystow Trainer / Assistent: Arkadi Tschernyschow / Wladimir Jegorow |
| Nr. 22 9. Januar 1955     | 2:5 (1:1, 1:2, 0:2) | 0 Schweden | H | 0Moskau | 0Freundschaftsspiel | |
| Aufstellung               | Tor: Grigori Mkrtytschan Verteidigung: Nikolai Sologubow, Dmitri Ukolow, Iwan Tregubow, Genrich Sidorenkow Sturm: Alexander Tscherepanow (2), Juri Kopylow, Wladimir Brunow, Juri Pantjuchow, Alexander Komarow, Juri Baulin, Wiktor Prjaschnikow, Wladimir Grebennikow, Sergei Mitin Trainer / Assistent: Arkadi Tschernyschow / Wladimir Jegorow | Tor: Grigori Mkrtytschan Verteidigung: Nikolai Sologubow, Dmitri Ukolow, Iwan Tregubow, Genrich Sidorenkow Sturm: Alexander Tscherepanow (2), Juri Kopylow, Wladimir Brunow, Juri Pantjuchow, Alexander Komarow, Juri Baulin, Wiktor Prjaschnikow, Wladimir Grebennikow, Sergei Mitin Trainer / Assistent: Arkadi Tschernyschow / Wladimir Jegorow | Tor: Grigori Mkrtytschan Verteidigung: Nikolai Sologubow, Dmitri Ukolow, Iwan Tregubow, Genrich Sidorenkow Sturm: Alexander Tscherepanow (2), Juri Kopylow, Wladimir Brunow, Juri Pantjuchow, Alexander Komarow, Juri Baulin, Wiktor Prjaschnikow, Wladimir Grebennikow, Sergei Mitin Trainer / Assistent: Arkadi Tschernyschow / Wladimir Jegorow | Tor: Grigori Mkrtytschan Verteidigung: Nikolai Sologubow, Dmitri Ukolow, Iwan Tregubow, Genrich Sidorenkow Sturm: Alexander Tscherepanow (2), Juri Kopylow, Wladimir Brunow, Juri Pantjuchow, Alexander Komarow, Juri Baulin, Wiktor Prjaschnikow, Wladimir Grebennikow, Sergei Mitin Trainer / Assistent: Arkadi Tschernyschow / Wladimir Jegorow | Tor: Grigori Mkrtytschan Verteidigung: Nikolai Sologubow, Dmitri Ukolow, Iwan Tregubow, Genrich Sidorenkow Sturm: Alexander Tscherepanow (2), Juri Kopylow, Wladimir Brunow, Juri Pantjuchow, Alexander Komarow, Juri Baulin, Wiktor Prjaschnikow, Wladimir Grebennikow, Sergei Mitin Trainer / Assistent: Arkadi Tschernyschow / Wladimir Jegorow | Tor: Grigori Mkrtytschan Verteidigung: Nikolai Sologubow, Dmitri Ukolow, Iwan Tregubow, Genrich Sidorenkow Sturm: Alexander Tscherepanow (2), Juri Kopylow, Wladimir Brunow, Juri Pantjuchow, Alexander Komarow, Juri Baulin, Wiktor Prjaschnikow, Wladimir Grebennikow, Sergei Mitin Trainer / Assistent: Arkadi Tschernyschow / Wladimir Jegorow |
| Nr. 23 12. Januar 1955    | 3:0 (2:0, 1:0, 0:0) | 0 Tschechoslowakei | H | 0Moskau | 0Freundschaftsspiel | |
| Aufstellung               | Tor: Nikolai Putschkow Verteidigung: Dmitri Ukolow, Alfred Kutschewski, Nikolai Sologubow, Iwan Tregubow Sturm: Jewgeni Babitsch (1), Wiktor Schuwalow, Wsewolod Bobrow (1), Juri Krylow, Alexander Uwarow, Walentin Kusin (1), Michail Bytschkow, Alexei Guryschew, Nikolai Chlystow, Alexander Komarow Trainer / Assistent: Arkadi Tschernyschow / Wladimir Jegorow | Tor: Nikolai Putschkow Verteidigung: Dmitri Ukolow, Alfred Kutschewski, Nikolai Sologubow, Iwan Tregubow Sturm: Jewgeni Babitsch (1), Wiktor Schuwalow, Wsewolod Bobrow (1), Juri Krylow, Alexander Uwarow, Walentin Kusin (1), Michail Bytschkow, Alexei Guryschew, Nikolai Chlystow, Alexander Komarow Trainer / Assistent: Arkadi Tschernyschow / Wladimir Jegorow | Tor: Nikolai Putschkow Verteidigung: Dmitri Ukolow, Alfred Kutschewski, Nikolai Sologubow, Iwan Tregubow Sturm: Jewgeni Babitsch (1), Wiktor Schuwalow, Wsewolod Bobrow (1), Juri Krylow, Alexander Uwarow, Walentin Kusin (1), Michail Bytschkow, Alexei Guryschew, Nikolai Chlystow, Alexander Komarow Trainer / Assistent: Arkadi Tschernyschow / Wladimir Jegorow | Tor: Nikolai Putschkow Verteidigung: Dmitri Ukolow, Alfred Kutschewski, Nikolai Sologubow, Iwan Tregubow Sturm: Jewgeni Babitsch (1), Wiktor Schuwalow, Wsewolod Bobrow (1), Juri Krylow, Alexander Uwarow, Walentin Kusin (1), Michail Bytschkow, Alexei Guryschew, Nikolai Chlystow, Alexander Komarow Trainer / Assistent: Arkadi Tschernyschow / Wladimir Jegorow | Tor: Nikolai Putschkow Verteidigung: Dmitri Ukolow, Alfred Kutschewski, Nikolai Sologubow, Iwan Tregubow Sturm: Jewgeni Babitsch (1), Wiktor Schuwalow, Wsewolod Bobrow (1), Juri Krylow, Alexander Uwarow, Walentin Kusin (1), Michail Bytschkow, Alexei Guryschew, Nikolai Chlystow, Alexander Komarow Trainer / Assistent: Arkadi Tschernyschow / Wladimir Jegorow | Tor: Nikolai Putschkow Verteidigung: Dmitri Ukolow, Alfred Kutschewski, Nikolai Sologubow, Iwan Tregubow Sturm: Jewgeni Babitsch (1), Wiktor Schuwalow, Wsewolod Bobrow (1), Juri Krylow, Alexander Uwarow, Walentin Kusin (1), Michail Bytschkow, Alexei Guryschew, Nikolai Chlystow, Alexander Komarow Trainer / Assistent: Arkadi Tschernyschow / Wladimir Jegorow |
| Nr. 24 13. Januar 1955    | 1:1 (1:1, 0:0, 0:0) | 0 Tschechoslowakei | H | 0Moskau | 0Freundschaftsspiel | |
| Aufstellung               | Tor: Nikolai Putschkow Verteidigung: Nikolai Sologubow, Genrich Sidorenkow, Nikolai Karpow, Alexander Prilepski Sturm: Juri Kopylow, Wladimir Brunow, Juri Pantjuchow, Alexander Komarow (1), Boris Petelin, Wiktor Prjaschnikow, Wladimir Grebennikow, Sergei Mitin Trainer / Assistent: Arkadi Tschernyschow / Wladimir Jegorow | Tor: Nikolai Putschkow Verteidigung: Nikolai Sologubow, Genrich Sidorenkow, Nikolai Karpow, Alexander Prilepski Sturm: Juri Kopylow, Wladimir Brunow, Juri Pantjuchow, Alexander Komarow (1), Boris Petelin, Wiktor Prjaschnikow, Wladimir Grebennikow, Sergei Mitin Trainer / Assistent: Arkadi Tschernyschow / Wladimir Jegorow | Tor: Nikolai Putschkow Verteidigung: Nikolai Sologubow, Genrich Sidorenkow, Nikolai Karpow, Alexander Prilepski Sturm: Juri Kopylow, Wladimir Brunow, Juri Pantjuchow, Alexander Komarow (1), Boris Petelin, Wiktor Prjaschnikow, Wladimir Grebennikow, Sergei Mitin Trainer / Assistent: Arkadi Tschernyschow / Wladimir Jegorow | Tor: Nikolai Putschkow Verteidigung: Nikolai Sologubow, Genrich Sidorenkow, Nikolai Karpow, Alexander Prilepski Sturm: Juri Kopylow, Wladimir Brunow, Juri Pantjuchow, Alexander Komarow (1), Boris Petelin, Wiktor Prjaschnikow, Wladimir Grebennikow, Sergei Mitin Trainer / Assistent: Arkadi Tschernyschow / Wladimir Jegorow | Tor: Nikolai Putschkow Verteidigung: Nikolai Sologubow, Genrich Sidorenkow, Nikolai Karpow, Alexander Prilepski Sturm: Juri Kopylow, Wladimir Brunow, Juri Pantjuchow, Alexander Komarow (1), Boris Petelin, Wiktor Prjaschnikow, Wladimir Grebennikow, Sergei Mitin Trainer / Assistent: Arkadi Tschernyschow / Wladimir Jegorow | Tor: Nikolai Putschkow Verteidigung: Nikolai Sologubow, Genrich Sidorenkow, Nikolai Karpow, Alexander Prilepski Sturm: Juri Kopylow, Wladimir Brunow, Juri Pantjuchow, Alexander Komarow (1), Boris Petelin, Wiktor Prjaschnikow, Wladimir Grebennikow, Sergei Mitin Trainer / Assistent: Arkadi Tschernyschow / Wladimir Jegorow |
| Nr. 25 16. Februar 1955   | 13:0 (3:0, 8:0, 2:0) | 0 Polen | A | 0Warschau, POL | 0Freundschaftsspiel | |
| Aufstellung               | Tor: Nikolai Putschkow, Grigori Mkrtytschan (41. Min.) Verteidigung: Nikolai Sologubow, Iwan Tregubow, Dmitri Ukolow (1), Alfred Kutschewski, Genrich Sidorenkow, Pawel Schiburtowitsch Sturm: Jewgeni Babitsch (1), Wiktor Schuwalow, Wsewolod Bobrow (3), Juri Krylow (1), Alexander Uwarow (2), Walentin Kusin (2), Michail Bytschkow (1), Nikolai Chlystow, Alexander Komarow, Boris Petelin, Alexei Guryschew (2) Trainer / Assistent: Arkadi Tschernyschow / Wladimir Jegorow | Tor: Nikolai Putschkow, Grigori Mkrtytschan (41. Min.) Verteidigung: Nikolai Sologubow, Iwan Tregubow, Dmitri Ukolow (1), Alfred Kutschewski, Genrich Sidorenkow, Pawel Schiburtowitsch Sturm: Jewgeni Babitsch (1), Wiktor Schuwalow, Wsewolod Bobrow (3), Juri Krylow (1), Alexander Uwarow (2), Walentin Kusin (2), Michail Bytschkow (1), Nikolai Chlystow, Alexander Komarow, Boris Petelin, Alexei Guryschew (2) Trainer / Assistent: Arkadi Tschernyschow / Wladimir Jegorow | Tor: Nikolai Putschkow, Grigori Mkrtytschan (41. Min.) Verteidigung: Nikolai Sologubow, Iwan Tregubow, Dmitri Ukolow (1), Alfred Kutschewski, Genrich Sidorenkow, Pawel Schiburtowitsch Sturm: Jewgeni Babitsch (1), Wiktor Schuwalow, Wsewolod Bobrow (3), Juri Krylow (1), Alexander Uwarow (2), Walentin Kusin (2), Michail Bytschkow (1), Nikolai Chlystow, Alexander Komarow, Boris Petelin, Alexei Guryschew (2) Trainer / Assistent: Arkadi Tschernyschow / Wladimir Jegorow | Tor: Nikolai Putschkow, Grigori Mkrtytschan (41. Min.) Verteidigung: Nikolai Sologubow, Iwan Tregubow, Dmitri Ukolow (1), Alfred Kutschewski, Genrich Sidorenkow, Pawel Schiburtowitsch Sturm: Jewgeni Babitsch (1), Wiktor Schuwalow, Wsewolod Bobrow (3), Juri Krylow (1), Alexander Uwarow (2), Walentin Kusin (2), Michail Bytschkow (1), Nikolai Chlystow, Alexander Komarow, Boris Petelin, Alexei Guryschew (2) Trainer / Assistent: Arkadi Tschernyschow / Wladimir Jegorow | Tor: Nikolai Putschkow, Grigori Mkrtytschan (41. Min.) Verteidigung: Nikolai Sologubow, Iwan Tregubow, Dmitri Ukolow (1), Alfred Kutschewski, Genrich Sidorenkow, Pawel Schiburtowitsch Sturm: Jewgeni Babitsch (1), Wiktor Schuwalow, Wsewolod Bobrow (3), Juri Krylow (1), Alexander Uwarow (2), Walentin Kusin (2), Michail Bytschkow (1), Nikolai Chlystow, Alexander Komarow, Boris Petelin, Alexei Guryschew (2) Trainer / Assistent: Arkadi Tschernyschow / Wladimir Jegorow | Tor: Nikolai Putschkow, Grigori Mkrtytschan (41. Min.) Verteidigung: Nikolai Sologubow, Iwan Tregubow, Dmitri Ukolow (1), Alfred Kutschewski, Genrich Sidorenkow, Pawel Schiburtowitsch Sturm: Jewgeni Babitsch (1), Wiktor Schuwalow, Wsewolod Bobrow (3), Juri Krylow (1), Alexander Uwarow (2), Walentin Kusin (2), Michail Bytschkow (1), Nikolai Chlystow, Alexander Komarow, Boris Petelin, Alexei Guryschew (2) Trainer / Assistent: Arkadi Tschernyschow / Wladimir Jegorow |
| Nr. 26 25. Februar 1955   | 10:2 (2:2, 5:0, 3:0) | 0 Finnland | * | 0Düsseldorf, BRD | 0WM 1955 / EM 1955 | |
| Aufstellung               | Tor: Nikolai Putschkow Verteidigung: Nikolai Sologubow (1), Iwan Tregubow, Dmitri Ukolow, Alfred Kutschewski Sturm: Jewgeni Babitsch (1), Wiktor Schuwalow (1), Wsewolod Bobrow (2), Juri Krylow (2), Alexander Uwarow, Walentin Kusin, Michail Bytschkow (1), Alexei Guryschew (2), Nikolai Chlystow Trainer / Assistent: Arkadi Tschernyschow / Wladimir Jegorow | Tor: Nikolai Putschkow Verteidigung: Nikolai Sologubow (1), Iwan Tregubow, Dmitri Ukolow, Alfred Kutschewski Sturm: Jewgeni Babitsch (1), Wiktor Schuwalow (1), Wsewolod Bobrow (2), Juri Krylow (2), Alexander Uwarow, Walentin Kusin, Michail Bytschkow (1), Alexei Guryschew (2), Nikolai Chlystow Trainer / Assistent: Arkadi Tschernyschow / Wladimir Jegorow | Tor: Nikolai Putschkow Verteidigung: Nikolai Sologubow (1), Iwan Tregubow, Dmitri Ukolow, Alfred Kutschewski Sturm: Jewgeni Babitsch (1), Wiktor Schuwalow (1), Wsewolod Bobrow (2), Juri Krylow (2), Alexander Uwarow, Walentin Kusin, Michail Bytschkow (1), Alexei Guryschew (2), Nikolai Chlystow Trainer / Assistent: Arkadi Tschernyschow / Wladimir Jegorow | Tor: Nikolai Putschkow Verteidigung: Nikolai Sologubow (1), Iwan Tregubow, Dmitri Ukolow, Alfred Kutschewski Sturm: Jewgeni Babitsch (1), Wiktor Schuwalow (1), Wsewolod Bobrow (2), Juri Krylow (2), Alexander Uwarow, Walentin Kusin, Michail Bytschkow (1), Alexei Guryschew (2), Nikolai Chlystow Trainer / Assistent: Arkadi Tschernyschow / Wladimir Jegorow | Tor: Nikolai Putschkow Verteidigung: Nikolai Sologubow (1), Iwan Tregubow, Dmitri Ukolow, Alfred Kutschewski Sturm: Jewgeni Babitsch (1), Wiktor Schuwalow (1), Wsewolod Bobrow (2), Juri Krylow (2), Alexander Uwarow, Walentin Kusin, Michail Bytschkow (1), Alexei Guryschew (2), Nikolai Chlystow Trainer / Assistent: Arkadi Tschernyschow / Wladimir Jegorow | Tor: Nikolai Putschkow Verteidigung: Nikolai Sologubow (1), Iwan Tregubow, Dmitri Ukolow, Alfred Kutschewski Sturm: Jewgeni Babitsch (1), Wiktor Schuwalow (1), Wsewolod Bobrow (2), Juri Krylow (2), Alexander Uwarow, Walentin Kusin, Michail Bytschkow (1), Alexei Guryschew (2), Nikolai Chlystow Trainer / Assistent: Arkadi Tschernyschow / Wladimir Jegorow |
| Nr. 27 26. Februar 1955   | 2:1 (1:1, 0:0, 1:0) | 0 Schweden | * | 0Dortmund, BRD | 0WM 1955 / EM 1955 | |
| Aufstellung               | Tor: Nikolai Putschkow Verteidigung: Nikolai Sologubow, Iwan Tregubow, Dmitri Ukolow, Alfred Kutschewski Sturm: Jewgeni Babitsch, Wiktor Schuwalow (1), Wsewolod Bobrow, Juri Krylow, Alexander Uwarow (1), Walentin Kusin, Michail Bytschkow, Alexei Guryschew, Nikolai Chlystow Trainer / Assistent: Arkadi Tschernyschow / Wladimir Jegorow | Tor: Nikolai Putschkow Verteidigung: Nikolai Sologubow, Iwan Tregubow, Dmitri Ukolow, Alfred Kutschewski Sturm: Jewgeni Babitsch, Wiktor Schuwalow (1), Wsewolod Bobrow, Juri Krylow, Alexander Uwarow (1), Walentin Kusin, Michail Bytschkow, Alexei Guryschew, Nikolai Chlystow Trainer / Assistent: Arkadi Tschernyschow / Wladimir Jegorow | Tor: Nikolai Putschkow Verteidigung: Nikolai Sologubow, Iwan Tregubow, Dmitri Ukolow, Alfred Kutschewski Sturm: Jewgeni Babitsch, Wiktor Schuwalow (1), Wsewolod Bobrow, Juri Krylow, Alexander Uwarow (1), Walentin Kusin, Michail Bytschkow, Alexei Guryschew, Nikolai Chlystow Trainer / Assistent: Arkadi Tschernyschow / Wladimir Jegorow | Tor: Nikolai Putschkow Verteidigung: Nikolai Sologubow, Iwan Tregubow, Dmitri Ukolow, Alfred Kutschewski Sturm: Jewgeni Babitsch, Wiktor Schuwalow (1), Wsewolod Bobrow, Juri Krylow, Alexander Uwarow (1), Walentin Kusin, Michail Bytschkow, Alexei Guryschew, Nikolai Chlystow Trainer / Assistent: Arkadi Tschernyschow / Wladimir Jegorow | Tor: Nikolai Putschkow Verteidigung: Nikolai Sologubow, Iwan Tregubow, Dmitri Ukolow, Alfred Kutschewski Sturm: Jewgeni Babitsch, Wiktor Schuwalow (1), Wsewolod Bobrow, Juri Krylow, Alexander Uwarow (1), Walentin Kusin, Michail Bytschkow, Alexei Guryschew, Nikolai Chlystow Trainer / Assistent: Arkadi Tschernyschow / Wladimir Jegorow | Tor: Nikolai Putschkow Verteidigung: Nikolai Sologubow, Iwan Tregubow, Dmitri Ukolow, Alfred Kutschewski Sturm: Jewgeni Babitsch, Wiktor Schuwalow (1), Wsewolod Bobrow, Juri Krylow, Alexander Uwarow (1), Walentin Kusin, Michail Bytschkow, Alexei Guryschew, Nikolai Chlystow Trainer / Assistent: Arkadi Tschernyschow / Wladimir Jegorow |
| Nr. 28 27. Februar 1955   | 4:0 (1:0, 1:0, 2:0) | 0 Tschechoslowakei | * | 0Krefeld, BRD | 0WM 1955 / EM 1955 | |
| Aufstellung               | Tor: Nikolai Putschkow Verteidigung: Nikolai Sologubow, Iwan Tregubow (1), Dmitri Ukolow, Alfred Kutschewski Sturm: Jewgeni Babitsch, Wiktor Schuwalow (1), Wsewolod Bobrow (1), Juri Krylow (1), Alexander Uwarow, Walentin Kusin, Alexander Komarow, Alexei Guryschew, Nikolai Chlystow Trainer / Assistent: Arkadi Tschernyschow / Wladimir Jegorow | Tor: Nikolai Putschkow Verteidigung: Nikolai Sologubow, Iwan Tregubow (1), Dmitri Ukolow, Alfred Kutschewski Sturm: Jewgeni Babitsch, Wiktor Schuwalow (1), Wsewolod Bobrow (1), Juri Krylow (1), Alexander Uwarow, Walentin Kusin, Alexander Komarow, Alexei Guryschew, Nikolai Chlystow Trainer / Assistent: Arkadi Tschernyschow / Wladimir Jegorow | Tor: Nikolai Putschkow Verteidigung: Nikolai Sologubow, Iwan Tregubow (1), Dmitri Ukolow, Alfred Kutschewski Sturm: Jewgeni Babitsch, Wiktor Schuwalow (1), Wsewolod Bobrow (1), Juri Krylow (1), Alexander Uwarow, Walentin Kusin, Alexander Komarow, Alexei Guryschew, Nikolai Chlystow Trainer / Assistent: Arkadi Tschernyschow / Wladimir Jegorow | Tor: Nikolai Putschkow Verteidigung: Nikolai Sologubow, Iwan Tregubow (1), Dmitri Ukolow, Alfred Kutschewski Sturm: Jewgeni Babitsch, Wiktor Schuwalow (1), Wsewolod Bobrow (1), Juri Krylow (1), Alexander Uwarow, Walentin Kusin, Alexander Komarow, Alexei Guryschew, Nikolai Chlystow Trainer / Assistent: Arkadi Tschernyschow / Wladimir Jegorow | Tor: Nikolai Putschkow Verteidigung: Nikolai Sologubow, Iwan Tregubow (1), Dmitri Ukolow, Alfred Kutschewski Sturm: Jewgeni Babitsch, Wiktor Schuwalow (1), Wsewolod Bobrow (1), Juri Krylow (1), Alexander Uwarow, Walentin Kusin, Alexander Komarow, Alexei Guryschew, Nikolai Chlystow Trainer / Assistent: Arkadi Tschernyschow / Wladimir Jegorow | Tor: Nikolai Putschkow Verteidigung: Nikolai Sologubow, Iwan Tregubow (1), Dmitri Ukolow, Alfred Kutschewski Sturm: Jewgeni Babitsch, Wiktor Schuwalow (1), Wsewolod Bobrow (1), Juri Krylow (1), Alexander Uwarow, Walentin Kusin, Alexander Komarow, Alexei Guryschew, Nikolai Chlystow Trainer / Assistent: Arkadi Tschernyschow / Wladimir Jegorow |
| Nr. 29 28. Februar 1955   | 8:2 (2:0, 2:1, 4:0) | 0 Polen | * | 0Köln, BRD | 0WM 1955 / EM 1955 | |
| Aufstellung               | Tor: Grigori Mkrtytschan Verteidigung: Alfred Kutschewski, Iwan Tregubow, Dmitri Ukolow, Pawel Schiburtowitsch Sturm: Jewgeni Babitsch, Wiktor Schuwalow (1), Wsewolod Bobrow (1), Juri Krylow (1), Alexander Uwarow (1), Walentin Kusin (1), Michail Bytschkow (1), Alexei Guryschew (2), Nikolai Chlystow, Alexander Komarow Trainer / Assistent: Arkadi Tschernyschow / Wladimir Jegorow                                                                                         | Tor: Grigori Mkrtytschan Verteidigung: Alfred Kutschewski, Iwan Tregubow, Dmitri Ukolow, Pawel Schiburtowitsch Sturm: Jewgeni Babitsch, Wiktor Schuwalow (1), Wsewolod Bobrow (1), Juri Krylow (1), Alexander Uwarow (1), Walentin Kusin (1), Michail Bytschkow (1), Alexei Guryschew (2), Nikolai Chlystow, Alexander Komarow Trainer / Assistent: Arkadi Tschernyschow / Wladimir Jegorow                                                                                         | Tor: Grigori Mkrtytschan Verteidigung: Alfred Kutschewski, Iwan Tregubow, Dmitri Ukolow, Pawel Schiburtowitsch Sturm: Jewgeni Babitsch, Wiktor Schuwalow (1), Wsewolod Bobrow (1), Juri Krylow (1), Alexander Uwarow (1), Walentin Kusin (1), Michail Bytschkow (1), Alexei Guryschew (2), Nikolai Chlystow, Alexander Komarow Trainer / Assistent: Arkadi Tschernyschow / Wladimir Jegorow                                                                                         | Tor: Grigori Mkrtytschan Verteidigung: Alfred Kutschewski, Iwan Tregubow, Dmitri Ukolow, Pawel Schiburtowitsch Sturm: Jewgeni Babitsch, Wiktor Schuwalow (1), Wsewolod Bobrow (1), Juri Krylow (1), Alexander Uwarow (1), Walentin Kusin (1), Michail Bytschkow (1), Alexei Guryschew (2), Nikolai Chlystow, Alexander Komarow Trainer / Assistent: Arkadi Tschernyschow / Wladimir Jegorow                                                                                         | Tor: Grigori Mkrtytschan Verteidigung: Alfred Kutschewski, Iwan Tregubow, Dmitri Ukolow, Pawel Schiburtowitsch Sturm: Jewgeni Babitsch, Wiktor Schuwalow (1), Wsewolod Bobrow (1), Juri Krylow (1), Alexander Uwarow (1), Walentin Kusin (1), Michail Bytschkow (1), Alexei Guryschew (2), Nikolai Chlystow, Alexander Komarow Trainer / Assistent: Arkadi Tschernyschow / Wladimir Jegorow                                                                                         | Tor: Grigori Mkrtytschan Verteidigung: Alfred Kutschewski, Iwan Tregubow, Dmitri Ukolow, Pawel Schiburtowitsch Sturm: Jewgeni Babitsch, Wiktor Schuwalow (1), Wsewolod Bobrow (1), Juri Krylow (1), Alexander Uwarow (1), Walentin Kusin (1), Michail Bytschkow (1), Alexei Guryschew (2), Nikolai Chlystow, Alexander Komarow Trainer / Assistent: Arkadi Tschernyschow / Wladimir Jegorow                                                                                         |
| Nr. 30 2. März 1955       | 3:0 (1:0, 2:0, 0:0) | 0 Vereinigte Staaten | * | 0Krefeld, BRD | 0WM 1955 / EM 1955 | |
| Aufstellung               | Tor: Nikolai Putschkow Verteidigung: Nikolai Sologubow, Iwan Tregubow, Dmitri Ukolow (1), Alfred Kutschewski Sturm: Jewgeni Babitsch, Wiktor Schuwalow, Wsewolod Bobrow, Juri Krylow, Alexander Uwarow (1), Walentin Kusin, Michail Bytschkow, Alexei Guryschew (1), Nikolai Chlystow Trainer / Assistent: Arkadi Tschernyschow / Wladimir Jegorow | Tor: Nikolai Putschkow Verteidigung: Nikolai Sologubow, Iwan Tregubow, Dmitri Ukolow (1), Alfred Kutschewski Sturm: Jewgeni Babitsch, Wiktor Schuwalow, Wsewolod Bobrow, Juri Krylow, Alexander Uwarow (1), Walentin Kusin, Michail Bytschkow, Alexei Guryschew (1), Nikolai Chlystow Trainer / Assistent: Arkadi Tschernyschow / Wladimir Jegorow | Tor: Nikolai Putschkow Verteidigung: Nikolai Sologubow, Iwan Tregubow, Dmitri Ukolow (1), Alfred Kutschewski Sturm: Jewgeni Babitsch, Wiktor Schuwalow, Wsewolod Bobrow, Juri Krylow, Alexander Uwarow (1), Walentin Kusin, Michail Bytschkow, Alexei Guryschew (1), Nikolai Chlystow Trainer / Assistent: Arkadi Tschernyschow / Wladimir Jegorow | Tor: Nikolai Putschkow Verteidigung: Nikolai Sologubow, Iwan Tregubow, Dmitri Ukolow (1), Alfred Kutschewski Sturm: Jewgeni Babitsch, Wiktor Schuwalow, Wsewolod Bobrow, Juri Krylow, Alexander Uwarow (1), Walentin Kusin, Michail Bytschkow, Alexei Guryschew (1), Nikolai Chlystow Trainer / Assistent: Arkadi Tschernyschow / Wladimir Jegorow | Tor: Nikolai Putschkow Verteidigung: Nikolai Sologubow, Iwan Tregubow, Dmitri Ukolow (1), Alfred Kutschewski Sturm: Jewgeni Babitsch, Wiktor Schuwalow, Wsewolod Bobrow, Juri Krylow, Alexander Uwarow (1), Walentin Kusin, Michail Bytschkow, Alexei Guryschew (1), Nikolai Chlystow Trainer / Assistent: Arkadi Tschernyschow / Wladimir Jegorow | Tor: Nikolai Putschkow Verteidigung: Nikolai Sologubow, Iwan Tregubow, Dmitri Ukolow (1), Alfred Kutschewski Sturm: Jewgeni Babitsch, Wiktor Schuwalow, Wsewolod Bobrow, Juri Krylow, Alexander Uwarow (1), Walentin Kusin, Michail Bytschkow, Alexei Guryschew (1), Nikolai Chlystow Trainer / Assistent: Arkadi Tschernyschow / Wladimir Jegorow |
| Nr. 31 3. März 1955       | 5:1 (0:1, 2:0, 3:0) | 0 BR Deutschland | A | 0Düsseldorf, BRD | 0WM 1955 / EM 1955 | |
| Aufstellung               | Tor: Grigori Mkrtytschan Verteidigung: Nikolai Sologubow, Iwan Tregubow, Dmitri Ukolow, Alfred Kutschewski Sturm: Juri Krylow, Alexander Uwarow, Walentin Kusin (3), Michail Bytschkow, Alexei Guryschew, Nikolai Chlystow (2), Wiktor Schuwalow, Alexander Komarow Trainer / Assistent: Arkadi Tschernyschow / Wladimir Jegorow | Tor: Grigori Mkrtytschan Verteidigung: Nikolai Sologubow, Iwan Tregubow, Dmitri Ukolow, Alfred Kutschewski Sturm: Juri Krylow, Alexander Uwarow, Walentin Kusin (3), Michail Bytschkow, Alexei Guryschew, Nikolai Chlystow (2), Wiktor Schuwalow, Alexander Komarow Trainer / Assistent: Arkadi Tschernyschow / Wladimir Jegorow | Tor: Grigori Mkrtytschan Verteidigung: Nikolai Sologubow, Iwan Tregubow, Dmitri Ukolow, Alfred Kutschewski Sturm: Juri Krylow, Alexander Uwarow, Walentin Kusin (3), Michail Bytschkow, Alexei Guryschew, Nikolai Chlystow (2), Wiktor Schuwalow, Alexander Komarow Trainer / Assistent: Arkadi Tschernyschow / Wladimir Jegorow | Tor: Grigori Mkrtytschan Verteidigung: Nikolai Sologubow, Iwan Tregubow, Dmitri Ukolow, Alfred Kutschewski Sturm: Juri Krylow, Alexander Uwarow, Walentin Kusin (3), Michail Bytschkow, Alexei Guryschew, Nikolai Chlystow (2), Wiktor Schuwalow, Alexander Komarow Trainer / Assistent: Arkadi Tschernyschow / Wladimir Jegorow | Tor: Grigori Mkrtytschan Verteidigung: Nikolai Sologubow, Iwan Tregubow, Dmitri Ukolow, Alfred Kutschewski Sturm: Juri Krylow, Alexander Uwarow, Walentin Kusin (3), Michail Bytschkow, Alexei Guryschew, Nikolai Chlystow (2), Wiktor Schuwalow, Alexander Komarow Trainer / Assistent: Arkadi Tschernyschow / Wladimir Jegorow | Tor: Grigori Mkrtytschan Verteidigung: Nikolai Sologubow, Iwan Tregubow, Dmitri Ukolow, Alfred Kutschewski Sturm: Juri Krylow, Alexander Uwarow, Walentin Kusin (3), Michail Bytschkow, Alexei Guryschew, Nikolai Chlystow (2), Wiktor Schuwalow, Alexander Komarow Trainer / Assistent: Arkadi Tschernyschow / Wladimir Jegorow |
| Nr. 32 4. März 1955       | 7:2 (2:0, 2:1, 3:1) | 0 Schweiz | * | 0Krefeld, BRD | 0WM 1955 / EM 1955 | |
| Aufstellung               | Tor: Grigori Mkrtytschan Verteidigung: Nikolai Sologubow, Iwan Tregubow, Dmitri Ukolow (1), Alfred Kutschewski Sturm: Jewgeni Babitsch (1), Wiktor Schuwalow (2), Juri Krylow (1), Alexander Komarow (1), Alexander Uwarow, Walentin Kusin, Michail Bytschkow, Alexei Guryschew (2), Nikolai Chlystow Trainer / Assistent: Arkadi Tschernyschow / Wladimir Jegorow | Tor: Grigori Mkrtytschan Verteidigung: Nikolai Sologubow, Iwan Tregubow, Dmitri Ukolow (1), Alfred Kutschewski Sturm: Jewgeni Babitsch (1), Wiktor Schuwalow (2), Juri Krylow (1), Alexander Komarow (1), Alexander Uwarow, Walentin Kusin, Michail Bytschkow, Alexei Guryschew (2), Nikolai Chlystow Trainer / Assistent: Arkadi Tschernyschow / Wladimir Jegorow | Tor: Grigori Mkrtytschan Verteidigung: Nikolai Sologubow, Iwan Tregubow, Dmitri Ukolow (1), Alfred Kutschewski Sturm: Jewgeni Babitsch (1), Wiktor Schuwalow (2), Juri Krylow (1), Alexander Komarow (1), Alexander Uwarow, Walentin Kusin, Michail Bytschkow, Alexei Guryschew (2), Nikolai Chlystow Trainer / Assistent: Arkadi Tschernyschow / Wladimir Jegorow | Tor: Grigori Mkrtytschan Verteidigung: Nikolai Sologubow, Iwan Tregubow, Dmitri Ukolow (1), Alfred Kutschewski Sturm: Jewgeni Babitsch (1), Wiktor Schuwalow (2), Juri Krylow (1), Alexander Komarow (1), Alexander Uwarow, Walentin Kusin, Michail Bytschkow, Alexei Guryschew (2), Nikolai Chlystow Trainer / Assistent: Arkadi Tschernyschow / Wladimir Jegorow | Tor: Grigori Mkrtytschan Verteidigung: Nikolai Sologubow, Iwan Tregubow, Dmitri Ukolow (1), Alfred Kutschewski Sturm: Jewgeni Babitsch (1), Wiktor Schuwalow (2), Juri Krylow (1), Alexander Komarow (1), Alexander Uwarow, Walentin Kusin, Michail Bytschkow, Alexei Guryschew (2), Nikolai Chlystow Trainer / Assistent: Arkadi Tschernyschow / Wladimir Jegorow | Tor: Grigori Mkrtytschan Verteidigung: Nikolai Sologubow, Iwan Tregubow, Dmitri Ukolow (1), Alfred Kutschewski Sturm: Jewgeni Babitsch (1), Wiktor Schuwalow (2), Juri Krylow (1), Alexander Komarow (1), Alexander Uwarow, Walentin Kusin, Michail Bytschkow, Alexei Guryschew (2), Nikolai Chlystow Trainer / Assistent: Arkadi Tschernyschow / Wladimir Jegorow |
| Nr. 33 6. März 1955       | 0:5 (0:1, 0:2, 0:2) | 0 Kanada | * | 0Krefeld, BRD | 0WM 1955 / EM 1955 | 0WM-Zweiter 02. EM-Titel |
| Aufstellung               | Tor: Nikolai Putschkow, Grigori Mkrtytschan (44. Min.) Verteidigung: Nikolai Sologubow, Iwan Tregubow, Dmitri Ukolow, Alfred Kutschewski Sturm: Jewgeni Babitsch, Wiktor Schuwalow, Wsewolod Bobrow, Juri Krylow, Alexander Uwarow, Walentin Kusin, Michail Bytschkow, Alexei Guryschew, Nikolai Chlystow Trainer / Assistent: Arkadi Tschernyschow / Wladimir Jegorow | Tor: Nikolai Putschkow, Grigori Mkrtytschan (44. Min.) Verteidigung: Nikolai Sologubow, Iwan Tregubow, Dmitri Ukolow, Alfred Kutschewski Sturm: Jewgeni Babitsch, Wiktor Schuwalow, Wsewolod Bobrow, Juri Krylow, Alexander Uwarow, Walentin Kusin, Michail Bytschkow, Alexei Guryschew, Nikolai Chlystow Trainer / Assistent: Arkadi Tschernyschow / Wladimir Jegorow | Tor: Nikolai Putschkow, Grigori Mkrtytschan (44. Min.) Verteidigung: Nikolai Sologubow, Iwan Tregubow, Dmitri Ukolow, Alfred Kutschewski Sturm: Jewgeni Babitsch, Wiktor Schuwalow, Wsewolod Bobrow, Juri Krylow, Alexander Uwarow, Walentin Kusin, Michail Bytschkow, Alexei Guryschew, Nikolai Chlystow Trainer / Assistent: Arkadi Tschernyschow / Wladimir Jegorow | Tor: Nikolai Putschkow, Grigori Mkrtytschan (44. Min.) Verteidigung: Nikolai Sologubow, Iwan Tregubow, Dmitri Ukolow, Alfred Kutschewski Sturm: Jewgeni Babitsch, Wiktor Schuwalow, Wsewolod Bobrow, Juri Krylow, Alexander Uwarow, Walentin Kusin, Michail Bytschkow, Alexei Guryschew, Nikolai Chlystow Trainer / Assistent: Arkadi Tschernyschow / Wladimir Jegorow | Tor: Nikolai Putschkow, Grigori Mkrtytschan (44. Min.) Verteidigung: Nikolai Sologubow, Iwan Tregubow, Dmitri Ukolow, Alfred Kutschewski Sturm: Jewgeni Babitsch, Wiktor Schuwalow, Wsewolod Bobrow, Juri Krylow, Alexander Uwarow, Walentin Kusin, Michail Bytschkow, Alexei Guryschew, Nikolai Chlystow Trainer / Assistent: Arkadi Tschernyschow / Wladimir Jegorow | Tor: Nikolai Putschkow, Grigori Mkrtytschan (44. Min.) Verteidigung: Nikolai Sologubow, Iwan Tregubow, Dmitri Ukolow, Alfred Kutschewski Sturm: Jewgeni Babitsch, Wiktor Schuwalow, Wsewolod Bobrow, Juri Krylow, Alexander Uwarow, Walentin Kusin, Michail Bytschkow, Alexei Guryschew, Nikolai Chlystow Trainer / Assistent: Arkadi Tschernyschow / Wladimir Jegorow |
| Nr. 34 8. Dezember 1955   | 2:3 (0:1, 1:1, 1:1) | 0 Schweden | A | 0Stockholm, SWE | 0Ahearne Cup | |
| Aufstellung               | Tor: Nikolai Putschkow Verteidigung: Nikolai Sologubow, Iwan Tregubow (1), Dmitri Ukolow, Alfred Kutschewski, Genrich Sidorenkow Sturm: Jewgeni Babitsch, Wiktor Schuwalow (1), Wsewolod Bobrow, Michail Bytschkow, Alexei Guryschew, Wiktor Nikiforow, Juri Krylow, Alexander Uwarow, Juri Pantjuchow Trainer / Assistent: Arkadi Tschernyschow / Wladimir Jegorow | Tor: Nikolai Putschkow Verteidigung: Nikolai Sologubow, Iwan Tregubow (1), Dmitri Ukolow, Alfred Kutschewski, Genrich Sidorenkow Sturm: Jewgeni Babitsch, Wiktor Schuwalow (1), Wsewolod Bobrow, Michail Bytschkow, Alexei Guryschew, Wiktor Nikiforow, Juri Krylow, Alexander Uwarow, Juri Pantjuchow Trainer / Assistent: Arkadi Tschernyschow / Wladimir Jegorow | Tor: Nikolai Putschkow Verteidigung: Nikolai Sologubow, Iwan Tregubow (1), Dmitri Ukolow, Alfred Kutschewski, Genrich Sidorenkow Sturm: Jewgeni Babitsch, Wiktor Schuwalow (1), Wsewolod Bobrow, Michail Bytschkow, Alexei Guryschew, Wiktor Nikiforow, Juri Krylow, Alexander Uwarow, Juri Pantjuchow Trainer / Assistent: Arkadi Tschernyschow / Wladimir Jegorow | Tor: Nikolai Putschkow Verteidigung: Nikolai Sologubow, Iwan Tregubow (1), Dmitri Ukolow, Alfred Kutschewski, Genrich Sidorenkow Sturm: Jewgeni Babitsch, Wiktor Schuwalow (1), Wsewolod Bobrow, Michail Bytschkow, Alexei Guryschew, Wiktor Nikiforow, Juri Krylow, Alexander Uwarow, Juri Pantjuchow Trainer / Assistent: Arkadi Tschernyschow / Wladimir Jegorow | Tor: Nikolai Putschkow Verteidigung: Nikolai Sologubow, Iwan Tregubow (1), Dmitri Ukolow, Alfred Kutschewski, Genrich Sidorenkow Sturm: Jewgeni Babitsch, Wiktor Schuwalow (1), Wsewolod Bobrow, Michail Bytschkow, Alexei Guryschew, Wiktor Nikiforow, Juri Krylow, Alexander Uwarow, Juri Pantjuchow Trainer / Assistent: Arkadi Tschernyschow / Wladimir Jegorow | Tor: Nikolai Putschkow Verteidigung: Nikolai Sologubow, Iwan Tregubow (1), Dmitri Ukolow, Alfred Kutschewski, Genrich Sidorenkow Sturm: Jewgeni Babitsch, Wiktor Schuwalow (1), Wsewolod Bobrow, Michail Bytschkow, Alexei Guryschew, Wiktor Nikiforow, Juri Krylow, Alexander Uwarow, Juri Pantjuchow Trainer / Assistent: Arkadi Tschernyschow / Wladimir Jegorow |
| Nr. 35 9. Dezember 1955   | 6:2 (4:1, 0:0, 2:1) | 0 Schweden | A | 0Stockholm, SWE | 0Freundschaftsspiel | |
| Aufstellung               | Tor: Nikolai Putschkow Verteidigung: Nikolai Sologubow, Iwan Tregubow, Dmitri Ukolow, Alfred Kutschewski (1), Genrich Sidorenkow (1) Sturm: Jewgeni Babitsch, Wiktor Schuwalow (2), Wsewolod Bobrow, Juri Krylow, Alexander Uwarow, Walentin Kusin (1), Michail Bytschkow, Alexei Guryschew, Nikolai Chlystow (1), Alexander Uwarow, Juri Pantjuchow Trainer / Assistent: Arkadi Tschernyschow / Wladimir Jegorow                                                                   | Tor: Nikolai Putschkow Verteidigung: Nikolai Sologubow, Iwan Tregubow, Dmitri Ukolow, Alfred Kutschewski (1), Genrich Sidorenkow (1) Sturm: Jewgeni Babitsch, Wiktor Schuwalow (2), Wsewolod Bobrow, Juri Krylow, Alexander Uwarow, Walentin Kusin (1), Michail Bytschkow, Alexei Guryschew, Nikolai Chlystow (1), Alexander Uwarow, Juri Pantjuchow Trainer / Assistent: Arkadi Tschernyschow / Wladimir Jegorow                                                                   | Tor: Nikolai Putschkow Verteidigung: Nikolai Sologubow, Iwan Tregubow, Dmitri Ukolow, Alfred Kutschewski (1), Genrich Sidorenkow (1) Sturm: Jewgeni Babitsch, Wiktor Schuwalow (2), Wsewolod Bobrow, Juri Krylow, Alexander Uwarow, Walentin Kusin (1), Michail Bytschkow, Alexei Guryschew, Nikolai Chlystow (1), Alexander Uwarow, Juri Pantjuchow Trainer / Assistent: Arkadi Tschernyschow / Wladimir Jegorow                                                                   | Tor: Nikolai Putschkow Verteidigung: Nikolai Sologubow, Iwan Tregubow, Dmitri Ukolow, Alfred Kutschewski (1), Genrich Sidorenkow (1) Sturm: Jewgeni Babitsch, Wiktor Schuwalow (2), Wsewolod Bobrow, Juri Krylow, Alexander Uwarow, Walentin Kusin (1), Michail Bytschkow, Alexei Guryschew, Nikolai Chlystow (1), Alexander Uwarow, Juri Pantjuchow Trainer / Assistent: Arkadi Tschernyschow / Wladimir Jegorow                                                                   | Tor: Nikolai Putschkow Verteidigung: Nikolai Sologubow, Iwan Tregubow, Dmitri Ukolow, Alfred Kutschewski (1), Genrich Sidorenkow (1) Sturm: Jewgeni Babitsch, Wiktor Schuwalow (2), Wsewolod Bobrow, Juri Krylow, Alexander Uwarow, Walentin Kusin (1), Michail Bytschkow, Alexei Guryschew, Nikolai Chlystow (1), Alexander Uwarow, Juri Pantjuchow Trainer / Assistent: Arkadi Tschernyschow / Wladimir Jegorow                                                                   | Tor: Nikolai Putschkow Verteidigung: Nikolai Sologubow, Iwan Tregubow, Dmitri Ukolow, Alfred Kutschewski (1), Genrich Sidorenkow (1) Sturm: Jewgeni Babitsch, Wiktor Schuwalow (2), Wsewolod Bobrow, Juri Krylow, Alexander Uwarow, Walentin Kusin (1), Michail Bytschkow, Alexei Guryschew, Nikolai Chlystow (1), Alexander Uwarow, Juri Pantjuchow Trainer / Assistent: Arkadi Tschernyschow / Wladimir Jegorow                                                                   |
| Nr. 36 17. Dezember 1955  | 11:1 (2:0, 7:1, 2:0) | 0 Schweiz | H | 0Moskau | 0Freundschaftsspiel | |
| Aufstellung               | Tor: Nikolai Putschkow Verteidigung: Nikolai Sologubow (2), Iwan Tregubow, Genrich Sidorenkow, Dmitri Ukolow Sturm: Jewgeni Babitsch (1), Wiktor Schuwalow (1), Wsewolod Bobrow (1), Juri Krylow (2), Alexander Uwarow, Walentin Kusin, Juri Pantjuchow, Alexei Guryschew (2), Nikolai Chlystow, Wiktor Nikiforow (2) Trainer / Assistent: Arkadi Tschernyschow / Wladimir Jegorow                                                                                                  | Tor: Nikolai Putschkow Verteidigung: Nikolai Sologubow (2), Iwan Tregubow, Genrich Sidorenkow, Dmitri Ukolow Sturm: Jewgeni Babitsch (1), Wiktor Schuwalow (1), Wsewolod Bobrow (1), Juri Krylow (2), Alexander Uwarow, Walentin Kusin, Juri Pantjuchow, Alexei Guryschew (2), Nikolai Chlystow, Wiktor Nikiforow (2) Trainer / Assistent: Arkadi Tschernyschow / Wladimir Jegorow                                                                                                  | Tor: Nikolai Putschkow Verteidigung: Nikolai Sologubow (2), Iwan Tregubow, Genrich Sidorenkow, Dmitri Ukolow Sturm: Jewgeni Babitsch (1), Wiktor Schuwalow (1), Wsewolod Bobrow (1), Juri Krylow (2), Alexander Uwarow, Walentin Kusin, Juri Pantjuchow, Alexei Guryschew (2), Nikolai Chlystow, Wiktor Nikiforow (2) Trainer / Assistent: Arkadi Tschernyschow / Wladimir Jegorow                                                                                                  | Tor: Nikolai Putschkow Verteidigung: Nikolai Sologubow (2), Iwan Tregubow, Genrich Sidorenkow, Dmitri Ukolow Sturm: Jewgeni Babitsch (1), Wiktor Schuwalow (1), Wsewolod Bobrow (1), Juri Krylow (2), Alexander Uwarow, Walentin Kusin, Juri Pantjuchow, Alexei Guryschew (2), Nikolai Chlystow, Wiktor Nikiforow (2) Trainer / Assistent: Arkadi Tschernyschow / Wladimir Jegorow                                                                                                  | Tor: Nikolai Putschkow Verteidigung: Nikolai Sologubow (2), Iwan Tregubow, Genrich Sidorenkow, Dmitri Ukolow Sturm: Jewgeni Babitsch (1), Wiktor Schuwalow (1), Wsewolod Bobrow (1), Juri Krylow (2), Alexander Uwarow, Walentin Kusin, Juri Pantjuchow, Alexei Guryschew (2), Nikolai Chlystow, Wiktor Nikiforow (2) Trainer / Assistent: Arkadi Tschernyschow / Wladimir Jegorow                                                                                                  | Tor: Nikolai Putschkow Verteidigung: Nikolai Sologubow (2), Iwan Tregubow, Genrich Sidorenkow, Dmitri Ukolow Sturm: Jewgeni Babitsch (1), Wiktor Schuwalow (1), Wsewolod Bobrow (1), Juri Krylow (2), Alexander Uwarow, Walentin Kusin, Juri Pantjuchow, Alexei Guryschew (2), Nikolai Chlystow, Wiktor Nikiforow (2) Trainer / Assistent: Arkadi Tschernyschow / Wladimir Jegorow                                                                                                  |
| Nr. 37 8. Januar 1956     | 8:0 (4:0, 3:0, 1:0) | 0 Österreich | A | 0Wien, AUT | 0Freundschaftsspiel | |
| Aufstellung               | Tor: Nikolai Putschkow, Grigori Mkrtytschan (41. Min.) Verteidigung: Nikolai Sologubow, Iwan Tregubow (1), Dmitri Ukolow, Genrich Sidorenkow (1), Wiktor Tichonow (1) Sturm: Jewgeni Babitsch, Wiktor Schuwalow, Wsewolod Bobrow (2), Juri Pantjuchow (1), Alexei Guryschew, Nikolai Chlystow (1), Wiktor Nikiforow, Alexander Uwarow (1), Walentin Kusin Trainer / Assistent: Arkadi Tschernyschow / Wladimir Jegorow                                                              | Tor: Nikolai Putschkow, Grigori Mkrtytschan (41. Min.) Verteidigung: Nikolai Sologubow, Iwan Tregubow (1), Dmitri Ukolow, Genrich Sidorenkow (1), Wiktor Tichonow (1) Sturm: Jewgeni Babitsch, Wiktor Schuwalow, Wsewolod Bobrow (2), Juri Pantjuchow (1), Alexei Guryschew, Nikolai Chlystow (1), Wiktor Nikiforow, Alexander Uwarow (1), Walentin Kusin Trainer / Assistent: Arkadi Tschernyschow / Wladimir Jegorow                                                              | Tor: Nikolai Putschkow, Grigori Mkrtytschan (41. Min.) Verteidigung: Nikolai Sologubow, Iwan Tregubow (1), Dmitri Ukolow, Genrich Sidorenkow (1), Wiktor Tichonow (1) Sturm: Jewgeni Babitsch, Wiktor Schuwalow, Wsewolod Bobrow (2), Juri Pantjuchow (1), Alexei Guryschew, Nikolai Chlystow (1), Wiktor Nikiforow, Alexander Uwarow (1), Walentin Kusin Trainer / Assistent: Arkadi Tschernyschow / Wladimir Jegorow                                                              | Tor: Nikolai Putschkow, Grigori Mkrtytschan (41. Min.) Verteidigung: Nikolai Sologubow, Iwan Tregubow (1), Dmitri Ukolow, Genrich Sidorenkow (1), Wiktor Tichonow (1) Sturm: Jewgeni Babitsch, Wiktor Schuwalow, Wsewolod Bobrow (2), Juri Pantjuchow (1), Alexei Guryschew, Nikolai Chlystow (1), Wiktor Nikiforow, Alexander Uwarow (1), Walentin Kusin Trainer / Assistent: Arkadi Tschernyschow / Wladimir Jegorow                                                              | Tor: Nikolai Putschkow, Grigori Mkrtytschan (41. Min.) Verteidigung: Nikolai Sologubow, Iwan Tregubow (1), Dmitri Ukolow, Genrich Sidorenkow (1), Wiktor Tichonow (1) Sturm: Jewgeni Babitsch, Wiktor Schuwalow, Wsewolod Bobrow (2), Juri Pantjuchow (1), Alexei Guryschew, Nikolai Chlystow (1), Wiktor Nikiforow, Alexander Uwarow (1), Walentin Kusin Trainer / Assistent: Arkadi Tschernyschow / Wladimir Jegorow                                                              | Tor: Nikolai Putschkow, Grigori Mkrtytschan (41. Min.) Verteidigung: Nikolai Sologubow, Iwan Tregubow (1), Dmitri Ukolow, Genrich Sidorenkow (1), Wiktor Tichonow (1) Sturm: Jewgeni Babitsch, Wiktor Schuwalow, Wsewolod Bobrow (2), Juri Pantjuchow (1), Alexei Guryschew, Nikolai Chlystow (1), Wiktor Nikiforow, Alexander Uwarow (1), Walentin Kusin Trainer / Assistent: Arkadi Tschernyschow / Wladimir Jegorow                                                              |
| Nr. 38 10. Januar 1956    | 6:4 (3:2, 2:1, 1:1) | 0 Schweiz | A | 0Lausanne, SUI | 0Freundschaftsspiel | |
| Aufstellung               | Tor: Grigori Mkrtytschan Verteidigung: Nikolai Sologubow, Dmitri Ukolow, Wiktor Tichonow, Genrich Sidorenkow, Iwan Tregubow Sturm: Jewgeni Babitsch, Wiktor Schuwalow (1), Wsewolod Bobrow (2), Juri Pantjuchow, Alexei Guryschew (2), Nikolai Chlystow, Wiktor Prjaschnikow, Wiktor Nikiforow (1), Konstantin Loktew, Alexander Uwarow Trainer / Assistent: Arkadi Tschernyschow / Wladimir Jegorow                                                                                | Tor: Grigori Mkrtytschan Verteidigung: Nikolai Sologubow, Dmitri Ukolow, Wiktor Tichonow, Genrich Sidorenkow, Iwan Tregubow Sturm: Jewgeni Babitsch, Wiktor Schuwalow (1), Wsewolod Bobrow (2), Juri Pantjuchow, Alexei Guryschew (2), Nikolai Chlystow, Wiktor Prjaschnikow, Wiktor Nikiforow (1), Konstantin Loktew, Alexander Uwarow Trainer / Assistent: Arkadi Tschernyschow / Wladimir Jegorow                                                                                | Tor: Grigori Mkrtytschan Verteidigung: Nikolai Sologubow, Dmitri Ukolow, Wiktor Tichonow, Genrich Sidorenkow, Iwan Tregubow Sturm: Jewgeni Babitsch, Wiktor Schuwalow (1), Wsewolod Bobrow (2), Juri Pantjuchow, Alexei Guryschew (2), Nikolai Chlystow, Wiktor Prjaschnikow, Wiktor Nikiforow (1), Konstantin Loktew, Alexander Uwarow Trainer / Assistent: Arkadi Tschernyschow / Wladimir Jegorow                                                                                | Tor: Grigori Mkrtytschan Verteidigung: Nikolai Sologubow, Dmitri Ukolow, Wiktor Tichonow, Genrich Sidorenkow, Iwan Tregubow Sturm: Jewgeni Babitsch, Wiktor Schuwalow (1), Wsewolod Bobrow (2), Juri Pantjuchow, Alexei Guryschew (2), Nikolai Chlystow, Wiktor Prjaschnikow, Wiktor Nikiforow (1), Konstantin Loktew, Alexander Uwarow Trainer / Assistent: Arkadi Tschernyschow / Wladimir Jegorow                                                                                | Tor: Grigori Mkrtytschan Verteidigung: Nikolai Sologubow, Dmitri Ukolow, Wiktor Tichonow, Genrich Sidorenkow, Iwan Tregubow Sturm: Jewgeni Babitsch, Wiktor Schuwalow (1), Wsewolod Bobrow (2), Juri Pantjuchow, Alexei Guryschew (2), Nikolai Chlystow, Wiktor Prjaschnikow, Wiktor Nikiforow (1), Konstantin Loktew, Alexander Uwarow Trainer / Assistent: Arkadi Tschernyschow / Wladimir Jegorow                                                                                | Tor: Grigori Mkrtytschan Verteidigung: Nikolai Sologubow, Dmitri Ukolow, Wiktor Tichonow, Genrich Sidorenkow, Iwan Tregubow Sturm: Jewgeni Babitsch, Wiktor Schuwalow (1), Wsewolod Bobrow (2), Juri Pantjuchow, Alexei Guryschew (2), Nikolai Chlystow, Wiktor Prjaschnikow, Wiktor Nikiforow (1), Konstantin Loktew, Alexander Uwarow Trainer / Assistent: Arkadi Tschernyschow / Wladimir Jegorow                                                                                |
| Nr. 39 12. Januar 1956    | 7:1 (4:0, 2:0, 1:1). | 0 Schweiz | A | 0Zürich, SUI | 0Freundschaftsspiel | |
| Aufstellung               | Tor: Nikolai Putschkow Verteidigung: Nikolai Sologubow, Iwan Tregubow, Dmitri Ukolow, Genrich Sidorenkow Sturm: Jewgeni Babitsch (1), Wiktor Schuwalow, Wsewolod Bobrow (1), Juri Pantjuchow (1), Alexei Guryschew, Nikolai Chlystow, Juri Krylow, Alexander Uwarow (1), Walentin Kusin (3), Wiktor Prjaschnikow, Wiktor Nikiforow, Konstantin Loktew Trainer / Assistent: Arkadi Tschernyschow / Wladimir Jegorow                                                                  | Tor: Nikolai Putschkow Verteidigung: Nikolai Sologubow, Iwan Tregubow, Dmitri Ukolow, Genrich Sidorenkow Sturm: Jewgeni Babitsch (1), Wiktor Schuwalow, Wsewolod Bobrow (1), Juri Pantjuchow (1), Alexei Guryschew, Nikolai Chlystow, Juri Krylow, Alexander Uwarow (1), Walentin Kusin (3), Wiktor Prjaschnikow, Wiktor Nikiforow, Konstantin Loktew Trainer / Assistent: Arkadi Tschernyschow / Wladimir Jegorow                                                                  | Tor: Nikolai Putschkow Verteidigung: Nikolai Sologubow, Iwan Tregubow, Dmitri Ukolow, Genrich Sidorenkow Sturm: Jewgeni Babitsch (1), Wiktor Schuwalow, Wsewolod Bobrow (1), Juri Pantjuchow (1), Alexei Guryschew, Nikolai Chlystow, Juri Krylow, Alexander Uwarow (1), Walentin Kusin (3), Wiktor Prjaschnikow, Wiktor Nikiforow, Konstantin Loktew Trainer / Assistent: Arkadi Tschernyschow / Wladimir Jegorow                                                                  | Tor: Nikolai Putschkow Verteidigung: Nikolai Sologubow, Iwan Tregubow, Dmitri Ukolow, Genrich Sidorenkow Sturm: Jewgeni Babitsch (1), Wiktor Schuwalow, Wsewolod Bobrow (1), Juri Pantjuchow (1), Alexei Guryschew, Nikolai Chlystow, Juri Krylow, Alexander Uwarow (1), Walentin Kusin (3), Wiktor Prjaschnikow, Wiktor Nikiforow, Konstantin Loktew Trainer / Assistent: Arkadi Tschernyschow / Wladimir Jegorow                                                                  | Tor: Nikolai Putschkow Verteidigung: Nikolai Sologubow, Iwan Tregubow, Dmitri Ukolow, Genrich Sidorenkow Sturm: Jewgeni Babitsch (1), Wiktor Schuwalow, Wsewolod Bobrow (1), Juri Pantjuchow (1), Alexei Guryschew, Nikolai Chlystow, Juri Krylow, Alexander Uwarow (1), Walentin Kusin (3), Wiktor Prjaschnikow, Wiktor Nikiforow, Konstantin Loktew Trainer / Assistent: Arkadi Tschernyschow / Wladimir Jegorow                                                                  | Tor: Nikolai Putschkow Verteidigung: Nikolai Sologubow, Iwan Tregubow, Dmitri Ukolow, Genrich Sidorenkow Sturm: Jewgeni Babitsch (1), Wiktor Schuwalow, Wsewolod Bobrow (1), Juri Pantjuchow (1), Alexei Guryschew, Nikolai Chlystow, Juri Krylow, Alexander Uwarow (1), Walentin Kusin (3), Wiktor Prjaschnikow, Wiktor Nikiforow, Konstantin Loktew Trainer / Assistent: Arkadi Tschernyschow / Wladimir Jegorow                                                                  |
| Nr. 40 13. Januar 1956    | 7:2 (3:1, 2:0, 2:1) | 0 Schweiz | A | 0Basel, SUI | 0Freundschaftsspiel | |
| Aufstellung               | Tor: Grigori Mkrtytschan Verteidigung: Nikolai Sologubow, Iwan Tregubow (1), Dmitri Ukolow, Genrich Sidorenkow Sturm: Jewgeni Babitsch, Wiktor Schuwalow, Wsewolod Bobrow (4), Juri Pantjuchow, Alexei Guryschew (1), Nikolai Chlystow, Juri Krylow, Alexander Uwarow, Walentin Kusin (1), Wiktor Prjaschnikow, Wiktor Nikiforow, Konstantin Loktew Trainer / Assistent: Arkadi Tschernyschow / Wladimir Jegorow                                                                    | Tor: Grigori Mkrtytschan Verteidigung: Nikolai Sologubow, Iwan Tregubow (1), Dmitri Ukolow, Genrich Sidorenkow Sturm: Jewgeni Babitsch, Wiktor Schuwalow, Wsewolod Bobrow (4), Juri Pantjuchow, Alexei Guryschew (1), Nikolai Chlystow, Juri Krylow, Alexander Uwarow, Walentin Kusin (1), Wiktor Prjaschnikow, Wiktor Nikiforow, Konstantin Loktew Trainer / Assistent: Arkadi Tschernyschow / Wladimir Jegorow                                                                    | Tor: Grigori Mkrtytschan Verteidigung: Nikolai Sologubow, Iwan Tregubow (1), Dmitri Ukolow, Genrich Sidorenkow Sturm: Jewgeni Babitsch, Wiktor Schuwalow, Wsewolod Bobrow (4), Juri Pantjuchow, Alexei Guryschew (1), Nikolai Chlystow, Juri Krylow, Alexander Uwarow, Walentin Kusin (1), Wiktor Prjaschnikow, Wiktor Nikiforow, Konstantin Loktew Trainer / Assistent: Arkadi Tschernyschow / Wladimir Jegorow                                                                    | Tor: Grigori Mkrtytschan Verteidigung: Nikolai Sologubow, Iwan Tregubow (1), Dmitri Ukolow, Genrich Sidorenkow Sturm: Jewgeni Babitsch, Wiktor Schuwalow, Wsewolod Bobrow (4), Juri Pantjuchow, Alexei Guryschew (1), Nikolai Chlystow, Juri Krylow, Alexander Uwarow, Walentin Kusin (1), Wiktor Prjaschnikow, Wiktor Nikiforow, Konstantin Loktew Trainer / Assistent: Arkadi Tschernyschow / Wladimir Jegorow                                                                    | Tor: Grigori Mkrtytschan Verteidigung: Nikolai Sologubow, Iwan Tregubow (1), Dmitri Ukolow, Genrich Sidorenkow Sturm: Jewgeni Babitsch, Wiktor Schuwalow, Wsewolod Bobrow (4), Juri Pantjuchow, Alexei Guryschew (1), Nikolai Chlystow, Juri Krylow, Alexander Uwarow, Walentin Kusin (1), Wiktor Prjaschnikow, Wiktor Nikiforow, Konstantin Loktew Trainer / Assistent: Arkadi Tschernyschow / Wladimir Jegorow                                                                    | Tor: Grigori Mkrtytschan Verteidigung: Nikolai Sologubow, Iwan Tregubow (1), Dmitri Ukolow, Genrich Sidorenkow Sturm: Jewgeni Babitsch, Wiktor Schuwalow, Wsewolod Bobrow (4), Juri Pantjuchow, Alexei Guryschew (1), Nikolai Chlystow, Juri Krylow, Alexander Uwarow, Walentin Kusin (1), Wiktor Prjaschnikow, Wiktor Nikiforow, Konstantin Loktew Trainer / Assistent: Arkadi Tschernyschow / Wladimir Jegorow                                                                    |
| Nr. 41 19. Januar 1956    | 10:2 (3:0, 3:2, 4:0) | 0 Italien | A | 0Cortina d’Ampezzo, ITA | 0Freundschaftsspiel | |
| Aufstellung               | Tor: Nikolai Putschkow Verteidigung: Nikolai Sologubow, Iwan Tregubow (1), Dmitri Ukolow, Genrich Sidorenkow, Alfred Kutschewski Sturm: Jewgeni Babitsch, Wiktor Schuwalow, Wsewolod Bobrow (3), Juri Pantjuchow (1), Alexei Guryschew (1), Nikolai Chlystow, Juri Krylow, Alexander Uwarow (3), Walentin Kusin, Wiktor Nikiforow (1) Trainer / Assistent: Arkadi Tschernyschow / Wladimir Jegorow                                                                                  | Tor: Nikolai Putschkow Verteidigung: Nikolai Sologubow, Iwan Tregubow (1), Dmitri Ukolow, Genrich Sidorenkow, Alfred Kutschewski Sturm: Jewgeni Babitsch, Wiktor Schuwalow, Wsewolod Bobrow (3), Juri Pantjuchow (1), Alexei Guryschew (1), Nikolai Chlystow, Juri Krylow, Alexander Uwarow (3), Walentin Kusin, Wiktor Nikiforow (1) Trainer / Assistent: Arkadi Tschernyschow / Wladimir Jegorow                                                                                  | Tor: Nikolai Putschkow Verteidigung: Nikolai Sologubow, Iwan Tregubow (1), Dmitri Ukolow, Genrich Sidorenkow, Alfred Kutschewski Sturm: Jewgeni Babitsch, Wiktor Schuwalow, Wsewolod Bobrow (3), Juri Pantjuchow (1), Alexei Guryschew (1), Nikolai Chlystow, Juri Krylow, Alexander Uwarow (3), Walentin Kusin, Wiktor Nikiforow (1) Trainer / Assistent: Arkadi Tschernyschow / Wladimir Jegorow                                                                                  | Tor: Nikolai Putschkow Verteidigung: Nikolai Sologubow, Iwan Tregubow (1), Dmitri Ukolow, Genrich Sidorenkow, Alfred Kutschewski Sturm: Jewgeni Babitsch, Wiktor Schuwalow, Wsewolod Bobrow (3), Juri Pantjuchow (1), Alexei Guryschew (1), Nikolai Chlystow, Juri Krylow, Alexander Uwarow (3), Walentin Kusin, Wiktor Nikiforow (1) Trainer / Assistent: Arkadi Tschernyschow / Wladimir Jegorow                                                                                  | Tor: Nikolai Putschkow Verteidigung: Nikolai Sologubow, Iwan Tregubow (1), Dmitri Ukolow, Genrich Sidorenkow, Alfred Kutschewski Sturm: Jewgeni Babitsch, Wiktor Schuwalow, Wsewolod Bobrow (3), Juri Pantjuchow (1), Alexei Guryschew (1), Nikolai Chlystow, Juri Krylow, Alexander Uwarow (3), Walentin Kusin, Wiktor Nikiforow (1) Trainer / Assistent: Arkadi Tschernyschow / Wladimir Jegorow                                                                                  | Tor: Nikolai Putschkow Verteidigung: Nikolai Sologubow, Iwan Tregubow (1), Dmitri Ukolow, Genrich Sidorenkow, Alfred Kutschewski Sturm: Jewgeni Babitsch, Wiktor Schuwalow, Wsewolod Bobrow (3), Juri Pantjuchow (1), Alexei Guryschew (1), Nikolai Chlystow, Juri Krylow, Alexander Uwarow (3), Walentin Kusin, Wiktor Nikiforow (1) Trainer / Assistent: Arkadi Tschernyschow / Wladimir Jegorow                                                                                  |
| Nr. 42 27. Januar 1956    | 5:1 (1:1, 2:0, 2:0) | 0 Schweden | * | 0Cortina d’Ampezzo, ITA | 0OS 1956 / WM 1956 / EM 1956 | |
| Aufstellung               | Tor: Nikolai Putschkow Verteidigung: Nikolai Sologubow, Iwan Tregubow, Genrich Sidorenkow, Alfred Kutschewski Sturm: Jewgeni Babitsch (2), Wiktor Schuwalow, Wsewolod Bobrow (1), Juri Krylow, Alexander Uwarow, Walentin Kusin (2), Juri Pantjuchow, Alexei Guryschew, Nikolai Chlystow Trainer / Assistent: Arkadi Tschernyschow / Wladimir Jegorow | Tor: Nikolai Putschkow Verteidigung: Nikolai Sologubow, Iwan Tregubow, Genrich Sidorenkow, Alfred Kutschewski Sturm: Jewgeni Babitsch (2), Wiktor Schuwalow, Wsewolod Bobrow (1), Juri Krylow, Alexander Uwarow, Walentin Kusin (2), Juri Pantjuchow, Alexei Guryschew, Nikolai Chlystow Trainer / Assistent: Arkadi Tschernyschow / Wladimir Jegorow | Tor: Nikolai Putschkow Verteidigung: Nikolai Sologubow, Iwan Tregubow, Genrich Sidorenkow, Alfred Kutschewski Sturm: Jewgeni Babitsch (2), Wiktor Schuwalow, Wsewolod Bobrow (1), Juri Krylow, Alexander Uwarow, Walentin Kusin (2), Juri Pantjuchow, Alexei Guryschew, Nikolai Chlystow Trainer / Assistent: Arkadi Tschernyschow / Wladimir Jegorow | Tor: Nikolai Putschkow Verteidigung: Nikolai Sologubow, Iwan Tregubow, Genrich Sidorenkow, Alfred Kutschewski Sturm: Jewgeni Babitsch (2), Wiktor Schuwalow, Wsewolod Bobrow (1), Juri Krylow, Alexander Uwarow, Walentin Kusin (2), Juri Pantjuchow, Alexei Guryschew, Nikolai Chlystow Trainer / Assistent: Arkadi Tschernyschow / Wladimir Jegorow | Tor: Nikolai Putschkow Verteidigung: Nikolai Sologubow, Iwan Tregubow, Genrich Sidorenkow, Alfred Kutschewski Sturm: Jewgeni Babitsch (2), Wiktor Schuwalow, Wsewolod Bobrow (1), Juri Krylow, Alexander Uwarow, Walentin Kusin (2), Juri Pantjuchow, Alexei Guryschew, Nikolai Chlystow Trainer / Assistent: Arkadi Tschernyschow / Wladimir Jegorow | Tor: Nikolai Putschkow Verteidigung: Nikolai Sologubow, Iwan Tregubow, Genrich Sidorenkow, Alfred Kutschewski Sturm: Jewgeni Babitsch (2), Wiktor Schuwalow, Wsewolod Bobrow (1), Juri Krylow, Alexander Uwarow, Walentin Kusin (2), Juri Pantjuchow, Alexei Guryschew, Nikolai Chlystow Trainer / Assistent: Arkadi Tschernyschow / Wladimir Jegorow |
| Nr. 43 29. Januar 1956    | 10:3 (4:1, 2:0, 4:2) | 0 Schweiz | * | 0Cortina d’Ampezzo, ITA | 0OS 1956 / WM 1956 / EM 1956 | |
| Aufstellung               | Tor: Nikolai Putschkow, Grigori Mkrtytschan (41. Min.) Verteidigung: Dmitri Ukolow (1), Iwan Tregubow (1), Genrich Sidorenkow, Alfred Kutschewski Sturm: Jewgeni Babitsch, Wiktor Schuwalow, Wsewolod Bobrow (4), Juri Krylow (1), Alexander Uwarow (1), Walentin Kusin, Juri Pantjuchow, Alexei Guryschew (2), Nikolai Chlystow, Wiktor Nikiforow Trainer / Assistent: Arkadi Tschernyschow / Wladimir Jegorow                                                                     | Tor: Nikolai Putschkow, Grigori Mkrtytschan (41. Min.) Verteidigung: Dmitri Ukolow (1), Iwan Tregubow (1), Genrich Sidorenkow, Alfred Kutschewski Sturm: Jewgeni Babitsch, Wiktor Schuwalow, Wsewolod Bobrow (4), Juri Krylow (1), Alexander Uwarow (1), Walentin Kusin, Juri Pantjuchow, Alexei Guryschew (2), Nikolai Chlystow, Wiktor Nikiforow Trainer / Assistent: Arkadi Tschernyschow / Wladimir Jegorow                                                                     | Tor: Nikolai Putschkow, Grigori Mkrtytschan (41. Min.) Verteidigung: Dmitri Ukolow (1), Iwan Tregubow (1), Genrich Sidorenkow, Alfred Kutschewski Sturm: Jewgeni Babitsch, Wiktor Schuwalow, Wsewolod Bobrow (4), Juri Krylow (1), Alexander Uwarow (1), Walentin Kusin, Juri Pantjuchow, Alexei Guryschew (2), Nikolai Chlystow, Wiktor Nikiforow Trainer / Assistent: Arkadi Tschernyschow / Wladimir Jegorow                                                                     | Tor: Nikolai Putschkow, Grigori Mkrtytschan (41. Min.) Verteidigung: Dmitri Ukolow (1), Iwan Tregubow (1), Genrich Sidorenkow, Alfred Kutschewski Sturm: Jewgeni Babitsch, Wiktor Schuwalow, Wsewolod Bobrow (4), Juri Krylow (1), Alexander Uwarow (1), Walentin Kusin, Juri Pantjuchow, Alexei Guryschew (2), Nikolai Chlystow, Wiktor Nikiforow Trainer / Assistent: Arkadi Tschernyschow / Wladimir Jegorow                                                                     | Tor: Nikolai Putschkow, Grigori Mkrtytschan (41. Min.) Verteidigung: Dmitri Ukolow (1), Iwan Tregubow (1), Genrich Sidorenkow, Alfred Kutschewski Sturm: Jewgeni Babitsch, Wiktor Schuwalow, Wsewolod Bobrow (4), Juri Krylow (1), Alexander Uwarow (1), Walentin Kusin, Juri Pantjuchow, Alexei Guryschew (2), Nikolai Chlystow, Wiktor Nikiforow Trainer / Assistent: Arkadi Tschernyschow / Wladimir Jegorow                                                                     | Tor: Nikolai Putschkow, Grigori Mkrtytschan (41. Min.) Verteidigung: Dmitri Ukolow (1), Iwan Tregubow (1), Genrich Sidorenkow, Alfred Kutschewski Sturm: Jewgeni Babitsch, Wiktor Schuwalow, Wsewolod Bobrow (4), Juri Krylow (1), Alexander Uwarow (1), Walentin Kusin, Juri Pantjuchow, Alexei Guryschew (2), Nikolai Chlystow, Wiktor Nikiforow Trainer / Assistent: Arkadi Tschernyschow / Wladimir Jegorow                                                                     |
| Nr. 44 30. Januar 1956    | 4:1 (1:1, 1:0, 2:0) | 0 Schweden | * | 0Cortina d’Ampezzo, ITA | 0OS 1956 / WM 1956 / EM 1956 | |
| Aufstellung               | Tor: Nikolai Putschkow Verteidigung: Nikolai Sologubow, Iwan Tregubow, Genrich Sidorenkow, Alfred Kutschewski Sturm: Jewgeni Babitsch, Wiktor Schuwalow (1), Wsewolod Bobrow (1), Juri Krylow, Alexander Uwarow, Walentin Kusin, Juri Pantjuchow, Alexei Guryschew (2), Nikolai Chlystow Trainer / Assistent: Arkadi Tschernyschow / Wladimir Jegorow | Tor: Nikolai Putschkow Verteidigung: Nikolai Sologubow, Iwan Tregubow, Genrich Sidorenkow, Alfred Kutschewski Sturm: Jewgeni Babitsch, Wiktor Schuwalow (1), Wsewolod Bobrow (1), Juri Krylow, Alexander Uwarow, Walentin Kusin, Juri Pantjuchow, Alexei Guryschew (2), Nikolai Chlystow Trainer / Assistent: Arkadi Tschernyschow / Wladimir Jegorow | Tor: Nikolai Putschkow Verteidigung: Nikolai Sologubow, Iwan Tregubow, Genrich Sidorenkow, Alfred Kutschewski Sturm: Jewgeni Babitsch, Wiktor Schuwalow (1), Wsewolod Bobrow (1), Juri Krylow, Alexander Uwarow, Walentin Kusin, Juri Pantjuchow, Alexei Guryschew (2), Nikolai Chlystow Trainer / Assistent: Arkadi Tschernyschow / Wladimir Jegorow | Tor: Nikolai Putschkow Verteidigung: Nikolai Sologubow, Iwan Tregubow, Genrich Sidorenkow, Alfred Kutschewski Sturm: Jewgeni Babitsch, Wiktor Schuwalow (1), Wsewolod Bobrow (1), Juri Krylow, Alexander Uwarow, Walentin Kusin, Juri Pantjuchow, Alexei Guryschew (2), Nikolai Chlystow Trainer / Assistent: Arkadi Tschernyschow / Wladimir Jegorow | Tor: Nikolai Putschkow Verteidigung: Nikolai Sologubow, Iwan Tregubow, Genrich Sidorenkow, Alfred Kutschewski Sturm: Jewgeni Babitsch, Wiktor Schuwalow (1), Wsewolod Bobrow (1), Juri Krylow, Alexander Uwarow, Walentin Kusin, Juri Pantjuchow, Alexei Guryschew (2), Nikolai Chlystow Trainer / Assistent: Arkadi Tschernyschow / Wladimir Jegorow | Tor: Nikolai Putschkow Verteidigung: Nikolai Sologubow, Iwan Tregubow, Genrich Sidorenkow, Alfred Kutschewski Sturm: Jewgeni Babitsch, Wiktor Schuwalow (1), Wsewolod Bobrow (1), Juri Krylow, Alexander Uwarow, Walentin Kusin, Juri Pantjuchow, Alexei Guryschew (2), Nikolai Chlystow Trainer / Assistent: Arkadi Tschernyschow / Wladimir Jegorow |
| Nr. 45 31. Januar 1956    | 8:0 (0:0, 7:0, 1:0) | 0 BR Deutschland | * | 0Cortina d’Ampezzo, ITA | 0OS 1956 / WM 1956 / EM 1956 | |
| Aufstellung               | Tor: Nikolai Putschkow Verteidigung: Nikolai Sologubow, Iwan Tregubow (1), Dmitri Ukolow, Alfred Kutschewski Sturm: Jewgeni Babitsch, Wiktor Schuwalow (1), Wsewolod Bobrow (1), Juri Krylow (1), Alexander Uwarow (2), Walentin Kusin, Juri Pantjuchow, Alexei Guryschew (2), Nikolai Chlystow Trainer / Assistent: Arkadi Tschernyschow / Wladimir Jegorow | Tor: Nikolai Putschkow Verteidigung: Nikolai Sologubow, Iwan Tregubow (1), Dmitri Ukolow, Alfred Kutschewski Sturm: Jewgeni Babitsch, Wiktor Schuwalow (1), Wsewolod Bobrow (1), Juri Krylow (1), Alexander Uwarow (2), Walentin Kusin, Juri Pantjuchow, Alexei Guryschew (2), Nikolai Chlystow Trainer / Assistent: Arkadi Tschernyschow / Wladimir Jegorow | Tor: Nikolai Putschkow Verteidigung: Nikolai Sologubow, Iwan Tregubow (1), Dmitri Ukolow, Alfred Kutschewski Sturm: Jewgeni Babitsch, Wiktor Schuwalow (1), Wsewolod Bobrow (1), Juri Krylow (1), Alexander Uwarow (2), Walentin Kusin, Juri Pantjuchow, Alexei Guryschew (2), Nikolai Chlystow Trainer / Assistent: Arkadi Tschernyschow / Wladimir Jegorow | Tor: Nikolai Putschkow Verteidigung: Nikolai Sologubow, Iwan Tregubow (1), Dmitri Ukolow, Alfred Kutschewski Sturm: Jewgeni Babitsch, Wiktor Schuwalow (1), Wsewolod Bobrow (1), Juri Krylow (1), Alexander Uwarow (2), Walentin Kusin, Juri Pantjuchow, Alexei Guryschew (2), Nikolai Chlystow Trainer / Assistent: Arkadi Tschernyschow / Wladimir Jegorow | Tor: Nikolai Putschkow Verteidigung: Nikolai Sologubow, Iwan Tregubow (1), Dmitri Ukolow, Alfred Kutschewski Sturm: Jewgeni Babitsch, Wiktor Schuwalow (1), Wsewolod Bobrow (1), Juri Krylow (1), Alexander Uwarow (2), Walentin Kusin, Juri Pantjuchow, Alexei Guryschew (2), Nikolai Chlystow Trainer / Assistent: Arkadi Tschernyschow / Wladimir Jegorow | Tor: Nikolai Putschkow Verteidigung: Nikolai Sologubow, Iwan Tregubow (1), Dmitri Ukolow, Alfred Kutschewski Sturm: Jewgeni Babitsch, Wiktor Schuwalow (1), Wsewolod Bobrow (1), Juri Krylow (1), Alexander Uwarow (2), Walentin Kusin, Juri Pantjuchow, Alexei Guryschew (2), Nikolai Chlystow Trainer / Assistent: Arkadi Tschernyschow / Wladimir Jegorow |
| Nr. 46 2. Februar 1956    | 7:4 (2:1, 3:0, 2:3) | 0 Tschechoslowakei | * | 0Cortina d’Ampezzo, ITA | 0OS 1956 / WM 1956 / EM 1956 | |
| Aufstellung               | Tor: Nikolai Putschkow Verteidigung: Nikolai Sologubow (1), Iwan Tregubow, Dmitri Ukolow, Genrich Sidorenkow Sturm: Jewgeni Babitsch, Wiktor Schuwalow (3), Wsewolod Bobrow (1), Juri Krylow, Alexander Uwarow, Walentin Kusin, Juri Pantjuchow (1), Alexei Guryschew (1), Nikolai Chlystow Trainer / Assistent: Arkadi Tschernyschow / Wladimir Jegorow | Tor: Nikolai Putschkow Verteidigung: Nikolai Sologubow (1), Iwan Tregubow, Dmitri Ukolow, Genrich Sidorenkow Sturm: Jewgeni Babitsch, Wiktor Schuwalow (3), Wsewolod Bobrow (1), Juri Krylow, Alexander Uwarow, Walentin Kusin, Juri Pantjuchow (1), Alexei Guryschew (1), Nikolai Chlystow Trainer / Assistent: Arkadi Tschernyschow / Wladimir Jegorow | Tor: Nikolai Putschkow Verteidigung: Nikolai Sologubow (1), Iwan Tregubow, Dmitri Ukolow, Genrich Sidorenkow Sturm: Jewgeni Babitsch, Wiktor Schuwalow (3), Wsewolod Bobrow (1), Juri Krylow, Alexander Uwarow, Walentin Kusin, Juri Pantjuchow (1), Alexei Guryschew (1), Nikolai Chlystow Trainer / Assistent: Arkadi Tschernyschow / Wladimir Jegorow | Tor: Nikolai Putschkow Verteidigung: Nikolai Sologubow (1), Iwan Tregubow, Dmitri Ukolow, Genrich Sidorenkow Sturm: Jewgeni Babitsch, Wiktor Schuwalow (3), Wsewolod Bobrow (1), Juri Krylow, Alexander Uwarow, Walentin Kusin, Juri Pantjuchow (1), Alexei Guryschew (1), Nikolai Chlystow Trainer / Assistent: Arkadi Tschernyschow / Wladimir Jegorow | Tor: Nikolai Putschkow Verteidigung: Nikolai Sologubow (1), Iwan Tregubow, Dmitri Ukolow, Genrich Sidorenkow Sturm: Jewgeni Babitsch, Wiktor Schuwalow (3), Wsewolod Bobrow (1), Juri Krylow, Alexander Uwarow, Walentin Kusin, Juri Pantjuchow (1), Alexei Guryschew (1), Nikolai Chlystow Trainer / Assistent: Arkadi Tschernyschow / Wladimir Jegorow | Tor: Nikolai Putschkow Verteidigung: Nikolai Sologubow (1), Iwan Tregubow, Dmitri Ukolow, Genrich Sidorenkow Sturm: Jewgeni Babitsch, Wiktor Schuwalow (3), Wsewolod Bobrow (1), Juri Krylow, Alexander Uwarow, Walentin Kusin, Juri Pantjuchow (1), Alexei Guryschew (1), Nikolai Chlystow Trainer / Assistent: Arkadi Tschernyschow / Wladimir Jegorow |
| Nr. 47 3. Februar 1956    | 4:0 (0:0, 1:0, 3:0) | 0 Vereinigte Staaten | * | 0Cortina d’Ampezzo, ITA | 0OS 1956 / WM 1956 / EM 1956 | |
| Aufstellung               | Tor: Nikolai Putschkow Verteidigung: Nikolai Sologubow, Iwan Tregubow, Dmitri Ukolow, Genrich Sidorenkow Sturm: Jewgeni Babitsch, Wiktor Schuwalow, Wsewolod Bobrow (1), Juri Krylow, Alexander Uwarow, Walentin Kusin (1), Juri Pantjuchow (1), Alexei Guryschew, Nikolai Chlystow (1) Trainer / Assistent: Arkadi Tschernyschow / Wladimir Jegorow | Tor: Nikolai Putschkow Verteidigung: Nikolai Sologubow, Iwan Tregubow, Dmitri Ukolow, Genrich Sidorenkow Sturm: Jewgeni Babitsch, Wiktor Schuwalow, Wsewolod Bobrow (1), Juri Krylow, Alexander Uwarow, Walentin Kusin (1), Juri Pantjuchow (1), Alexei Guryschew, Nikolai Chlystow (1) Trainer / Assistent: Arkadi Tschernyschow / Wladimir Jegorow | Tor: Nikolai Putschkow Verteidigung: Nikolai Sologubow, Iwan Tregubow, Dmitri Ukolow, Genrich Sidorenkow Sturm: Jewgeni Babitsch, Wiktor Schuwalow, Wsewolod Bobrow (1), Juri Krylow, Alexander Uwarow, Walentin Kusin (1), Juri Pantjuchow (1), Alexei Guryschew, Nikolai Chlystow (1) Trainer / Assistent: Arkadi Tschernyschow / Wladimir Jegorow | Tor: Nikolai Putschkow Verteidigung: Nikolai Sologubow, Iwan Tregubow, Dmitri Ukolow, Genrich Sidorenkow Sturm: Jewgeni Babitsch, Wiktor Schuwalow, Wsewolod Bobrow (1), Juri Krylow, Alexander Uwarow, Walentin Kusin (1), Juri Pantjuchow (1), Alexei Guryschew, Nikolai Chlystow (1) Trainer / Assistent: Arkadi Tschernyschow / Wladimir Jegorow | Tor: Nikolai Putschkow Verteidigung: Nikolai Sologubow, Iwan Tregubow, Dmitri Ukolow, Genrich Sidorenkow Sturm: Jewgeni Babitsch, Wiktor Schuwalow, Wsewolod Bobrow (1), Juri Krylow, Alexander Uwarow, Walentin Kusin (1), Juri Pantjuchow (1), Alexei Guryschew, Nikolai Chlystow (1) Trainer / Assistent: Arkadi Tschernyschow / Wladimir Jegorow | Tor: Nikolai Putschkow Verteidigung: Nikolai Sologubow, Iwan Tregubow, Dmitri Ukolow, Genrich Sidorenkow Sturm: Jewgeni Babitsch, Wiktor Schuwalow, Wsewolod Bobrow (1), Juri Krylow, Alexander Uwarow, Walentin Kusin (1), Juri Pantjuchow (1), Alexei Guryschew, Nikolai Chlystow (1) Trainer / Assistent: Arkadi Tschernyschow / Wladimir Jegorow |
| Nr. 48 4. Februar 1956    | 2:0 (0:0, 1:0, 1:0) | 0 Kanada | * | 0Cortina d’Ampezzo, ITA | 0OS 1956 / WM 1956 / EM 1956 | 01. Olympiasieg 02. WM-Titel 03. EM-Titel |
| Aufstellung               | Tor: Nikolai Putschkow Verteidigung: Nikolai Sologubow, Iwan Tregubow, Dmitri Ukolow, Genrich Sidorenkow Sturm: Jewgeni Babitsch, Wiktor Schuwalow, Wsewolod Bobrow, Juri Krylow (1), Alexander Uwarow, Walentin Kusin (1), Juri Pantjuchow, Alexei Guryschew, Nikolai Chlystow Trainer / Assistent: Arkadi Tschernyschow / Wladimir Jegorow | Tor: Nikolai Putschkow Verteidigung: Nikolai Sologubow, Iwan Tregubow, Dmitri Ukolow, Genrich Sidorenkow Sturm: Jewgeni Babitsch, Wiktor Schuwalow, Wsewolod Bobrow, Juri Krylow (1), Alexander Uwarow, Walentin Kusin (1), Juri Pantjuchow, Alexei Guryschew, Nikolai Chlystow Trainer / Assistent: Arkadi Tschernyschow / Wladimir Jegorow | Tor: Nikolai Putschkow Verteidigung: Nikolai Sologubow, Iwan Tregubow, Dmitri Ukolow, Genrich Sidorenkow Sturm: Jewgeni Babitsch, Wiktor Schuwalow, Wsewolod Bobrow, Juri Krylow (1), Alexander Uwarow, Walentin Kusin (1), Juri Pantjuchow, Alexei Guryschew, Nikolai Chlystow Trainer / Assistent: Arkadi Tschernyschow / Wladimir Jegorow | Tor: Nikolai Putschkow Verteidigung: Nikolai Sologubow, Iwan Tregubow, Dmitri Ukolow, Genrich Sidorenkow Sturm: Jewgeni Babitsch, Wiktor Schuwalow, Wsewolod Bobrow, Juri Krylow (1), Alexander Uwarow, Walentin Kusin (1), Juri Pantjuchow, Alexei Guryschew, Nikolai Chlystow Trainer / Assistent: Arkadi Tschernyschow / Wladimir Jegorow | Tor: Nikolai Putschkow Verteidigung: Nikolai Sologubow, Iwan Tregubow, Dmitri Ukolow, Genrich Sidorenkow Sturm: Jewgeni Babitsch, Wiktor Schuwalow, Wsewolod Bobrow, Juri Krylow (1), Alexander Uwarow, Walentin Kusin (1), Juri Pantjuchow, Alexei Guryschew, Nikolai Chlystow Trainer / Assistent: Arkadi Tschernyschow / Wladimir Jegorow | Tor: Nikolai Putschkow Verteidigung: Nikolai Sologubow, Iwan Tregubow, Dmitri Ukolow, Genrich Sidorenkow Sturm: Jewgeni Babitsch, Wiktor Schuwalow, Wsewolod Bobrow, Juri Krylow (1), Alexander Uwarow, Walentin Kusin (1), Juri Pantjuchow, Alexei Guryschew, Nikolai Chlystow Trainer / Assistent: Arkadi Tschernyschow / Wladimir Jegorow |
| Nr. 49 3. Dezember 1956   | 9:2 (4:0, 1:0, 4:2) | 0 Polen | A | 0Kattowitz, POL | 0Freundschaftsspiel | |
| Aufstellung               | Tor: Nikolai Putschkow Verteidigung: Nikolai Sologubow, Iwan Tregubow, Dmitri Ukolow, Genrich Sidorenkow Sturm: Jewgeni Babitsch (1), Wiktor Schuwalow, Wsewolod Bobrow (3), Alexander Komarow (1), Alexander Uwarow (1), Walentin Kusin, Juri Pantjuchow (1), Alexei Guryschew (2), Nikolai Chlystow Trainer / Assistent: Arkadi Tschernyschow / Wladimir Jegorow | Tor: Nikolai Putschkow Verteidigung: Nikolai Sologubow, Iwan Tregubow, Dmitri Ukolow, Genrich Sidorenkow Sturm: Jewgeni Babitsch (1), Wiktor Schuwalow, Wsewolod Bobrow (3), Alexander Komarow (1), Alexander Uwarow (1), Walentin Kusin, Juri Pantjuchow (1), Alexei Guryschew (2), Nikolai Chlystow Trainer / Assistent: Arkadi Tschernyschow / Wladimir Jegorow | Tor: Nikolai Putschkow Verteidigung: Nikolai Sologubow, Iwan Tregubow, Dmitri Ukolow, Genrich Sidorenkow Sturm: Jewgeni Babitsch (1), Wiktor Schuwalow, Wsewolod Bobrow (3), Alexander Komarow (1), Alexander Uwarow (1), Walentin Kusin, Juri Pantjuchow (1), Alexei Guryschew (2), Nikolai Chlystow Trainer / Assistent: Arkadi Tschernyschow / Wladimir Jegorow | Tor: Nikolai Putschkow Verteidigung: Nikolai Sologubow, Iwan Tregubow, Dmitri Ukolow, Genrich Sidorenkow Sturm: Jewgeni Babitsch (1), Wiktor Schuwalow, Wsewolod Bobrow (3), Alexander Komarow (1), Alexander Uwarow (1), Walentin Kusin, Juri Pantjuchow (1), Alexei Guryschew (2), Nikolai Chlystow Trainer / Assistent: Arkadi Tschernyschow / Wladimir Jegorow | Tor: Nikolai Putschkow Verteidigung: Nikolai Sologubow, Iwan Tregubow, Dmitri Ukolow, Genrich Sidorenkow Sturm: Jewgeni Babitsch (1), Wiktor Schuwalow, Wsewolod Bobrow (3), Alexander Komarow (1), Alexander Uwarow (1), Walentin Kusin, Juri Pantjuchow (1), Alexei Guryschew (2), Nikolai Chlystow Trainer / Assistent: Arkadi Tschernyschow / Wladimir Jegorow | Tor: Nikolai Putschkow Verteidigung: Nikolai Sologubow, Iwan Tregubow, Dmitri Ukolow, Genrich Sidorenkow Sturm: Jewgeni Babitsch (1), Wiktor Schuwalow, Wsewolod Bobrow (3), Alexander Komarow (1), Alexander Uwarow (1), Walentin Kusin, Juri Pantjuchow (1), Alexei Guryschew (2), Nikolai Chlystow Trainer / Assistent: Arkadi Tschernyschow / Wladimir Jegorow |
| Nr. 50 4. Dezember 1956   | 7:2 (1:0, 3:1, 3:1) | 0 Polen | A | 0Kattowitz, POL | 0Freundschaftsspiel | |
| Aufstellung               | Tor: Nikolai Putschkow Verteidigung: Nikolai Sologubow, Iwan Tregubow (2), Dmitri Ukolow, Genrich Sidorenkow Sturm: Jewgeni Babitsch, Wiktor Schuwalow, Wsewolod Bobrow (5), Alexander Komarow, Alexander Uwarow, Walentin Kusin, Juri Pantjuchow, Alexei Guryschew, Nikolai Chlystow Trainer / Assistent: Arkadi Tschernyschow / Wladimir Jegorow | Tor: Nikolai Putschkow Verteidigung: Nikolai Sologubow, Iwan Tregubow (2), Dmitri Ukolow, Genrich Sidorenkow Sturm: Jewgeni Babitsch, Wiktor Schuwalow, Wsewolod Bobrow (5), Alexander Komarow, Alexander Uwarow, Walentin Kusin, Juri Pantjuchow, Alexei Guryschew, Nikolai Chlystow Trainer / Assistent: Arkadi Tschernyschow / Wladimir Jegorow | Tor: Nikolai Putschkow Verteidigung: Nikolai Sologubow, Iwan Tregubow (2), Dmitri Ukolow, Genrich Sidorenkow Sturm: Jewgeni Babitsch, Wiktor Schuwalow, Wsewolod Bobrow (5), Alexander Komarow, Alexander Uwarow, Walentin Kusin, Juri Pantjuchow, Alexei Guryschew, Nikolai Chlystow Trainer / Assistent: Arkadi Tschernyschow / Wladimir Jegorow | Tor: Nikolai Putschkow Verteidigung: Nikolai Sologubow, Iwan Tregubow (2), Dmitri Ukolow, Genrich Sidorenkow Sturm: Jewgeni Babitsch, Wiktor Schuwalow, Wsewolod Bobrow (5), Alexander Komarow, Alexander Uwarow, Walentin Kusin, Juri Pantjuchow, Alexei Guryschew, Nikolai Chlystow Trainer / Assistent: Arkadi Tschernyschow / Wladimir Jegorow | Tor: Nikolai Putschkow Verteidigung: Nikolai Sologubow, Iwan Tregubow (2), Dmitri Ukolow, Genrich Sidorenkow Sturm: Jewgeni Babitsch, Wiktor Schuwalow, Wsewolod Bobrow (5), Alexander Komarow, Alexander Uwarow, Walentin Kusin, Juri Pantjuchow, Alexei Guryschew, Nikolai Chlystow Trainer / Assistent: Arkadi Tschernyschow / Wladimir Jegorow | Tor: Nikolai Putschkow Verteidigung: Nikolai Sologubow, Iwan Tregubow (2), Dmitri Ukolow, Genrich Sidorenkow Sturm: Jewgeni Babitsch, Wiktor Schuwalow, Wsewolod Bobrow (5), Alexander Komarow, Alexander Uwarow, Walentin Kusin, Juri Pantjuchow, Alexei Guryschew, Nikolai Chlystow Trainer / Assistent: Arkadi Tschernyschow / Wladimir Jegorow |
| Nr. 51 6. Dezember 1956   | 7:3 (2:1, 4:1, 1:1) | 0 Polen | A | 0Warschau, POL | 0Freundschaftsspiel | |
| Aufstellung               | Tor: Nikolai Putschkow Verteidigung: Nikolai Sologubow, Iwan Tregubow (1), Dmitri Ukolow, Genrich Sidorenkow Sturm: Jewgeni Babitsch (1), Wiktor Schuwalow, Wsewolod Bobrow (3), Alexander Komarow, Alexander Uwarow, Walentin Kusin, Juri Pantjuchow (1), Alexei Guryschew (1), Nikolai Chlystow Trainer / Assistent: Arkadi Tschernyschow / Wladimir Jegorow | Tor: Nikolai Putschkow Verteidigung: Nikolai Sologubow, Iwan Tregubow (1), Dmitri Ukolow, Genrich Sidorenkow Sturm: Jewgeni Babitsch (1), Wiktor Schuwalow, Wsewolod Bobrow (3), Alexander Komarow, Alexander Uwarow, Walentin Kusin, Juri Pantjuchow (1), Alexei Guryschew (1), Nikolai Chlystow Trainer / Assistent: Arkadi Tschernyschow / Wladimir Jegorow | Tor: Nikolai Putschkow Verteidigung: Nikolai Sologubow, Iwan Tregubow (1), Dmitri Ukolow, Genrich Sidorenkow Sturm: Jewgeni Babitsch (1), Wiktor Schuwalow, Wsewolod Bobrow (3), Alexander Komarow, Alexander Uwarow, Walentin Kusin, Juri Pantjuchow (1), Alexei Guryschew (1), Nikolai Chlystow Trainer / Assistent: Arkadi Tschernyschow / Wladimir Jegorow | Tor: Nikolai Putschkow Verteidigung: Nikolai Sologubow, Iwan Tregubow (1), Dmitri Ukolow, Genrich Sidorenkow Sturm: Jewgeni Babitsch (1), Wiktor Schuwalow, Wsewolod Bobrow (3), Alexander Komarow, Alexander Uwarow, Walentin Kusin, Juri Pantjuchow (1), Alexei Guryschew (1), Nikolai Chlystow Trainer / Assistent: Arkadi Tschernyschow / Wladimir Jegorow | Tor: Nikolai Putschkow Verteidigung: Nikolai Sologubow, Iwan Tregubow (1), Dmitri Ukolow, Genrich Sidorenkow Sturm: Jewgeni Babitsch (1), Wiktor Schuwalow, Wsewolod Bobrow (3), Alexander Komarow, Alexander Uwarow, Walentin Kusin, Juri Pantjuchow (1), Alexei Guryschew (1), Nikolai Chlystow Trainer / Assistent: Arkadi Tschernyschow / Wladimir Jegorow | Tor: Nikolai Putschkow Verteidigung: Nikolai Sologubow, Iwan Tregubow (1), Dmitri Ukolow, Genrich Sidorenkow Sturm: Jewgeni Babitsch (1), Wiktor Schuwalow, Wsewolod Bobrow (3), Alexander Komarow, Alexander Uwarow, Walentin Kusin, Juri Pantjuchow (1), Alexei Guryschew (1), Nikolai Chlystow Trainer / Assistent: Arkadi Tschernyschow / Wladimir Jegorow |
| Nr. 52 12. Dezember 1956  | 1:0 (1:0, 0:0, 0:0) | 0 Tschechoslowakei | H | 0Moskau | 0Freundschaftsspiel | |
| Aufstellung               | Tor: Nikolai Putschkow Verteidigung: Nikolai Sologubow, Iwan Tregubow, Dmitri Ukolow, Genrich Sidorenkow Sturm: Jewgeni Babitsch, Wiktor Schuwalow, Wsewolod Bobrow, Alexander Komarow, Alexander Uwarow, Walentin Kusin, Juri Pantjuchow, Alexei Guryschew (1), Nikolai Chlystow Trainer / Assistent: Arkadi Tschernyschow / Wladimir Jegorow | Tor: Nikolai Putschkow Verteidigung: Nikolai Sologubow, Iwan Tregubow, Dmitri Ukolow, Genrich Sidorenkow Sturm: Jewgeni Babitsch, Wiktor Schuwalow, Wsewolod Bobrow, Alexander Komarow, Alexander Uwarow, Walentin Kusin, Juri Pantjuchow, Alexei Guryschew (1), Nikolai Chlystow Trainer / Assistent: Arkadi Tschernyschow / Wladimir Jegorow | Tor: Nikolai Putschkow Verteidigung: Nikolai Sologubow, Iwan Tregubow, Dmitri Ukolow, Genrich Sidorenkow Sturm: Jewgeni Babitsch, Wiktor Schuwalow, Wsewolod Bobrow, Alexander Komarow, Alexander Uwarow, Walentin Kusin, Juri Pantjuchow, Alexei Guryschew (1), Nikolai Chlystow Trainer / Assistent: Arkadi Tschernyschow / Wladimir Jegorow | Tor: Nikolai Putschkow Verteidigung: Nikolai Sologubow, Iwan Tregubow, Dmitri Ukolow, Genrich Sidorenkow Sturm: Jewgeni Babitsch, Wiktor Schuwalow, Wsewolod Bobrow, Alexander Komarow, Alexander Uwarow, Walentin Kusin, Juri Pantjuchow, Alexei Guryschew (1), Nikolai Chlystow Trainer / Assistent: Arkadi Tschernyschow / Wladimir Jegorow | Tor: Nikolai Putschkow Verteidigung: Nikolai Sologubow, Iwan Tregubow, Dmitri Ukolow, Genrich Sidorenkow Sturm: Jewgeni Babitsch, Wiktor Schuwalow, Wsewolod Bobrow, Alexander Komarow, Alexander Uwarow, Walentin Kusin, Juri Pantjuchow, Alexei Guryschew (1), Nikolai Chlystow Trainer / Assistent: Arkadi Tschernyschow / Wladimir Jegorow | Tor: Nikolai Putschkow Verteidigung: Nikolai Sologubow, Iwan Tregubow, Dmitri Ukolow, Genrich Sidorenkow Sturm: Jewgeni Babitsch, Wiktor Schuwalow, Wsewolod Bobrow, Alexander Komarow, Alexander Uwarow, Walentin Kusin, Juri Pantjuchow, Alexei Guryschew (1), Nikolai Chlystow Trainer / Assistent: Arkadi Tschernyschow / Wladimir Jegorow |
| Nr. 53 13. Dezember 1956  | 2:2 (0:0, 2:1, 0:1) | 0 Tschechoslowakei | H | 0Moskau | 0Freundschaftsspiel | |
| Aufstellung               | Tor: Nikolai Putschkow Verteidigung: Nikolai Sologubow, Iwan Tregubow, Dmitri Ukolow, Genrich Sidorenkow Sturm: Jewgeni Babitsch, Wiktor Schuwalow (1), Wsewolod Bobrow (1), Alexander Komarow, Alexander Uwarow, Walentin Kusin, Juri Pantjuchow, Alexei Guryschew, Nikolai Chlystow Trainer / Assistent: Arkadi Tschernyschow / Wladimir Jegorow | Tor: Nikolai Putschkow Verteidigung: Nikolai Sologubow, Iwan Tregubow, Dmitri Ukolow, Genrich Sidorenkow Sturm: Jewgeni Babitsch, Wiktor Schuwalow (1), Wsewolod Bobrow (1), Alexander Komarow, Alexander Uwarow, Walentin Kusin, Juri Pantjuchow, Alexei Guryschew, Nikolai Chlystow Trainer / Assistent: Arkadi Tschernyschow / Wladimir Jegorow | Tor: Nikolai Putschkow Verteidigung: Nikolai Sologubow, Iwan Tregubow, Dmitri Ukolow, Genrich Sidorenkow Sturm: Jewgeni Babitsch, Wiktor Schuwalow (1), Wsewolod Bobrow (1), Alexander Komarow, Alexander Uwarow, Walentin Kusin, Juri Pantjuchow, Alexei Guryschew, Nikolai Chlystow Trainer / Assistent: Arkadi Tschernyschow / Wladimir Jegorow | Tor: Nikolai Putschkow Verteidigung: Nikolai Sologubow, Iwan Tregubow, Dmitri Ukolow, Genrich Sidorenkow Sturm: Jewgeni Babitsch, Wiktor Schuwalow (1), Wsewolod Bobrow (1), Alexander Komarow, Alexander Uwarow, Walentin Kusin, Juri Pantjuchow, Alexei Guryschew, Nikolai Chlystow Trainer / Assistent: Arkadi Tschernyschow / Wladimir Jegorow | Tor: Nikolai Putschkow Verteidigung: Nikolai Sologubow, Iwan Tregubow, Dmitri Ukolow, Genrich Sidorenkow Sturm: Jewgeni Babitsch, Wiktor Schuwalow (1), Wsewolod Bobrow (1), Alexander Komarow, Alexander Uwarow, Walentin Kusin, Juri Pantjuchow, Alexei Guryschew, Nikolai Chlystow Trainer / Assistent: Arkadi Tschernyschow / Wladimir Jegorow | Tor: Nikolai Putschkow Verteidigung: Nikolai Sologubow, Iwan Tregubow, Dmitri Ukolow, Genrich Sidorenkow Sturm: Jewgeni Babitsch, Wiktor Schuwalow (1), Wsewolod Bobrow (1), Alexander Komarow, Alexander Uwarow, Walentin Kusin, Juri Pantjuchow, Alexei Guryschew, Nikolai Chlystow Trainer / Assistent: Arkadi Tschernyschow / Wladimir Jegorow |
| Nr. 54 28. Dezember 1956  | 12:0 (3:0, 4:0, 5:0) | 0 DDR | A | 0Rostock, DDR | 0Freundschaftsspiel | |
| Aufstellung               | Tor: Nikolai Putschkow Verteidigung: Nikolai Sologubow, Iwan Tregubow, Dmitri Ukolow, Genrich Sidorenkow Sturm: Jewgeni Babitsch, Wiktor Schuwalow (2), Wsewolod Bobrow (4), Alexander Komarow, Alexander Uwarow (1), Walentin Kusin, Juri Pantjuchow (2), Alexei Guryschew (2), Nikolai Chlystow (1) Trainer / Assistent: Arkadi Tschernyschow / Wladimir Jegorow | Tor: Nikolai Putschkow Verteidigung: Nikolai Sologubow, Iwan Tregubow, Dmitri Ukolow, Genrich Sidorenkow Sturm: Jewgeni Babitsch, Wiktor Schuwalow (2), Wsewolod Bobrow (4), Alexander Komarow, Alexander Uwarow (1), Walentin Kusin, Juri Pantjuchow (2), Alexei Guryschew (2), Nikolai Chlystow (1) Trainer / Assistent: Arkadi Tschernyschow / Wladimir Jegorow | Tor: Nikolai Putschkow Verteidigung: Nikolai Sologubow, Iwan Tregubow, Dmitri Ukolow, Genrich Sidorenkow Sturm: Jewgeni Babitsch, Wiktor Schuwalow (2), Wsewolod Bobrow (4), Alexander Komarow, Alexander Uwarow (1), Walentin Kusin, Juri Pantjuchow (2), Alexei Guryschew (2), Nikolai Chlystow (1) Trainer / Assistent: Arkadi Tschernyschow / Wladimir Jegorow | Tor: Nikolai Putschkow Verteidigung: Nikolai Sologubow, Iwan Tregubow, Dmitri Ukolow, Genrich Sidorenkow Sturm: Jewgeni Babitsch, Wiktor Schuwalow (2), Wsewolod Bobrow (4), Alexander Komarow, Alexander Uwarow (1), Walentin Kusin, Juri Pantjuchow (2), Alexei Guryschew (2), Nikolai Chlystow (1) Trainer / Assistent: Arkadi Tschernyschow / Wladimir Jegorow | Tor: Nikolai Putschkow Verteidigung: Nikolai Sologubow, Iwan Tregubow, Dmitri Ukolow, Genrich Sidorenkow Sturm: Jewgeni Babitsch, Wiktor Schuwalow (2), Wsewolod Bobrow (4), Alexander Komarow, Alexander Uwarow (1), Walentin Kusin, Juri Pantjuchow (2), Alexei Guryschew (2), Nikolai Chlystow (1) Trainer / Assistent: Arkadi Tschernyschow / Wladimir Jegorow | Tor: Nikolai Putschkow Verteidigung: Nikolai Sologubow, Iwan Tregubow, Dmitri Ukolow, Genrich Sidorenkow Sturm: Jewgeni Babitsch, Wiktor Schuwalow (2), Wsewolod Bobrow (4), Alexander Komarow, Alexander Uwarow (1), Walentin Kusin, Juri Pantjuchow (2), Alexei Guryschew (2), Nikolai Chlystow (1) Trainer / Assistent: Arkadi Tschernyschow / Wladimir Jegorow |
| Nr. 55 29. Dezember 1956  | 5:0 (1:0, 2:0, 2:0) | 0 DDR | A | 0Rostock, DDR | 0Freundschaftsspiel | |
| Aufstellung               | Tor: Nikolai Putschkow Verteidigung: Witali Kostarew, Iwan Tregubow, Dmitri Ukolow, Genrich Sidorenkow Sturm: Alexander Komarow (1), Alexander Uwarow, Walentin Kusin (2), Juri Pantjuchow, Alexei Guryschew (1), Nikolai Chlystow, Konstantin Loktew (1), Weniamin Alexandrow, Alexander Tscherepanow Trainer / Assistent: Arkadi Tschernyschow / Wladimir Jegorow | Tor: Nikolai Putschkow Verteidigung: Witali Kostarew, Iwan Tregubow, Dmitri Ukolow, Genrich Sidorenkow Sturm: Alexander Komarow (1), Alexander Uwarow, Walentin Kusin (2), Juri Pantjuchow, Alexei Guryschew (1), Nikolai Chlystow, Konstantin Loktew (1), Weniamin Alexandrow, Alexander Tscherepanow Trainer / Assistent: Arkadi Tschernyschow / Wladimir Jegorow | Tor: Nikolai Putschkow Verteidigung: Witali Kostarew, Iwan Tregubow, Dmitri Ukolow, Genrich Sidorenkow Sturm: Alexander Komarow (1), Alexander Uwarow, Walentin Kusin (2), Juri Pantjuchow, Alexei Guryschew (1), Nikolai Chlystow, Konstantin Loktew (1), Weniamin Alexandrow, Alexander Tscherepanow Trainer / Assistent: Arkadi Tschernyschow / Wladimir Jegorow | Tor: Nikolai Putschkow Verteidigung: Witali Kostarew, Iwan Tregubow, Dmitri Ukolow, Genrich Sidorenkow Sturm: Alexander Komarow (1), Alexander Uwarow, Walentin Kusin (2), Juri Pantjuchow, Alexei Guryschew (1), Nikolai Chlystow, Konstantin Loktew (1), Weniamin Alexandrow, Alexander Tscherepanow Trainer / Assistent: Arkadi Tschernyschow / Wladimir Jegorow | Tor: Nikolai Putschkow Verteidigung: Witali Kostarew, Iwan Tregubow, Dmitri Ukolow, Genrich Sidorenkow Sturm: Alexander Komarow (1), Alexander Uwarow, Walentin Kusin (2), Juri Pantjuchow, Alexei Guryschew (1), Nikolai Chlystow, Konstantin Loktew (1), Weniamin Alexandrow, Alexander Tscherepanow Trainer / Assistent: Arkadi Tschernyschow / Wladimir Jegorow | Tor: Nikolai Putschkow Verteidigung: Witali Kostarew, Iwan Tregubow, Dmitri Ukolow, Genrich Sidorenkow Sturm: Alexander Komarow (1), Alexander Uwarow, Walentin Kusin (2), Juri Pantjuchow, Alexei Guryschew (1), Nikolai Chlystow, Konstantin Loktew (1), Weniamin Alexandrow, Alexander Tscherepanow Trainer / Assistent: Arkadi Tschernyschow / Wladimir Jegorow |
| Nr. 56 3. Januar 1957     | 2:2 (1:1, 0:1, 1:0) | 0 Tschechoslowakei | A | 0Prag, TCH | 0Freundschaftsspiel | |
| Aufstellung               | Tor: Nikolai Putschkow Verteidigung: Witali Kostarew, Iwan Tregubow (1), Dmitri Ukolow, Genrich Sidorenkow Sturm: Jewgeni Babitsch, Wiktor Schuwalow, Wsewolod Bobrow, Juri Pantjuchow, Alexei Guryschew, Nikolai Chlystow, Konstantin Loktew (1), Weniamin Alexandrow, Alexander Tscherepanow Trainer / Assistent: Arkadi Tschernyschow / Wladimir Jegorow | Tor: Nikolai Putschkow Verteidigung: Witali Kostarew, Iwan Tregubow (1), Dmitri Ukolow, Genrich Sidorenkow Sturm: Jewgeni Babitsch, Wiktor Schuwalow, Wsewolod Bobrow, Juri Pantjuchow, Alexei Guryschew, Nikolai Chlystow, Konstantin Loktew (1), Weniamin Alexandrow, Alexander Tscherepanow Trainer / Assistent: Arkadi Tschernyschow / Wladimir Jegorow | Tor: Nikolai Putschkow Verteidigung: Witali Kostarew, Iwan Tregubow (1), Dmitri Ukolow, Genrich Sidorenkow Sturm: Jewgeni Babitsch, Wiktor Schuwalow, Wsewolod Bobrow, Juri Pantjuchow, Alexei Guryschew, Nikolai Chlystow, Konstantin Loktew (1), Weniamin Alexandrow, Alexander Tscherepanow Trainer / Assistent: Arkadi Tschernyschow / Wladimir Jegorow | Tor: Nikolai Putschkow Verteidigung: Witali Kostarew, Iwan Tregubow (1), Dmitri Ukolow, Genrich Sidorenkow Sturm: Jewgeni Babitsch, Wiktor Schuwalow, Wsewolod Bobrow, Juri Pantjuchow, Alexei Guryschew, Nikolai Chlystow, Konstantin Loktew (1), Weniamin Alexandrow, Alexander Tscherepanow Trainer / Assistent: Arkadi Tschernyschow / Wladimir Jegorow | Tor: Nikolai Putschkow Verteidigung: Witali Kostarew, Iwan Tregubow (1), Dmitri Ukolow, Genrich Sidorenkow Sturm: Jewgeni Babitsch, Wiktor Schuwalow, Wsewolod Bobrow, Juri Pantjuchow, Alexei Guryschew, Nikolai Chlystow, Konstantin Loktew (1), Weniamin Alexandrow, Alexander Tscherepanow Trainer / Assistent: Arkadi Tschernyschow / Wladimir Jegorow | Tor: Nikolai Putschkow Verteidigung: Witali Kostarew, Iwan Tregubow (1), Dmitri Ukolow, Genrich Sidorenkow Sturm: Jewgeni Babitsch, Wiktor Schuwalow, Wsewolod Bobrow, Juri Pantjuchow, Alexei Guryschew, Nikolai Chlystow, Konstantin Loktew (1), Weniamin Alexandrow, Alexander Tscherepanow Trainer / Assistent: Arkadi Tschernyschow / Wladimir Jegorow |
| Nr. 57 13. Januar 1957    | 15:0 (5:0, 6:0, 4:0) | 0 Polen | H | 0Moskau | 0Freundschaftsspiel | |
| Aufstellung               | Tor: Nikolai Putschkow Verteidigung: Witali Kostarew, Iwan Tregubow (2), Dmitri Ukolow, Genrich Sidorenkow (1) Sturm: Jewgeni Babitsch (1), Wladimir Grebennikow (2), Wsewolod Bobrow (3), Juri Pantjuchow (1), Alexei Guryschew (1), Nikolai Chlystow (1), Konstantin Loktew, W. Alexandrow (1), Alexander Tscherepanow (2), Alexander Uwarow Trainer / Assistent: Arkadi Tschernyschow / Wladimir Jegorow                                                                         | Tor: Nikolai Putschkow Verteidigung: Witali Kostarew, Iwan Tregubow (2), Dmitri Ukolow, Genrich Sidorenkow (1) Sturm: Jewgeni Babitsch (1), Wladimir Grebennikow (2), Wsewolod Bobrow (3), Juri Pantjuchow (1), Alexei Guryschew (1), Nikolai Chlystow (1), Konstantin Loktew, W. Alexandrow (1), Alexander Tscherepanow (2), Alexander Uwarow Trainer / Assistent: Arkadi Tschernyschow / Wladimir Jegorow                                                                         | Tor: Nikolai Putschkow Verteidigung: Witali Kostarew, Iwan Tregubow (2), Dmitri Ukolow, Genrich Sidorenkow (1) Sturm: Jewgeni Babitsch (1), Wladimir Grebennikow (2), Wsewolod Bobrow (3), Juri Pantjuchow (1), Alexei Guryschew (1), Nikolai Chlystow (1), Konstantin Loktew, W. Alexandrow (1), Alexander Tscherepanow (2), Alexander Uwarow Trainer / Assistent: Arkadi Tschernyschow / Wladimir Jegorow                                                                         | Tor: Nikolai Putschkow Verteidigung: Witali Kostarew, Iwan Tregubow (2), Dmitri Ukolow, Genrich Sidorenkow (1) Sturm: Jewgeni Babitsch (1), Wladimir Grebennikow (2), Wsewolod Bobrow (3), Juri Pantjuchow (1), Alexei Guryschew (1), Nikolai Chlystow (1), Konstantin Loktew, W. Alexandrow (1), Alexander Tscherepanow (2), Alexander Uwarow Trainer / Assistent: Arkadi Tschernyschow / Wladimir Jegorow                                                                         | Tor: Nikolai Putschkow Verteidigung: Witali Kostarew, Iwan Tregubow (2), Dmitri Ukolow, Genrich Sidorenkow (1) Sturm: Jewgeni Babitsch (1), Wladimir Grebennikow (2), Wsewolod Bobrow (3), Juri Pantjuchow (1), Alexei Guryschew (1), Nikolai Chlystow (1), Konstantin Loktew, W. Alexandrow (1), Alexander Tscherepanow (2), Alexander Uwarow Trainer / Assistent: Arkadi Tschernyschow / Wladimir Jegorow                                                                         | Tor: Nikolai Putschkow Verteidigung: Witali Kostarew, Iwan Tregubow (2), Dmitri Ukolow, Genrich Sidorenkow (1) Sturm: Jewgeni Babitsch (1), Wladimir Grebennikow (2), Wsewolod Bobrow (3), Juri Pantjuchow (1), Alexei Guryschew (1), Nikolai Chlystow (1), Konstantin Loktew, W. Alexandrow (1), Alexander Tscherepanow (2), Alexander Uwarow Trainer / Assistent: Arkadi Tschernyschow / Wladimir Jegorow                                                                         |
| Nr. 58 14. Januar 1957    | 4:1 (2:0, 2:1, 0:0) | 0 Polen | H | 0Moskau | 0Freundschaftsspiel | |
| Aufstellung               | Tor: Nikolai Putschkow Verteidigung: Witali Kostarew, Nikolai Karpow, Dmitri Ukolow, Genrich Sidorenkow Sturm: Jewgeni Babitsch, Wladimir Grebennikow, Wsewolod Bobrow, Juri Pantjuchow (1), Alexei Guryschew (1), Nikolai Chlystow (1), Konstantin Loktew, Weniamin Alexandrow, Alexander Tscherepanow (1) Trainer / Assistent: Arkadi Tschernyschow / Wladimir Jegorow | Tor: Nikolai Putschkow Verteidigung: Witali Kostarew, Nikolai Karpow, Dmitri Ukolow, Genrich Sidorenkow Sturm: Jewgeni Babitsch, Wladimir Grebennikow, Wsewolod Bobrow, Juri Pantjuchow (1), Alexei Guryschew (1), Nikolai Chlystow (1), Konstantin Loktew, Weniamin Alexandrow, Alexander Tscherepanow (1) Trainer / Assistent: Arkadi Tschernyschow / Wladimir Jegorow | Tor: Nikolai Putschkow Verteidigung: Witali Kostarew, Nikolai Karpow, Dmitri Ukolow, Genrich Sidorenkow Sturm: Jewgeni Babitsch, Wladimir Grebennikow, Wsewolod Bobrow, Juri Pantjuchow (1), Alexei Guryschew (1), Nikolai Chlystow (1), Konstantin Loktew, Weniamin Alexandrow, Alexander Tscherepanow (1) Trainer / Assistent: Arkadi Tschernyschow / Wladimir Jegorow | Tor: Nikolai Putschkow Verteidigung: Witali Kostarew, Nikolai Karpow, Dmitri Ukolow, Genrich Sidorenkow Sturm: Jewgeni Babitsch, Wladimir Grebennikow, Wsewolod Bobrow, Juri Pantjuchow (1), Alexei Guryschew (1), Nikolai Chlystow (1), Konstantin Loktew, Weniamin Alexandrow, Alexander Tscherepanow (1) Trainer / Assistent: Arkadi Tschernyschow / Wladimir Jegorow | Tor: Nikolai Putschkow Verteidigung: Witali Kostarew, Nikolai Karpow, Dmitri Ukolow, Genrich Sidorenkow Sturm: Jewgeni Babitsch, Wladimir Grebennikow, Wsewolod Bobrow, Juri Pantjuchow (1), Alexei Guryschew (1), Nikolai Chlystow (1), Konstantin Loktew, Weniamin Alexandrow, Alexander Tscherepanow (1) Trainer / Assistent: Arkadi Tschernyschow / Wladimir Jegorow | Tor: Nikolai Putschkow Verteidigung: Witali Kostarew, Nikolai Karpow, Dmitri Ukolow, Genrich Sidorenkow Sturm: Jewgeni Babitsch, Wladimir Grebennikow, Wsewolod Bobrow, Juri Pantjuchow (1), Alexei Guryschew (1), Nikolai Chlystow (1), Konstantin Loktew, Weniamin Alexandrow, Alexander Tscherepanow (1) Trainer / Assistent: Arkadi Tschernyschow / Wladimir Jegorow |
| Nr. 59 8. Februar 1957    | 8:3 (2:0, 4:3, 2:0) | 0 Finnland | A | 0Tampere, FIN | 0Freundschaftsspiel | |
| Aufstellung               | Tor: Nikolai Putschkow Verteidigung: Nikolai Sologubow, Iwan Tregubow, Nikolai Karpow, Genrich Sidorenkow Sturm: Jewgeni Babitsch, Wladimir Grebennikow (1), Wsewolod Bobrow (2), Juri Pantjuchow (1), Alexei Guryschew, Nikolai Chlystow (1), Konstantin Loktew, Weniamin Alexandrow (2), Alexander Tscherepanow (1) Trainer / Assistent: Arkadi Tschernyschow / Wladimir Jegorow                                                                                                  | Tor: Nikolai Putschkow Verteidigung: Nikolai Sologubow, Iwan Tregubow, Nikolai Karpow, Genrich Sidorenkow Sturm: Jewgeni Babitsch, Wladimir Grebennikow (1), Wsewolod Bobrow (2), Juri Pantjuchow (1), Alexei Guryschew, Nikolai Chlystow (1), Konstantin Loktew, Weniamin Alexandrow (2), Alexander Tscherepanow (1) Trainer / Assistent: Arkadi Tschernyschow / Wladimir Jegorow                                                                                                  | Tor: Nikolai Putschkow Verteidigung: Nikolai Sologubow, Iwan Tregubow, Nikolai Karpow, Genrich Sidorenkow Sturm: Jewgeni Babitsch, Wladimir Grebennikow (1), Wsewolod Bobrow (2), Juri Pantjuchow (1), Alexei Guryschew, Nikolai Chlystow (1), Konstantin Loktew, Weniamin Alexandrow (2), Alexander Tscherepanow (1) Trainer / Assistent: Arkadi Tschernyschow / Wladimir Jegorow                                                                                                  | Tor: Nikolai Putschkow Verteidigung: Nikolai Sologubow, Iwan Tregubow, Nikolai Karpow, Genrich Sidorenkow Sturm: Jewgeni Babitsch, Wladimir Grebennikow (1), Wsewolod Bobrow (2), Juri Pantjuchow (1), Alexei Guryschew, Nikolai Chlystow (1), Konstantin Loktew, Weniamin Alexandrow (2), Alexander Tscherepanow (1) Trainer / Assistent: Arkadi Tschernyschow / Wladimir Jegorow                                                                                                  | Tor: Nikolai Putschkow Verteidigung: Nikolai Sologubow, Iwan Tregubow, Nikolai Karpow, Genrich Sidorenkow Sturm: Jewgeni Babitsch, Wladimir Grebennikow (1), Wsewolod Bobrow (2), Juri Pantjuchow (1), Alexei Guryschew, Nikolai Chlystow (1), Konstantin Loktew, Weniamin Alexandrow (2), Alexander Tscherepanow (1) Trainer / Assistent: Arkadi Tschernyschow / Wladimir Jegorow                                                                                                  | Tor: Nikolai Putschkow Verteidigung: Nikolai Sologubow, Iwan Tregubow, Nikolai Karpow, Genrich Sidorenkow Sturm: Jewgeni Babitsch, Wladimir Grebennikow (1), Wsewolod Bobrow (2), Juri Pantjuchow (1), Alexei Guryschew, Nikolai Chlystow (1), Konstantin Loktew, Weniamin Alexandrow (2), Alexander Tscherepanow (1) Trainer / Assistent: Arkadi Tschernyschow / Wladimir Jegorow                                                                                                  |
| Nr. 60 10. Februar 1957   | 9:0 (1:0, 7:0, 1:0) | 0 Finnland | A | 0Helsinki, FIN | 0Freundschaftsspiel | |
| Aufstellung               | Tor: Nikolai Putschkow, Jewgeni Jorkin (41. Min.) Verteidigung: Nikolai Sologubow (1), Iwan Tregubow, Nikolai Karpow (1), Genrich Sidorenkow Sturm: Jewgeni Babitsch, Wladimir Grebennikow (1), Wsewolod Bobrow (1), Juri Pantjuchow, Alexei Guryschew (1), Nikolai Chlystow, Konstantin Loktew (2), Weniamin Alexandrow (2), Alexander Tscherepanow Trainer / Assistent: Arkadi Tschernyschow / Wladimir Jegorow                                                                   | Tor: Nikolai Putschkow, Jewgeni Jorkin (41. Min.) Verteidigung: Nikolai Sologubow (1), Iwan Tregubow, Nikolai Karpow (1), Genrich Sidorenkow Sturm: Jewgeni Babitsch, Wladimir Grebennikow (1), Wsewolod Bobrow (1), Juri Pantjuchow, Alexei Guryschew (1), Nikolai Chlystow, Konstantin Loktew (2), Weniamin Alexandrow (2), Alexander Tscherepanow Trainer / Assistent: Arkadi Tschernyschow / Wladimir Jegorow                                                                   | Tor: Nikolai Putschkow, Jewgeni Jorkin (41. Min.) Verteidigung: Nikolai Sologubow (1), Iwan Tregubow, Nikolai Karpow (1), Genrich Sidorenkow Sturm: Jewgeni Babitsch, Wladimir Grebennikow (1), Wsewolod Bobrow (1), Juri Pantjuchow, Alexei Guryschew (1), Nikolai Chlystow, Konstantin Loktew (2), Weniamin Alexandrow (2), Alexander Tscherepanow Trainer / Assistent: Arkadi Tschernyschow / Wladimir Jegorow                                                                   | Tor: Nikolai Putschkow, Jewgeni Jorkin (41. Min.) Verteidigung: Nikolai Sologubow (1), Iwan Tregubow, Nikolai Karpow (1), Genrich Sidorenkow Sturm: Jewgeni Babitsch, Wladimir Grebennikow (1), Wsewolod Bobrow (1), Juri Pantjuchow, Alexei Guryschew (1), Nikolai Chlystow, Konstantin Loktew (2), Weniamin Alexandrow (2), Alexander Tscherepanow Trainer / Assistent: Arkadi Tschernyschow / Wladimir Jegorow                                                                   | Tor: Nikolai Putschkow, Jewgeni Jorkin (41. Min.) Verteidigung: Nikolai Sologubow (1), Iwan Tregubow, Nikolai Karpow (1), Genrich Sidorenkow Sturm: Jewgeni Babitsch, Wladimir Grebennikow (1), Wsewolod Bobrow (1), Juri Pantjuchow, Alexei Guryschew (1), Nikolai Chlystow, Konstantin Loktew (2), Weniamin Alexandrow (2), Alexander Tscherepanow Trainer / Assistent: Arkadi Tschernyschow / Wladimir Jegorow                                                                   | Tor: Nikolai Putschkow, Jewgeni Jorkin (41. Min.) Verteidigung: Nikolai Sologubow (1), Iwan Tregubow, Nikolai Karpow (1), Genrich Sidorenkow Sturm: Jewgeni Babitsch, Wladimir Grebennikow (1), Wsewolod Bobrow (1), Juri Pantjuchow, Alexei Guryschew (1), Nikolai Chlystow, Konstantin Loktew (2), Weniamin Alexandrow (2), Alexander Tscherepanow Trainer / Assistent: Arkadi Tschernyschow / Wladimir Jegorow                                                                   |
| Nr. 61 21. Februar 1957   | 8:0 (0:0, 3:0, 5:0) | 0 DDR | H | 0Moskau | 0Freundschaftsspiel | |
| Aufstellung               | Tor: Nikolai Putschkow Verteidigung: Nikolai Sologubow (1), Iwan Tregubow, Genrich Sidorenkow, Pawel Schiburtowitsch, Dmitri Ukolow (1) Sturm: Jewgeni Babitsch, Wladimir Grebennikow (2), Wsewolod Bobrow, Juri Pantjuchow (3), Alexei Guryschew, Nikolai Chlystow (1), Konstantin Loktew, Weniamin Alexandrow, Alexander Tscherepanow Trainer / Assistent: Arkadi Tschernyschow / Wladimir Jegorow                                                                                | Tor: Nikolai Putschkow Verteidigung: Nikolai Sologubow (1), Iwan Tregubow, Genrich Sidorenkow, Pawel Schiburtowitsch, Dmitri Ukolow (1) Sturm: Jewgeni Babitsch, Wladimir Grebennikow (2), Wsewolod Bobrow, Juri Pantjuchow (3), Alexei Guryschew, Nikolai Chlystow (1), Konstantin Loktew, Weniamin Alexandrow, Alexander Tscherepanow Trainer / Assistent: Arkadi Tschernyschow / Wladimir Jegorow                                                                                | Tor: Nikolai Putschkow Verteidigung: Nikolai Sologubow (1), Iwan Tregubow, Genrich Sidorenkow, Pawel Schiburtowitsch, Dmitri Ukolow (1) Sturm: Jewgeni Babitsch, Wladimir Grebennikow (2), Wsewolod Bobrow, Juri Pantjuchow (3), Alexei Guryschew, Nikolai Chlystow (1), Konstantin Loktew, Weniamin Alexandrow, Alexander Tscherepanow Trainer / Assistent: Arkadi Tschernyschow / Wladimir Jegorow                                                                                | Tor: Nikolai Putschkow Verteidigung: Nikolai Sologubow (1), Iwan Tregubow, Genrich Sidorenkow, Pawel Schiburtowitsch, Dmitri Ukolow (1) Sturm: Jewgeni Babitsch, Wladimir Grebennikow (2), Wsewolod Bobrow, Juri Pantjuchow (3), Alexei Guryschew, Nikolai Chlystow (1), Konstantin Loktew, Weniamin Alexandrow, Alexander Tscherepanow Trainer / Assistent: Arkadi Tschernyschow / Wladimir Jegorow                                                                                | Tor: Nikolai Putschkow Verteidigung: Nikolai Sologubow (1), Iwan Tregubow, Genrich Sidorenkow, Pawel Schiburtowitsch, Dmitri Ukolow (1) Sturm: Jewgeni Babitsch, Wladimir Grebennikow (2), Wsewolod Bobrow, Juri Pantjuchow (3), Alexei Guryschew, Nikolai Chlystow (1), Konstantin Loktew, Weniamin Alexandrow, Alexander Tscherepanow Trainer / Assistent: Arkadi Tschernyschow / Wladimir Jegorow                                                                                | Tor: Nikolai Putschkow Verteidigung: Nikolai Sologubow (1), Iwan Tregubow, Genrich Sidorenkow, Pawel Schiburtowitsch, Dmitri Ukolow (1) Sturm: Jewgeni Babitsch, Wladimir Grebennikow (2), Wsewolod Bobrow, Juri Pantjuchow (3), Alexei Guryschew, Nikolai Chlystow (1), Konstantin Loktew, Weniamin Alexandrow, Alexander Tscherepanow Trainer / Assistent: Arkadi Tschernyschow / Wladimir Jegorow                                                                                |
| Nr. 62 24. Februar 1957   | 16:0 (4:0, 6:0, 6:0) | Japan | H | 0Moskau | 0WM 1957 / EM 1957 | |
| Aufstellung               | Tor: Nikolai Putschkow Verteidigung: Nikolai Sologubow (1), Iwan Tregubow, Pawel Schiburtowitsch, Genrich Sidorenkow Sturm: Jewgeni Babitsch (1), Wladimir Grebennikow (1), Wsewolod Bobrow (2), Juri Pantjuchow (2), Alexei Guryschew, Nikolai Chlystow (1), Konstantin Loktew (2), Weniamin Alexandrow (4), Alexander Tscherepanow (2) 0Trainer / Assistent: Arkadi Tschernyschow / Wladimir Jegorow                                                                              | Tor: Nikolai Putschkow Verteidigung: Nikolai Sologubow (1), Iwan Tregubow, Pawel Schiburtowitsch, Genrich Sidorenkow Sturm: Jewgeni Babitsch (1), Wladimir Grebennikow (1), Wsewolod Bobrow (2), Juri Pantjuchow (2), Alexei Guryschew, Nikolai Chlystow (1), Konstantin Loktew (2), Weniamin Alexandrow (4), Alexander Tscherepanow (2) 0Trainer / Assistent: Arkadi Tschernyschow / Wladimir Jegorow                                                                              | Tor: Nikolai Putschkow Verteidigung: Nikolai Sologubow (1), Iwan Tregubow, Pawel Schiburtowitsch, Genrich Sidorenkow Sturm: Jewgeni Babitsch (1), Wladimir Grebennikow (1), Wsewolod Bobrow (2), Juri Pantjuchow (2), Alexei Guryschew, Nikolai Chlystow (1), Konstantin Loktew (2), Weniamin Alexandrow (4), Alexander Tscherepanow (2) 0Trainer / Assistent: Arkadi Tschernyschow / Wladimir Jegorow                                                                              | Tor: Nikolai Putschkow Verteidigung: Nikolai Sologubow (1), Iwan Tregubow, Pawel Schiburtowitsch, Genrich Sidorenkow Sturm: Jewgeni Babitsch (1), Wladimir Grebennikow (1), Wsewolod Bobrow (2), Juri Pantjuchow (2), Alexei Guryschew, Nikolai Chlystow (1), Konstantin Loktew (2), Weniamin Alexandrow (4), Alexander Tscherepanow (2) 0Trainer / Assistent: Arkadi Tschernyschow / Wladimir Jegorow                                                                              | Tor: Nikolai Putschkow Verteidigung: Nikolai Sologubow (1), Iwan Tregubow, Pawel Schiburtowitsch, Genrich Sidorenkow Sturm: Jewgeni Babitsch (1), Wladimir Grebennikow (1), Wsewolod Bobrow (2), Juri Pantjuchow (2), Alexei Guryschew, Nikolai Chlystow (1), Konstantin Loktew (2), Weniamin Alexandrow (4), Alexander Tscherepanow (2) 0Trainer / Assistent: Arkadi Tschernyschow / Wladimir Jegorow                                                                              | Tor: Nikolai Putschkow Verteidigung: Nikolai Sologubow (1), Iwan Tregubow, Pawel Schiburtowitsch, Genrich Sidorenkow Sturm: Jewgeni Babitsch (1), Wladimir Grebennikow (1), Wsewolod Bobrow (2), Juri Pantjuchow (2), Alexei Guryschew, Nikolai Chlystow (1), Konstantin Loktew (2), Weniamin Alexandrow (4), Alexander Tscherepanow (2) 0Trainer / Assistent: Arkadi Tschernyschow / Wladimir Jegorow                                                                              |
| Nr. 63 25. Februar 1957   | 11:1 (4:0, 4:0, 3:1) | 0 Finnland | H | 0Moskau | 0WM 1957 / EM 1957 | |
| Aufstellung               | Tor: Nikolai Putschkow Verteidigung: Nikolai Sologubow, Iwan Tregubow, Pawel Schiburtowitsch, Genrich Sidorenkow Sturm: Jewgeni Babitsch, Alexander Uwarow, Wsewolod Bobrow (4), Juri Pantjuchow, Alexei Guryschew (3), Nikolai Chlystow, Konstantin Loktew (2), Weniamin Alexandrow (1), Alexander Tscherepanow (1) Trainer / Assistent: Arkadi Tschernyschow / Wladimir Jegorow                                                                                                   | Tor: Nikolai Putschkow Verteidigung: Nikolai Sologubow, Iwan Tregubow, Pawel Schiburtowitsch, Genrich Sidorenkow Sturm: Jewgeni Babitsch, Alexander Uwarow, Wsewolod Bobrow (4), Juri Pantjuchow, Alexei Guryschew (3), Nikolai Chlystow, Konstantin Loktew (2), Weniamin Alexandrow (1), Alexander Tscherepanow (1) Trainer / Assistent: Arkadi Tschernyschow / Wladimir Jegorow                                                                                                   | Tor: Nikolai Putschkow Verteidigung: Nikolai Sologubow, Iwan Tregubow, Pawel Schiburtowitsch, Genrich Sidorenkow Sturm: Jewgeni Babitsch, Alexander Uwarow, Wsewolod Bobrow (4), Juri Pantjuchow, Alexei Guryschew (3), Nikolai Chlystow, Konstantin Loktew (2), Weniamin Alexandrow (1), Alexander Tscherepanow (1) Trainer / Assistent: Arkadi Tschernyschow / Wladimir Jegorow                                                                                                   | Tor: Nikolai Putschkow Verteidigung: Nikolai Sologubow, Iwan Tregubow, Pawel Schiburtowitsch, Genrich Sidorenkow Sturm: Jewgeni Babitsch, Alexander Uwarow, Wsewolod Bobrow (4), Juri Pantjuchow, Alexei Guryschew (3), Nikolai Chlystow, Konstantin Loktew (2), Weniamin Alexandrow (1), Alexander Tscherepanow (1) Trainer / Assistent: Arkadi Tschernyschow / Wladimir Jegorow                                                                                                   | Tor: Nikolai Putschkow Verteidigung: Nikolai Sologubow, Iwan Tregubow, Pawel Schiburtowitsch, Genrich Sidorenkow Sturm: Jewgeni Babitsch, Alexander Uwarow, Wsewolod Bobrow (4), Juri Pantjuchow, Alexei Guryschew (3), Nikolai Chlystow, Konstantin Loktew (2), Weniamin Alexandrow (1), Alexander Tscherepanow (1) Trainer / Assistent: Arkadi Tschernyschow / Wladimir Jegorow                                                                                                   | Tor: Nikolai Putschkow Verteidigung: Nikolai Sologubow, Iwan Tregubow, Pawel Schiburtowitsch, Genrich Sidorenkow Sturm: Jewgeni Babitsch, Alexander Uwarow, Wsewolod Bobrow (4), Juri Pantjuchow, Alexei Guryschew (3), Nikolai Chlystow, Konstantin Loktew (2), Weniamin Alexandrow (1), Alexander Tscherepanow (1) Trainer / Assistent: Arkadi Tschernyschow / Wladimir Jegorow                                                                                                   |
| Nr. 64 27. Februar 1957   | 22:1 (9:0, 10:0, 3:1) | 0 Österreich | H | 0Moskau | 0WM 1957 / EM 1957 | |
| Aufstellung               | Tor: Jewgeni Jorkin Verteidigung: Nikolai Sologubow (2), Iwan Tregubow (3), Witali Kostarew, Genrich Sidorenkow Sturm: Jewgeni Babitsch, Wladimir Grebennikow, Wsewolod Bobrow (6), Juri Pantjuchow (4), Alexei Guryschew (1), Nikolai Chlystow (1), Konstantin Loktew (4), Weniamin Alexandrow, Alexander Tscherepanow (1) Trainer / Assistent: Arkadi Tschernyschow / Wladimir Jegorow                                                                                            | Tor: Jewgeni Jorkin Verteidigung: Nikolai Sologubow (2), Iwan Tregubow (3), Witali Kostarew, Genrich Sidorenkow Sturm: Jewgeni Babitsch, Wladimir Grebennikow, Wsewolod Bobrow (6), Juri Pantjuchow (4), Alexei Guryschew (1), Nikolai Chlystow (1), Konstantin Loktew (4), Weniamin Alexandrow, Alexander Tscherepanow (1) Trainer / Assistent: Arkadi Tschernyschow / Wladimir Jegorow                                                                                            | Tor: Jewgeni Jorkin Verteidigung: Nikolai Sologubow (2), Iwan Tregubow (3), Witali Kostarew, Genrich Sidorenkow Sturm: Jewgeni Babitsch, Wladimir Grebennikow, Wsewolod Bobrow (6), Juri Pantjuchow (4), Alexei Guryschew (1), Nikolai Chlystow (1), Konstantin Loktew (4), Weniamin Alexandrow, Alexander Tscherepanow (1) Trainer / Assistent: Arkadi Tschernyschow / Wladimir Jegorow                                                                                            | Tor: Jewgeni Jorkin Verteidigung: Nikolai Sologubow (2), Iwan Tregubow (3), Witali Kostarew, Genrich Sidorenkow Sturm: Jewgeni Babitsch, Wladimir Grebennikow, Wsewolod Bobrow (6), Juri Pantjuchow (4), Alexei Guryschew (1), Nikolai Chlystow (1), Konstantin Loktew (4), Weniamin Alexandrow, Alexander Tscherepanow (1) Trainer / Assistent: Arkadi Tschernyschow / Wladimir Jegorow                                                                                            | Tor: Jewgeni Jorkin Verteidigung: Nikolai Sologubow (2), Iwan Tregubow (3), Witali Kostarew, Genrich Sidorenkow Sturm: Jewgeni Babitsch, Wladimir Grebennikow, Wsewolod Bobrow (6), Juri Pantjuchow (4), Alexei Guryschew (1), Nikolai Chlystow (1), Konstantin Loktew (4), Weniamin Alexandrow, Alexander Tscherepanow (1) Trainer / Assistent: Arkadi Tschernyschow / Wladimir Jegorow                                                                                            | Tor: Jewgeni Jorkin Verteidigung: Nikolai Sologubow (2), Iwan Tregubow (3), Witali Kostarew, Genrich Sidorenkow Sturm: Jewgeni Babitsch, Wladimir Grebennikow, Wsewolod Bobrow (6), Juri Pantjuchow (4), Alexei Guryschew (1), Nikolai Chlystow (1), Konstantin Loktew (4), Weniamin Alexandrow, Alexander Tscherepanow (1) Trainer / Assistent: Arkadi Tschernyschow / Wladimir Jegorow                                                                                            |
| Nr. 65 28. Februar 1957   | 10:1 (1:0, 4:1, 5:0) | 0 Polen | H | 0Moskau | 0WM 1957 / EM 1957 | |
| Aufstellung               | Tor: Nikolai Putschkow Verteidigung: Nikolai Sologubow (3), Iwan Tregubow, Pawel Schiburtowitsch, Genrich Sidorenkow (2) Sturm: Jewgeni Babitsch, Alexander Uwarow, Wsewolod Bobrow (1), Juri Pantjuchow (1), Alexei Guryschew (1), Nikolai Chlystow, Konstantin Loktew (1), Weniamin Alexandrow, Alexander Tscherepanow (1) Trainer / Assistent: Arkadi Tschernyschow / Wladimir Jegorow                                                                                           | Tor: Nikolai Putschkow Verteidigung: Nikolai Sologubow (3), Iwan Tregubow, Pawel Schiburtowitsch, Genrich Sidorenkow (2) Sturm: Jewgeni Babitsch, Alexander Uwarow, Wsewolod Bobrow (1), Juri Pantjuchow (1), Alexei Guryschew (1), Nikolai Chlystow, Konstantin Loktew (1), Weniamin Alexandrow, Alexander Tscherepanow (1) Trainer / Assistent: Arkadi Tschernyschow / Wladimir Jegorow                                                                                           | Tor: Nikolai Putschkow Verteidigung: Nikolai Sologubow (3), Iwan Tregubow, Pawel Schiburtowitsch, Genrich Sidorenkow (2) Sturm: Jewgeni Babitsch, Alexander Uwarow, Wsewolod Bobrow (1), Juri Pantjuchow (1), Alexei Guryschew (1), Nikolai Chlystow, Konstantin Loktew (1), Weniamin Alexandrow, Alexander Tscherepanow (1) Trainer / Assistent: Arkadi Tschernyschow / Wladimir Jegorow                                                                                           | Tor: Nikolai Putschkow Verteidigung: Nikolai Sologubow (3), Iwan Tregubow, Pawel Schiburtowitsch, Genrich Sidorenkow (2) Sturm: Jewgeni Babitsch, Alexander Uwarow, Wsewolod Bobrow (1), Juri Pantjuchow (1), Alexei Guryschew (1), Nikolai Chlystow, Konstantin Loktew (1), Weniamin Alexandrow, Alexander Tscherepanow (1) Trainer / Assistent: Arkadi Tschernyschow / Wladimir Jegorow                                                                                           | Tor: Nikolai Putschkow Verteidigung: Nikolai Sologubow (3), Iwan Tregubow, Pawel Schiburtowitsch, Genrich Sidorenkow (2) Sturm: Jewgeni Babitsch, Alexander Uwarow, Wsewolod Bobrow (1), Juri Pantjuchow (1), Alexei Guryschew (1), Nikolai Chlystow, Konstantin Loktew (1), Weniamin Alexandrow, Alexander Tscherepanow (1) Trainer / Assistent: Arkadi Tschernyschow / Wladimir Jegorow                                                                                           | Tor: Nikolai Putschkow Verteidigung: Nikolai Sologubow (3), Iwan Tregubow, Pawel Schiburtowitsch, Genrich Sidorenkow (2) Sturm: Jewgeni Babitsch, Alexander Uwarow, Wsewolod Bobrow (1), Juri Pantjuchow (1), Alexei Guryschew (1), Nikolai Chlystow, Konstantin Loktew (1), Weniamin Alexandrow, Alexander Tscherepanow (1) Trainer / Assistent: Arkadi Tschernyschow / Wladimir Jegorow                                                                                           |
| Nr. 66 2. März 1957       | 2:2 (0:0, 1:1, 1:1) | 0 Tschechoslowakei | H | 0Moskau | 0WM 1957 / EM 1957 | |
| Aufstellung               | Tor: Nikolai Putschkow Verteidigung: Nikolai Sologubow (1), Iwan Tregubow, Pawel Schiburtowitsch, Genrich Sidorenkow Sturm: Jewgeni Babitsch, Alexander Uwarow, Wsewolod Bobrow, Juri Pantjuchow, Alexei Guryschew (1), Nikolai Chlystow, Konstantin Loktew, Weniamin Alexandrow, Alexander Tscherepanow Trainer / Assistent: Arkadi Tschernyschow / Wladimir Jegorow | Tor: Nikolai Putschkow Verteidigung: Nikolai Sologubow (1), Iwan Tregubow, Pawel Schiburtowitsch, Genrich Sidorenkow Sturm: Jewgeni Babitsch, Alexander Uwarow, Wsewolod Bobrow, Juri Pantjuchow, Alexei Guryschew (1), Nikolai Chlystow, Konstantin Loktew, Weniamin Alexandrow, Alexander Tscherepanow Trainer / Assistent: Arkadi Tschernyschow / Wladimir Jegorow | Tor: Nikolai Putschkow Verteidigung: Nikolai Sologubow (1), Iwan Tregubow, Pawel Schiburtowitsch, Genrich Sidorenkow Sturm: Jewgeni Babitsch, Alexander Uwarow, Wsewolod Bobrow, Juri Pantjuchow, Alexei Guryschew (1), Nikolai Chlystow, Konstantin Loktew, Weniamin Alexandrow, Alexander Tscherepanow Trainer / Assistent: Arkadi Tschernyschow / Wladimir Jegorow | Tor: Nikolai Putschkow Verteidigung: Nikolai Sologubow (1), Iwan Tregubow, Pawel Schiburtowitsch, Genrich Sidorenkow Sturm: Jewgeni Babitsch, Alexander Uwarow, Wsewolod Bobrow, Juri Pantjuchow, Alexei Guryschew (1), Nikolai Chlystow, Konstantin Loktew, Weniamin Alexandrow, Alexander Tscherepanow Trainer / Assistent: Arkadi Tschernyschow / Wladimir Jegorow | Tor: Nikolai Putschkow Verteidigung: Nikolai Sologubow (1), Iwan Tregubow, Pawel Schiburtowitsch, Genrich Sidorenkow Sturm: Jewgeni Babitsch, Alexander Uwarow, Wsewolod Bobrow, Juri Pantjuchow, Alexei Guryschew (1), Nikolai Chlystow, Konstantin Loktew, Weniamin Alexandrow, Alexander Tscherepanow Trainer / Assistent: Arkadi Tschernyschow / Wladimir Jegorow | Tor: Nikolai Putschkow Verteidigung: Nikolai Sologubow (1), Iwan Tregubow, Pawel Schiburtowitsch, Genrich Sidorenkow Sturm: Jewgeni Babitsch, Alexander Uwarow, Wsewolod Bobrow, Juri Pantjuchow, Alexei Guryschew (1), Nikolai Chlystow, Konstantin Loktew, Weniamin Alexandrow, Alexander Tscherepanow Trainer / Assistent: Arkadi Tschernyschow / Wladimir Jegorow |
| Nr. 67 4. März 1957       | 12:0 (1:0, 5:0, 6:0) | 0 DDR | H | 0Moskau | 0WM 1957 / EM 1957 | |
| Aufstellung               | Tor: Jewgeni Jorkin Verteidigung: Nikolai Sologubow (1), Iwan Tregubow, Pawel Schiburtowitsch, Genrich Sidorenkow Sturm: Jewgeni Babitsch, Wladimir Grebennikow (3), Witali Kostarew (1), Alexander Uwarow, Alexei Guryschew (2), Nikolai Chlystow, Konstantin Loktew (2), Weniamin Alexandrow (2), Alexander Tscherepanow (1) Trainer / Assistent: Arkadi Tschernyschow / Wladimir Jegorow                                                                                         | Tor: Jewgeni Jorkin Verteidigung: Nikolai Sologubow (1), Iwan Tregubow, Pawel Schiburtowitsch, Genrich Sidorenkow Sturm: Jewgeni Babitsch, Wladimir Grebennikow (3), Witali Kostarew (1), Alexander Uwarow, Alexei Guryschew (2), Nikolai Chlystow, Konstantin Loktew (2), Weniamin Alexandrow (2), Alexander Tscherepanow (1) Trainer / Assistent: Arkadi Tschernyschow / Wladimir Jegorow                                                                                         | Tor: Jewgeni Jorkin Verteidigung: Nikolai Sologubow (1), Iwan Tregubow, Pawel Schiburtowitsch, Genrich Sidorenkow Sturm: Jewgeni Babitsch, Wladimir Grebennikow (3), Witali Kostarew (1), Alexander Uwarow, Alexei Guryschew (2), Nikolai Chlystow, Konstantin Loktew (2), Weniamin Alexandrow (2), Alexander Tscherepanow (1) Trainer / Assistent: Arkadi Tschernyschow / Wladimir Jegorow                                                                                         | Tor: Jewgeni Jorkin Verteidigung: Nikolai Sologubow (1), Iwan Tregubow, Pawel Schiburtowitsch, Genrich Sidorenkow Sturm: Jewgeni Babitsch, Wladimir Grebennikow (3), Witali Kostarew (1), Alexander Uwarow, Alexei Guryschew (2), Nikolai Chlystow, Konstantin Loktew (2), Weniamin Alexandrow (2), Alexander Tscherepanow (1) Trainer / Assistent: Arkadi Tschernyschow / Wladimir Jegorow                                                                                         | Tor: Jewgeni Jorkin Verteidigung: Nikolai Sologubow (1), Iwan Tregubow, Pawel Schiburtowitsch, Genrich Sidorenkow Sturm: Jewgeni Babitsch, Wladimir Grebennikow (3), Witali Kostarew (1), Alexander Uwarow, Alexei Guryschew (2), Nikolai Chlystow, Konstantin Loktew (2), Weniamin Alexandrow (2), Alexander Tscherepanow (1) Trainer / Assistent: Arkadi Tschernyschow / Wladimir Jegorow                                                                                         | Tor: Jewgeni Jorkin Verteidigung: Nikolai Sologubow (1), Iwan Tregubow, Pawel Schiburtowitsch, Genrich Sidorenkow Sturm: Jewgeni Babitsch, Wladimir Grebennikow (3), Witali Kostarew (1), Alexander Uwarow, Alexei Guryschew (2), Nikolai Chlystow, Konstantin Loktew (2), Weniamin Alexandrow (2), Alexander Tscherepanow (1) Trainer / Assistent: Arkadi Tschernyschow / Wladimir Jegorow                                                                                         |
| Nr. 68 5. März 1957       | 4:4 (0:2, 4:0, 0:2) | 0 Schweden | H | 0Moskau | 0WM 1957 / EM 1957 | 0WM-Zweiter 0EM-Zweiter |
| Aufstellung               | Tor: Nikolai Putschkow Verteidigung: Nikolai Sologubow (1), Iwan Tregubow (1), Pawel Schiburtowitsch, Genrich Sidorenkow Sturm: Alexander Uwarow, Wladimir Grebennikow, Witali Kostarew, Juri Pantjuchow, Alexei Guryschew, Nikolai Chlystow (1), Konstantin Loktew, Weniamin Alexandrow (1), Alexander Tscherepanow Trainer / Assistent: Arkadi Tschernyschow / Wladimir Jegorow                                                                                                   | Tor: Nikolai Putschkow Verteidigung: Nikolai Sologubow (1), Iwan Tregubow (1), Pawel Schiburtowitsch, Genrich Sidorenkow Sturm: Alexander Uwarow, Wladimir Grebennikow, Witali Kostarew, Juri Pantjuchow, Alexei Guryschew, Nikolai Chlystow (1), Konstantin Loktew, Weniamin Alexandrow (1), Alexander Tscherepanow Trainer / Assistent: Arkadi Tschernyschow / Wladimir Jegorow                                                                                                   | Tor: Nikolai Putschkow Verteidigung: Nikolai Sologubow (1), Iwan Tregubow (1), Pawel Schiburtowitsch, Genrich Sidorenkow Sturm: Alexander Uwarow, Wladimir Grebennikow, Witali Kostarew, Juri Pantjuchow, Alexei Guryschew, Nikolai Chlystow (1), Konstantin Loktew, Weniamin Alexandrow (1), Alexander Tscherepanow Trainer / Assistent: Arkadi Tschernyschow / Wladimir Jegorow                                                                                                   | Tor: Nikolai Putschkow Verteidigung: Nikolai Sologubow (1), Iwan Tregubow (1), Pawel Schiburtowitsch, Genrich Sidorenkow Sturm: Alexander Uwarow, Wladimir Grebennikow, Witali Kostarew, Juri Pantjuchow, Alexei Guryschew, Nikolai Chlystow (1), Konstantin Loktew, Weniamin Alexandrow (1), Alexander Tscherepanow Trainer / Assistent: Arkadi Tschernyschow / Wladimir Jegorow                                                                                                   | Tor: Nikolai Putschkow Verteidigung: Nikolai Sologubow (1), Iwan Tregubow (1), Pawel Schiburtowitsch, Genrich Sidorenkow Sturm: Alexander Uwarow, Wladimir Grebennikow, Witali Kostarew, Juri Pantjuchow, Alexei Guryschew, Nikolai Chlystow (1), Konstantin Loktew, Weniamin Alexandrow (1), Alexander Tscherepanow Trainer / Assistent: Arkadi Tschernyschow / Wladimir Jegorow                                                                                                   | Tor: Nikolai Putschkow Verteidigung: Nikolai Sologubow (1), Iwan Tregubow (1), Pawel Schiburtowitsch, Genrich Sidorenkow Sturm: Alexander Uwarow, Wladimir Grebennikow, Witali Kostarew, Juri Pantjuchow, Alexei Guryschew, Nikolai Chlystow (1), Konstantin Loktew, Weniamin Alexandrow (1), Alexander Tscherepanow Trainer / Assistent: Arkadi Tschernyschow / Wladimir Jegorow                                                                                                   |
| Nr. 69 22. November 1957  | 2:7 (2:5, 0:0, 0:2) | 0 Kanada | A | 0Toronto, CAN | 0Freundschaftsspiel | |
| Aufstellung               | Tor: Nikolai Putschkow Verteidigung: Nikolai Sologubow, Iwan Tregubow, Genrich Sidorenkow, Dmitri Ukolow Sturm: Nikolai Chlystow, Alexei Guryschew, Juri Pantjuchow (1), Konstantin Loktew, Weniamin Alexandrow (1), Alexander Tscherepanow, Wladimir Jelisarow, Juri Kopylow, Walentin Bystrow, Olkow Trainer / Assistent: Arkadi Tschernyschow / Wladimir Jegorow | Tor: Nikolai Putschkow Verteidigung: Nikolai Sologubow, Iwan Tregubow, Genrich Sidorenkow, Dmitri Ukolow Sturm: Nikolai Chlystow, Alexei Guryschew, Juri Pantjuchow (1), Konstantin Loktew, Weniamin Alexandrow (1), Alexander Tscherepanow, Wladimir Jelisarow, Juri Kopylow, Walentin Bystrow, Olkow Trainer / Assistent: Arkadi Tschernyschow / Wladimir Jegorow | Tor: Nikolai Putschkow Verteidigung: Nikolai Sologubow, Iwan Tregubow, Genrich Sidorenkow, Dmitri Ukolow Sturm: Nikolai Chlystow, Alexei Guryschew, Juri Pantjuchow (1), Konstantin Loktew, Weniamin Alexandrow (1), Alexander Tscherepanow, Wladimir Jelisarow, Juri Kopylow, Walentin Bystrow, Olkow Trainer / Assistent: Arkadi Tschernyschow / Wladimir Jegorow | Tor: Nikolai Putschkow Verteidigung: Nikolai Sologubow, Iwan Tregubow, Genrich Sidorenkow, Dmitri Ukolow Sturm: Nikolai Chlystow, Alexei Guryschew, Juri Pantjuchow (1), Konstantin Loktew, Weniamin Alexandrow (1), Alexander Tscherepanow, Wladimir Jelisarow, Juri Kopylow, Walentin Bystrow, Olkow Trainer / Assistent: Arkadi Tschernyschow / Wladimir Jegorow | Tor: Nikolai Putschkow Verteidigung: Nikolai Sologubow, Iwan Tregubow, Genrich Sidorenkow, Dmitri Ukolow Sturm: Nikolai Chlystow, Alexei Guryschew, Juri Pantjuchow (1), Konstantin Loktew, Weniamin Alexandrow (1), Alexander Tscherepanow, Wladimir Jelisarow, Juri Kopylow, Walentin Bystrow, Olkow Trainer / Assistent: Arkadi Tschernyschow / Wladimir Jegorow | Tor: Nikolai Putschkow Verteidigung: Nikolai Sologubow, Iwan Tregubow, Genrich Sidorenkow, Dmitri Ukolow Sturm: Nikolai Chlystow, Alexei Guryschew, Juri Pantjuchow (1), Konstantin Loktew, Weniamin Alexandrow (1), Alexander Tscherepanow, Wladimir Jelisarow, Juri Kopylow, Walentin Bystrow, Olkow Trainer / Assistent: Arkadi Tschernyschow / Wladimir Jegorow |
| Nr. 70 10. Dezember 1957  | 7:3 (2:1, 4:2, 1:0) | 0 Schweden | A | 0Stockholm, SWE | 0Freundschaftsspiel | |
| Aufstellung               | Tor: Jewgeni Jorkin Verteidigung: Nikolai Sologubow, Iwan Tregubow, Dmitri Ukolow, Genrich Sidorenkow Sturm: Juri Pantjuchow (1), Alexei Guryschew (1), Walentin Bystrow (1), Konstantin Loktew (1), Weniamin Alexandrow, Alexander Tscherepanow (2), Wladimir Jelisarow (1), Juri Kopylow, Olkow Trainer / Assistent: Arkadi Tschernyschow / Wladimir Jegorow | Tor: Jewgeni Jorkin Verteidigung: Nikolai Sologubow, Iwan Tregubow, Dmitri Ukolow, Genrich Sidorenkow Sturm: Juri Pantjuchow (1), Alexei Guryschew (1), Walentin Bystrow (1), Konstantin Loktew (1), Weniamin Alexandrow, Alexander Tscherepanow (2), Wladimir Jelisarow (1), Juri Kopylow, Olkow Trainer / Assistent: Arkadi Tschernyschow / Wladimir Jegorow | Tor: Jewgeni Jorkin Verteidigung: Nikolai Sologubow, Iwan Tregubow, Dmitri Ukolow, Genrich Sidorenkow Sturm: Juri Pantjuchow (1), Alexei Guryschew (1), Walentin Bystrow (1), Konstantin Loktew (1), Weniamin Alexandrow, Alexander Tscherepanow (2), Wladimir Jelisarow (1), Juri Kopylow, Olkow Trainer / Assistent: Arkadi Tschernyschow / Wladimir Jegorow | Tor: Jewgeni Jorkin Verteidigung: Nikolai Sologubow, Iwan Tregubow, Dmitri Ukolow, Genrich Sidorenkow Sturm: Juri Pantjuchow (1), Alexei Guryschew (1), Walentin Bystrow (1), Konstantin Loktew (1), Weniamin Alexandrow, Alexander Tscherepanow (2), Wladimir Jelisarow (1), Juri Kopylow, Olkow Trainer / Assistent: Arkadi Tschernyschow / Wladimir Jegorow | Tor: Jewgeni Jorkin Verteidigung: Nikolai Sologubow, Iwan Tregubow, Dmitri Ukolow, Genrich Sidorenkow Sturm: Juri Pantjuchow (1), Alexei Guryschew (1), Walentin Bystrow (1), Konstantin Loktew (1), Weniamin Alexandrow, Alexander Tscherepanow (2), Wladimir Jelisarow (1), Juri Kopylow, Olkow Trainer / Assistent: Arkadi Tschernyschow / Wladimir Jegorow | Tor: Jewgeni Jorkin Verteidigung: Nikolai Sologubow, Iwan Tregubow, Dmitri Ukolow, Genrich Sidorenkow Sturm: Juri Pantjuchow (1), Alexei Guryschew (1), Walentin Bystrow (1), Konstantin Loktew (1), Weniamin Alexandrow, Alexander Tscherepanow (2), Wladimir Jelisarow (1), Juri Kopylow, Olkow Trainer / Assistent: Arkadi Tschernyschow / Wladimir Jegorow |
| Nr. 71 12. Dezember 1957  | 2:1 (0:0, 2:0, 0:1) | 0 Schweden | A | 0Stockholm, SWE | 0Freundschaftsspiel | |
| Aufstellung               | Tor: Jewgeni Jorkin Verteidigung: Nikolai Sologubow, Iwan Tregubow, Dmitri Ukolow, Genrich Sidorenkow (1) Sturm: Juri Pantjuchow, Alexei Guryschew, Nikolai Chlystow (1), Konstantin Loktew, Weniamin Alexandrow, Alexander Tscherepanow, Walentin Bystrow, Juri Kopylow, Wladimir Jelisarow Trainer / Assistent: Arkadi Tschernyschow / Wladimir Jegorow | Tor: Jewgeni Jorkin Verteidigung: Nikolai Sologubow, Iwan Tregubow, Dmitri Ukolow, Genrich Sidorenkow (1) Sturm: Juri Pantjuchow, Alexei Guryschew, Nikolai Chlystow (1), Konstantin Loktew, Weniamin Alexandrow, Alexander Tscherepanow, Walentin Bystrow, Juri Kopylow, Wladimir Jelisarow Trainer / Assistent: Arkadi Tschernyschow / Wladimir Jegorow | Tor: Jewgeni Jorkin Verteidigung: Nikolai Sologubow, Iwan Tregubow, Dmitri Ukolow, Genrich Sidorenkow (1) Sturm: Juri Pantjuchow, Alexei Guryschew, Nikolai Chlystow (1), Konstantin Loktew, Weniamin Alexandrow, Alexander Tscherepanow, Walentin Bystrow, Juri Kopylow, Wladimir Jelisarow Trainer / Assistent: Arkadi Tschernyschow / Wladimir Jegorow | Tor: Jewgeni Jorkin Verteidigung: Nikolai Sologubow, Iwan Tregubow, Dmitri Ukolow, Genrich Sidorenkow (1) Sturm: Juri Pantjuchow, Alexei Guryschew, Nikolai Chlystow (1), Konstantin Loktew, Weniamin Alexandrow, Alexander Tscherepanow, Walentin Bystrow, Juri Kopylow, Wladimir Jelisarow Trainer / Assistent: Arkadi Tschernyschow / Wladimir Jegorow | Tor: Jewgeni Jorkin Verteidigung: Nikolai Sologubow, Iwan Tregubow, Dmitri Ukolow, Genrich Sidorenkow (1) Sturm: Juri Pantjuchow, Alexei Guryschew, Nikolai Chlystow (1), Konstantin Loktew, Weniamin Alexandrow, Alexander Tscherepanow, Walentin Bystrow, Juri Kopylow, Wladimir Jelisarow Trainer / Assistent: Arkadi Tschernyschow / Wladimir Jegorow | Tor: Jewgeni Jorkin Verteidigung: Nikolai Sologubow, Iwan Tregubow, Dmitri Ukolow, Genrich Sidorenkow (1) Sturm: Juri Pantjuchow, Alexei Guryschew, Nikolai Chlystow (1), Konstantin Loktew, Weniamin Alexandrow, Alexander Tscherepanow, Walentin Bystrow, Juri Kopylow, Wladimir Jelisarow Trainer / Assistent: Arkadi Tschernyschow / Wladimir Jegorow |
| Nr. 72 18. Dezember 1957  | 9:0 (3:0, 5:0, 1:0) | 0 BR Deutschland | H | 0Moskau | 0Freundschaftsspiel | |
| Aufstellung               | Tor: Jewgeni Jorkin Verteidigung: Nikolai Sologubow, Iwan Tregubow, Dmitri Ukolow (1), Genrich Sidorenkow (1) Sturm: Juri Pantjuchow, Alexei Guryschew, Nikolai Chlystow, Konstantin Loktew (3), Weniamin Alexandrow (2), Alexander Tscherepanow (1), Walentin Bystrow, Juri Kopylow, Wladimir Jelisarow (1) Trainer / Assistent: Anatoli Tarassow / Wladimir Jegorow | Tor: Jewgeni Jorkin Verteidigung: Nikolai Sologubow, Iwan Tregubow, Dmitri Ukolow (1), Genrich Sidorenkow (1) Sturm: Juri Pantjuchow, Alexei Guryschew, Nikolai Chlystow, Konstantin Loktew (3), Weniamin Alexandrow (2), Alexander Tscherepanow (1), Walentin Bystrow, Juri Kopylow, Wladimir Jelisarow (1) Trainer / Assistent: Anatoli Tarassow / Wladimir Jegorow | Tor: Jewgeni Jorkin Verteidigung: Nikolai Sologubow, Iwan Tregubow, Dmitri Ukolow (1), Genrich Sidorenkow (1) Sturm: Juri Pantjuchow, Alexei Guryschew, Nikolai Chlystow, Konstantin Loktew (3), Weniamin Alexandrow (2), Alexander Tscherepanow (1), Walentin Bystrow, Juri Kopylow, Wladimir Jelisarow (1) Trainer / Assistent: Anatoli Tarassow / Wladimir Jegorow | Tor: Jewgeni Jorkin Verteidigung: Nikolai Sologubow, Iwan Tregubow, Dmitri Ukolow (1), Genrich Sidorenkow (1) Sturm: Juri Pantjuchow, Alexei Guryschew, Nikolai Chlystow, Konstantin Loktew (3), Weniamin Alexandrow (2), Alexander Tscherepanow (1), Walentin Bystrow, Juri Kopylow, Wladimir Jelisarow (1) Trainer / Assistent: Anatoli Tarassow / Wladimir Jegorow | Tor: Jewgeni Jorkin Verteidigung: Nikolai Sologubow, Iwan Tregubow, Dmitri Ukolow (1), Genrich Sidorenkow (1) Sturm: Juri Pantjuchow, Alexei Guryschew, Nikolai Chlystow, Konstantin Loktew (3), Weniamin Alexandrow (2), Alexander Tscherepanow (1), Walentin Bystrow, Juri Kopylow, Wladimir Jelisarow (1) Trainer / Assistent: Anatoli Tarassow / Wladimir Jegorow | Tor: Jewgeni Jorkin Verteidigung: Nikolai Sologubow, Iwan Tregubow, Dmitri Ukolow (1), Genrich Sidorenkow (1) Sturm: Juri Pantjuchow, Alexei Guryschew, Nikolai Chlystow, Konstantin Loktew (3), Weniamin Alexandrow (2), Alexander Tscherepanow (1), Walentin Bystrow, Juri Kopylow, Wladimir Jelisarow (1) Trainer / Assistent: Anatoli Tarassow / Wladimir Jegorow |
| Nr. 73 18. Januar 1958    | 11:1 (2:0, 5:1, 4:0) | 0 Polen | H | 0Moskau | 0Freundschaftsspiel | |
| Aufstellung               | Tor: Jewgeni Jorkin Verteidigung: Juri Baulin, Iwan Tregubow, Dmitri Ukolow, Genrich Sidorenkow Sturm: Juri Pantjuchow (1), Alexei Guryschew (1), Nikolai Chlystow, Konstantin Loktew (2), Weniamin Alexandrow (1), Alexander Tscherepanow (3), Juri Krylow (1), Juri Kopylow (2), Wladimir Jelisarow Trainer / Assistent: Anatoli Tarassow / Wladimir Jegorow | Tor: Jewgeni Jorkin Verteidigung: Juri Baulin, Iwan Tregubow, Dmitri Ukolow, Genrich Sidorenkow Sturm: Juri Pantjuchow (1), Alexei Guryschew (1), Nikolai Chlystow, Konstantin Loktew (2), Weniamin Alexandrow (1), Alexander Tscherepanow (3), Juri Krylow (1), Juri Kopylow (2), Wladimir Jelisarow Trainer / Assistent: Anatoli Tarassow / Wladimir Jegorow | Tor: Jewgeni Jorkin Verteidigung: Juri Baulin, Iwan Tregubow, Dmitri Ukolow, Genrich Sidorenkow Sturm: Juri Pantjuchow (1), Alexei Guryschew (1), Nikolai Chlystow, Konstantin Loktew (2), Weniamin Alexandrow (1), Alexander Tscherepanow (3), Juri Krylow (1), Juri Kopylow (2), Wladimir Jelisarow Trainer / Assistent: Anatoli Tarassow / Wladimir Jegorow | Tor: Jewgeni Jorkin Verteidigung: Juri Baulin, Iwan Tregubow, Dmitri Ukolow, Genrich Sidorenkow Sturm: Juri Pantjuchow (1), Alexei Guryschew (1), Nikolai Chlystow, Konstantin Loktew (2), Weniamin Alexandrow (1), Alexander Tscherepanow (3), Juri Krylow (1), Juri Kopylow (2), Wladimir Jelisarow Trainer / Assistent: Anatoli Tarassow / Wladimir Jegorow | Tor: Jewgeni Jorkin Verteidigung: Juri Baulin, Iwan Tregubow, Dmitri Ukolow, Genrich Sidorenkow Sturm: Juri Pantjuchow (1), Alexei Guryschew (1), Nikolai Chlystow, Konstantin Loktew (2), Weniamin Alexandrow (1), Alexander Tscherepanow (3), Juri Krylow (1), Juri Kopylow (2), Wladimir Jelisarow Trainer / Assistent: Anatoli Tarassow / Wladimir Jegorow | Tor: Jewgeni Jorkin Verteidigung: Juri Baulin, Iwan Tregubow, Dmitri Ukolow, Genrich Sidorenkow Sturm: Juri Pantjuchow (1), Alexei Guryschew (1), Nikolai Chlystow, Konstantin Loktew (2), Weniamin Alexandrow (1), Alexander Tscherepanow (3), Juri Krylow (1), Juri Kopylow (2), Wladimir Jelisarow Trainer / Assistent: Anatoli Tarassow / Wladimir Jegorow |
| Nr. 74 20. Januar 1958    | 6:1 (1:1, 3:0, 2:0) | 0 Polen | H | 0Moskau | 0Freundschaftsspiel | |
| Aufstellung               | Tor: Grigori Mkrtytschan Verteidigung: Nikolai Sologubow, Iwan Tregubow, Dmitri Ukolow, Alfred Kutschewski, Juri Baulin, Genrich Sidorenkow Sturm: Juri Pantjuchow (2), Alexei Guryschew, Nikolai Chlystow, Walentin Bystrow, Weniamin Alexandrow, Olkow, Juri Krylow (1), Juri Kopylow (1), Wladimir Jelisarow (2) Trainer / Assistent: Anatoli Tarassow / Wladimir Jegorow | Tor: Grigori Mkrtytschan Verteidigung: Nikolai Sologubow, Iwan Tregubow, Dmitri Ukolow, Alfred Kutschewski, Juri Baulin, Genrich Sidorenkow Sturm: Juri Pantjuchow (2), Alexei Guryschew, Nikolai Chlystow, Walentin Bystrow, Weniamin Alexandrow, Olkow, Juri Krylow (1), Juri Kopylow (1), Wladimir Jelisarow (2) Trainer / Assistent: Anatoli Tarassow / Wladimir Jegorow | Tor: Grigori Mkrtytschan Verteidigung: Nikolai Sologubow, Iwan Tregubow, Dmitri Ukolow, Alfred Kutschewski, Juri Baulin, Genrich Sidorenkow Sturm: Juri Pantjuchow (2), Alexei Guryschew, Nikolai Chlystow, Walentin Bystrow, Weniamin Alexandrow, Olkow, Juri Krylow (1), Juri Kopylow (1), Wladimir Jelisarow (2) Trainer / Assistent: Anatoli Tarassow / Wladimir Jegorow | Tor: Grigori Mkrtytschan Verteidigung: Nikolai Sologubow, Iwan Tregubow, Dmitri Ukolow, Alfred Kutschewski, Juri Baulin, Genrich Sidorenkow Sturm: Juri Pantjuchow (2), Alexei Guryschew, Nikolai Chlystow, Walentin Bystrow, Weniamin Alexandrow, Olkow, Juri Krylow (1), Juri Kopylow (1), Wladimir Jelisarow (2) Trainer / Assistent: Anatoli Tarassow / Wladimir Jegorow | Tor: Grigori Mkrtytschan Verteidigung: Nikolai Sologubow, Iwan Tregubow, Dmitri Ukolow, Alfred Kutschewski, Juri Baulin, Genrich Sidorenkow Sturm: Juri Pantjuchow (2), Alexei Guryschew, Nikolai Chlystow, Walentin Bystrow, Weniamin Alexandrow, Olkow, Juri Krylow (1), Juri Kopylow (1), Wladimir Jelisarow (2) Trainer / Assistent: Anatoli Tarassow / Wladimir Jegorow | Tor: Grigori Mkrtytschan Verteidigung: Nikolai Sologubow, Iwan Tregubow, Dmitri Ukolow, Alfred Kutschewski, Juri Baulin, Genrich Sidorenkow Sturm: Juri Pantjuchow (2), Alexei Guryschew, Nikolai Chlystow, Walentin Bystrow, Weniamin Alexandrow, Olkow, Juri Krylow (1), Juri Kopylow (1), Wladimir Jelisarow (2) Trainer / Assistent: Anatoli Tarassow / Wladimir Jegorow |
| Nr. 75 26. Januar 1958    | 6:3 (3:2, 2:0, 1:1) | 0 Tschechoslowakei | A | 0Brünn, TCH | 0Freundschaftsspiel | |
| Aufstellung               | Tor: Jewgeni Jorkin, Grigori Mkrtytschan (41. Min.) Verteidigung: Nikolai Sologubow, Iwan Tregubow, Dmitri Ukolow, Genrich Sidorenkow (2) Sturm: Juri Pantjuchow, Alexei Guryschew (1), Nikolai Chlystow (1), Konstantin Loktew, Weniamin Alexandrow (1), Alexander Tscherepanow, Juri Krylow (1), Juri Kopylow, Wladimir Jelisarow Trainer / Assistent: Anatoli Tarassow / Wladimir Jegorow                                                                                        | Tor: Jewgeni Jorkin, Grigori Mkrtytschan (41. Min.) Verteidigung: Nikolai Sologubow, Iwan Tregubow, Dmitri Ukolow, Genrich Sidorenkow (2) Sturm: Juri Pantjuchow, Alexei Guryschew (1), Nikolai Chlystow (1), Konstantin Loktew, Weniamin Alexandrow (1), Alexander Tscherepanow, Juri Krylow (1), Juri Kopylow, Wladimir Jelisarow Trainer / Assistent: Anatoli Tarassow / Wladimir Jegorow                                                                                        | Tor: Jewgeni Jorkin, Grigori Mkrtytschan (41. Min.) Verteidigung: Nikolai Sologubow, Iwan Tregubow, Dmitri Ukolow, Genrich Sidorenkow (2) Sturm: Juri Pantjuchow, Alexei Guryschew (1), Nikolai Chlystow (1), Konstantin Loktew, Weniamin Alexandrow (1), Alexander Tscherepanow, Juri Krylow (1), Juri Kopylow, Wladimir Jelisarow Trainer / Assistent: Anatoli Tarassow / Wladimir Jegorow                                                                                        | Tor: Jewgeni Jorkin, Grigori Mkrtytschan (41. Min.) Verteidigung: Nikolai Sologubow, Iwan Tregubow, Dmitri Ukolow, Genrich Sidorenkow (2) Sturm: Juri Pantjuchow, Alexei Guryschew (1), Nikolai Chlystow (1), Konstantin Loktew, Weniamin Alexandrow (1), Alexander Tscherepanow, Juri Krylow (1), Juri Kopylow, Wladimir Jelisarow Trainer / Assistent: Anatoli Tarassow / Wladimir Jegorow                                                                                        | Tor: Jewgeni Jorkin, Grigori Mkrtytschan (41. Min.) Verteidigung: Nikolai Sologubow, Iwan Tregubow, Dmitri Ukolow, Genrich Sidorenkow (2) Sturm: Juri Pantjuchow, Alexei Guryschew (1), Nikolai Chlystow (1), Konstantin Loktew, Weniamin Alexandrow (1), Alexander Tscherepanow, Juri Krylow (1), Juri Kopylow, Wladimir Jelisarow Trainer / Assistent: Anatoli Tarassow / Wladimir Jegorow                                                                                        | Tor: Jewgeni Jorkin, Grigori Mkrtytschan (41. Min.) Verteidigung: Nikolai Sologubow, Iwan Tregubow, Dmitri Ukolow, Genrich Sidorenkow (2) Sturm: Juri Pantjuchow, Alexei Guryschew (1), Nikolai Chlystow (1), Konstantin Loktew, Weniamin Alexandrow (1), Alexander Tscherepanow, Juri Krylow (1), Juri Kopylow, Wladimir Jelisarow Trainer / Assistent: Anatoli Tarassow / Wladimir Jegorow                                                                                        |
| Nr. 76 1. Februar 1958    | 5:2 (2:1, 3:1, 0:0) | 0 BR Deutschland | A | 0Garmisch-Partenkirchen, BRD | 0Freundschaftsspiel | |
| Aufstellung               | Tor: Jewgeni Jorkin Verteidigung: Nikolai Sologubow, Iwan Tregubow, Dmitri Ukolow, Genrich Sidorenkow (1) Sturm: Juri Pantjuchow, Alexei Guryschew, Nikolai Chlystow, Konstantin Loktew, Weniamin Alexandrow, Alexander Tscherepanow (2), Juri Krylow, Juri Kopylow (2), Wladimir Jelisarow Trainer / Assistent: Anatoli Tarassow / Wladimir Jegorow | Tor: Jewgeni Jorkin Verteidigung: Nikolai Sologubow, Iwan Tregubow, Dmitri Ukolow, Genrich Sidorenkow (1) Sturm: Juri Pantjuchow, Alexei Guryschew, Nikolai Chlystow, Konstantin Loktew, Weniamin Alexandrow, Alexander Tscherepanow (2), Juri Krylow, Juri Kopylow (2), Wladimir Jelisarow Trainer / Assistent: Anatoli Tarassow / Wladimir Jegorow | Tor: Jewgeni Jorkin Verteidigung: Nikolai Sologubow, Iwan Tregubow, Dmitri Ukolow, Genrich Sidorenkow (1) Sturm: Juri Pantjuchow, Alexei Guryschew, Nikolai Chlystow, Konstantin Loktew, Weniamin Alexandrow, Alexander Tscherepanow (2), Juri Krylow, Juri Kopylow (2), Wladimir Jelisarow Trainer / Assistent: Anatoli Tarassow / Wladimir Jegorow | Tor: Jewgeni Jorkin Verteidigung: Nikolai Sologubow, Iwan Tregubow, Dmitri Ukolow, Genrich Sidorenkow (1) Sturm: Juri Pantjuchow, Alexei Guryschew, Nikolai Chlystow, Konstantin Loktew, Weniamin Alexandrow, Alexander Tscherepanow (2), Juri Krylow, Juri Kopylow (2), Wladimir Jelisarow Trainer / Assistent: Anatoli Tarassow / Wladimir Jegorow | Tor: Jewgeni Jorkin Verteidigung: Nikolai Sologubow, Iwan Tregubow, Dmitri Ukolow, Genrich Sidorenkow (1) Sturm: Juri Pantjuchow, Alexei Guryschew, Nikolai Chlystow, Konstantin Loktew, Weniamin Alexandrow, Alexander Tscherepanow (2), Juri Krylow, Juri Kopylow (2), Wladimir Jelisarow Trainer / Assistent: Anatoli Tarassow / Wladimir Jegorow | Tor: Jewgeni Jorkin Verteidigung: Nikolai Sologubow, Iwan Tregubow, Dmitri Ukolow, Genrich Sidorenkow (1) Sturm: Juri Pantjuchow, Alexei Guryschew, Nikolai Chlystow, Konstantin Loktew, Weniamin Alexandrow, Alexander Tscherepanow (2), Juri Krylow, Juri Kopylow (2), Wladimir Jelisarow Trainer / Assistent: Anatoli Tarassow / Wladimir Jegorow |
| Nr. 77 2. Februar 1958    | 8:4 (3:1, 1:1, 4:2) | 0 BR Deutschland | A | 0München, BRD | 0Freundschaftsspiel | Eines der acht Tore war ein Eigentor. |
| Aufstellung               | Tor: Jewgeni Jorkin Verteidigung: Nikolai Sologubow (1), Iwan Tregubow, Dmitri Ukolow, Genrich Sidorenkow Sturm: Juri Pantjuchow, Alexei Guryschew, Nikolai Chlystow, Konstantin Loktew, Weniamin Alexandrow (3), Alexander Tscherepanow, Juri Krylow (2), Juri Kopylow, Wladimir Jelisarow (1) Trainer / Assistent: Anatoli Tarassow / Wladimir Jegorow | Tor: Jewgeni Jorkin Verteidigung: Nikolai Sologubow (1), Iwan Tregubow, Dmitri Ukolow, Genrich Sidorenkow Sturm: Juri Pantjuchow, Alexei Guryschew, Nikolai Chlystow, Konstantin Loktew, Weniamin Alexandrow (3), Alexander Tscherepanow, Juri Krylow (2), Juri Kopylow, Wladimir Jelisarow (1) Trainer / Assistent: Anatoli Tarassow / Wladimir Jegorow | Tor: Jewgeni Jorkin Verteidigung: Nikolai Sologubow (1), Iwan Tregubow, Dmitri Ukolow, Genrich Sidorenkow Sturm: Juri Pantjuchow, Alexei Guryschew, Nikolai Chlystow, Konstantin Loktew, Weniamin Alexandrow (3), Alexander Tscherepanow, Juri Krylow (2), Juri Kopylow, Wladimir Jelisarow (1) Trainer / Assistent: Anatoli Tarassow / Wladimir Jegorow | Tor: Jewgeni Jorkin Verteidigung: Nikolai Sologubow (1), Iwan Tregubow, Dmitri Ukolow, Genrich Sidorenkow Sturm: Juri Pantjuchow, Alexei Guryschew, Nikolai Chlystow, Konstantin Loktew, Weniamin Alexandrow (3), Alexander Tscherepanow, Juri Krylow (2), Juri Kopylow, Wladimir Jelisarow (1) Trainer / Assistent: Anatoli Tarassow / Wladimir Jegorow | Tor: Jewgeni Jorkin Verteidigung: Nikolai Sologubow (1), Iwan Tregubow, Dmitri Ukolow, Genrich Sidorenkow Sturm: Juri Pantjuchow, Alexei Guryschew, Nikolai Chlystow, Konstantin Loktew, Weniamin Alexandrow (3), Alexander Tscherepanow, Juri Krylow (2), Juri Kopylow, Wladimir Jelisarow (1) Trainer / Assistent: Anatoli Tarassow / Wladimir Jegorow | Tor: Jewgeni Jorkin Verteidigung: Nikolai Sologubow (1), Iwan Tregubow, Dmitri Ukolow, Genrich Sidorenkow Sturm: Juri Pantjuchow, Alexei Guryschew, Nikolai Chlystow, Konstantin Loktew, Weniamin Alexandrow (3), Alexander Tscherepanow, Juri Krylow (2), Juri Kopylow, Wladimir Jelisarow (1) Trainer / Assistent: Anatoli Tarassow / Wladimir Jegorow |
| Nr. 78 23. Februar 1958   | 11:3 (5:1, 3:0, 3:2) | 0 Norwegen | A | 0Oslo, NOR | 0Freundschaftsspiel | |
| Aufstellung               | Tor: Jewgeni Jorkin Verteidigung: Nikolai Sologubow, Iwan Tregubow (1), Dmitri Ukolow, Alfred Kutschewski (1), Genrich Sidorenkow Sturm: Juri Pantjuchow (1), Alexei Guryschew (5), Nikolai Chlystow, Konstantin Loktew (1), Weniamin Alexandrow (2), Alexander Tscherepanow, Juri Krylow, Juri Kopylow, Wladimir Jelisarow Trainer / Assistent: Anatoli Tarassow / Wladimir Jegorow                                                                                                | Tor: Jewgeni Jorkin Verteidigung: Nikolai Sologubow, Iwan Tregubow (1), Dmitri Ukolow, Alfred Kutschewski (1), Genrich Sidorenkow Sturm: Juri Pantjuchow (1), Alexei Guryschew (5), Nikolai Chlystow, Konstantin Loktew (1), Weniamin Alexandrow (2), Alexander Tscherepanow, Juri Krylow, Juri Kopylow, Wladimir Jelisarow Trainer / Assistent: Anatoli Tarassow / Wladimir Jegorow                                                                                                | Tor: Jewgeni Jorkin Verteidigung: Nikolai Sologubow, Iwan Tregubow (1), Dmitri Ukolow, Alfred Kutschewski (1), Genrich Sidorenkow Sturm: Juri Pantjuchow (1), Alexei Guryschew (5), Nikolai Chlystow, Konstantin Loktew (1), Weniamin Alexandrow (2), Alexander Tscherepanow, Juri Krylow, Juri Kopylow, Wladimir Jelisarow Trainer / Assistent: Anatoli Tarassow / Wladimir Jegorow                                                                                                | Tor: Jewgeni Jorkin Verteidigung: Nikolai Sologubow, Iwan Tregubow (1), Dmitri Ukolow, Alfred Kutschewski (1), Genrich Sidorenkow Sturm: Juri Pantjuchow (1), Alexei Guryschew (5), Nikolai Chlystow, Konstantin Loktew (1), Weniamin Alexandrow (2), Alexander Tscherepanow, Juri Krylow, Juri Kopylow, Wladimir Jelisarow Trainer / Assistent: Anatoli Tarassow / Wladimir Jegorow                                                                                                | Tor: Jewgeni Jorkin Verteidigung: Nikolai Sologubow, Iwan Tregubow (1), Dmitri Ukolow, Alfred Kutschewski (1), Genrich Sidorenkow Sturm: Juri Pantjuchow (1), Alexei Guryschew (5), Nikolai Chlystow, Konstantin Loktew (1), Weniamin Alexandrow (2), Alexander Tscherepanow, Juri Krylow, Juri Kopylow, Wladimir Jelisarow Trainer / Assistent: Anatoli Tarassow / Wladimir Jegorow                                                                                                | Tor: Jewgeni Jorkin Verteidigung: Nikolai Sologubow, Iwan Tregubow (1), Dmitri Ukolow, Alfred Kutschewski (1), Genrich Sidorenkow Sturm: Juri Pantjuchow (1), Alexei Guryschew (5), Nikolai Chlystow, Konstantin Loktew (1), Weniamin Alexandrow (2), Alexander Tscherepanow, Juri Krylow, Juri Kopylow, Wladimir Jelisarow Trainer / Assistent: Anatoli Tarassow / Wladimir Jegorow                                                                                                |
| Nr. 79 1. März 1958       | 10:2 (1:0, 5:1, 4:1) | 0 Norwegen | A | 0Oslo, NOR | 0WM 1958 / EM 1958 | |
| Aufstellung               | Tor: Jewgeni Jorkin Verteidigung: Nikolai Sologubow, Iwan Tregubow (1), Dmitri Ukolow (1), Genrich Sidorenkow Sturm: Juri Pantjuchow (1), Alexei Guryschew (2), Nikolai Chlystow, Konstantin Loktew (1), Weniamin Alexandrow (1), Alexander Tscherepanow (2), Juri Krylow, Juri Kopylow (1), Wladimir Jelisarow (1) Trainer / Assistent: Anatoli Tarassow / Wladimir Jegorow | Tor: Jewgeni Jorkin Verteidigung: Nikolai Sologubow, Iwan Tregubow (1), Dmitri Ukolow (1), Genrich Sidorenkow Sturm: Juri Pantjuchow (1), Alexei Guryschew (2), Nikolai Chlystow, Konstantin Loktew (1), Weniamin Alexandrow (1), Alexander Tscherepanow (2), Juri Krylow, Juri Kopylow (1), Wladimir Jelisarow (1) Trainer / Assistent: Anatoli Tarassow / Wladimir Jegorow | Tor: Jewgeni Jorkin Verteidigung: Nikolai Sologubow, Iwan Tregubow (1), Dmitri Ukolow (1), Genrich Sidorenkow Sturm: Juri Pantjuchow (1), Alexei Guryschew (2), Nikolai Chlystow, Konstantin Loktew (1), Weniamin Alexandrow (1), Alexander Tscherepanow (2), Juri Krylow, Juri Kopylow (1), Wladimir Jelisarow (1) Trainer / Assistent: Anatoli Tarassow / Wladimir Jegorow | Tor: Jewgeni Jorkin Verteidigung: Nikolai Sologubow, Iwan Tregubow (1), Dmitri Ukolow (1), Genrich Sidorenkow Sturm: Juri Pantjuchow (1), Alexei Guryschew (2), Nikolai Chlystow, Konstantin Loktew (1), Weniamin Alexandrow (1), Alexander Tscherepanow (2), Juri Krylow, Juri Kopylow (1), Wladimir Jelisarow (1) Trainer / Assistent: Anatoli Tarassow / Wladimir Jegorow | Tor: Jewgeni Jorkin Verteidigung: Nikolai Sologubow, Iwan Tregubow (1), Dmitri Ukolow (1), Genrich Sidorenkow Sturm: Juri Pantjuchow (1), Alexei Guryschew (2), Nikolai Chlystow, Konstantin Loktew (1), Weniamin Alexandrow (1), Alexander Tscherepanow (2), Juri Krylow, Juri Kopylow (1), Wladimir Jelisarow (1) Trainer / Assistent: Anatoli Tarassow / Wladimir Jegorow | Tor: Jewgeni Jorkin Verteidigung: Nikolai Sologubow, Iwan Tregubow (1), Dmitri Ukolow (1), Genrich Sidorenkow Sturm: Juri Pantjuchow (1), Alexei Guryschew (2), Nikolai Chlystow, Konstantin Loktew (1), Weniamin Alexandrow (1), Alexander Tscherepanow (2), Juri Krylow, Juri Kopylow (1), Wladimir Jelisarow (1) Trainer / Assistent: Anatoli Tarassow / Wladimir Jegorow |
| Nr. 80 2. März 1958       | 10:0 (5:0, 1:0, 4:0) | 0 Finnland | * | 0Oslo, NOR | 0WM 1958 / EM 1958 | |
| Aufstellung               | Tor: Nikolai Putschkow Verteidigung: Nikolai Sologubow, Iwan Tregubow, Dmitri Ukolow, Alfred Kutschewski Sturm: Juri Pantjuchow, Alexei Guryschew (1), Nikolai Chlystow, Konstantin Loktew (1), Weniamin Alexandrow (4), Alexander Tscherepanow, Juri Krylow (1), Juri Kopylow (2), Wladimir Jelisarow (1) Trainer / Assistent: Anatoli Tarassow / Wladimir Jegorow | Tor: Nikolai Putschkow Verteidigung: Nikolai Sologubow, Iwan Tregubow, Dmitri Ukolow, Alfred Kutschewski Sturm: Juri Pantjuchow, Alexei Guryschew (1), Nikolai Chlystow, Konstantin Loktew (1), Weniamin Alexandrow (4), Alexander Tscherepanow, Juri Krylow (1), Juri Kopylow (2), Wladimir Jelisarow (1) Trainer / Assistent: Anatoli Tarassow / Wladimir Jegorow | Tor: Nikolai Putschkow Verteidigung: Nikolai Sologubow, Iwan Tregubow, Dmitri Ukolow, Alfred Kutschewski Sturm: Juri Pantjuchow, Alexei Guryschew (1), Nikolai Chlystow, Konstantin Loktew (1), Weniamin Alexandrow (4), Alexander Tscherepanow, Juri Krylow (1), Juri Kopylow (2), Wladimir Jelisarow (1) Trainer / Assistent: Anatoli Tarassow / Wladimir Jegorow | Tor: Nikolai Putschkow Verteidigung: Nikolai Sologubow, Iwan Tregubow, Dmitri Ukolow, Alfred Kutschewski Sturm: Juri Pantjuchow, Alexei Guryschew (1), Nikolai Chlystow, Konstantin Loktew (1), Weniamin Alexandrow (4), Alexander Tscherepanow, Juri Krylow (1), Juri Kopylow (2), Wladimir Jelisarow (1) Trainer / Assistent: Anatoli Tarassow / Wladimir Jegorow | Tor: Nikolai Putschkow Verteidigung: Nikolai Sologubow, Iwan Tregubow, Dmitri Ukolow, Alfred Kutschewski Sturm: Juri Pantjuchow, Alexei Guryschew (1), Nikolai Chlystow, Konstantin Loktew (1), Weniamin Alexandrow (4), Alexander Tscherepanow, Juri Krylow (1), Juri Kopylow (2), Wladimir Jelisarow (1) Trainer / Assistent: Anatoli Tarassow / Wladimir Jegorow | Tor: Nikolai Putschkow Verteidigung: Nikolai Sologubow, Iwan Tregubow, Dmitri Ukolow, Alfred Kutschewski Sturm: Juri Pantjuchow, Alexei Guryschew (1), Nikolai Chlystow, Konstantin Loktew (1), Weniamin Alexandrow (4), Alexander Tscherepanow, Juri Krylow (1), Juri Kopylow (2), Wladimir Jelisarow (1) Trainer / Assistent: Anatoli Tarassow / Wladimir Jegorow |
| Nr. 81 4. März 1958       | 4:4 (3:1, 0:2, 1:1) | 0 Tschechoslowakei | * | 0Oslo, NOR | 0WM 1958 / EM 1958 | |
| Aufstellung               | Tor: Jewgeni Jorkin Verteidigung: Nikolai Sologubow, Iwan Tregubow, Dmitri Ukolow, Genrich Sidorenkow Sturm: Juri Pantjuchow, Alexei Guryschew, Nikolai Chlystow, Konstantin Loktew, Weniamin Alexandrow, Alexander Tscherepanow, Juri Krylow (1), Juri Kopylow (1), Wladimir Jelisarow (2) Trainer / Assistent: Anatoli Tarassow / Wladimir Jegorow | Tor: Jewgeni Jorkin Verteidigung: Nikolai Sologubow, Iwan Tregubow, Dmitri Ukolow, Genrich Sidorenkow Sturm: Juri Pantjuchow, Alexei Guryschew, Nikolai Chlystow, Konstantin Loktew, Weniamin Alexandrow, Alexander Tscherepanow, Juri Krylow (1), Juri Kopylow (1), Wladimir Jelisarow (2) Trainer / Assistent: Anatoli Tarassow / Wladimir Jegorow | Tor: Jewgeni Jorkin Verteidigung: Nikolai Sologubow, Iwan Tregubow, Dmitri Ukolow, Genrich Sidorenkow Sturm: Juri Pantjuchow, Alexei Guryschew, Nikolai Chlystow, Konstantin Loktew, Weniamin Alexandrow, Alexander Tscherepanow, Juri Krylow (1), Juri Kopylow (1), Wladimir Jelisarow (2) Trainer / Assistent: Anatoli Tarassow / Wladimir Jegorow | Tor: Jewgeni Jorkin Verteidigung: Nikolai Sologubow, Iwan Tregubow, Dmitri Ukolow, Genrich Sidorenkow Sturm: Juri Pantjuchow, Alexei Guryschew, Nikolai Chlystow, Konstantin Loktew, Weniamin Alexandrow, Alexander Tscherepanow, Juri Krylow (1), Juri Kopylow (1), Wladimir Jelisarow (2) Trainer / Assistent: Anatoli Tarassow / Wladimir Jegorow | Tor: Jewgeni Jorkin Verteidigung: Nikolai Sologubow, Iwan Tregubow, Dmitri Ukolow, Genrich Sidorenkow Sturm: Juri Pantjuchow, Alexei Guryschew, Nikolai Chlystow, Konstantin Loktew, Weniamin Alexandrow, Alexander Tscherepanow, Juri Krylow (1), Juri Kopylow (1), Wladimir Jelisarow (2) Trainer / Assistent: Anatoli Tarassow / Wladimir Jegorow | Tor: Jewgeni Jorkin Verteidigung: Nikolai Sologubow, Iwan Tregubow, Dmitri Ukolow, Genrich Sidorenkow Sturm: Juri Pantjuchow, Alexei Guryschew, Nikolai Chlystow, Konstantin Loktew, Weniamin Alexandrow, Alexander Tscherepanow, Juri Krylow (1), Juri Kopylow (1), Wladimir Jelisarow (2) Trainer / Assistent: Anatoli Tarassow / Wladimir Jegorow |
| Nr. 82 6. März 1958       | 10:1 (3:0, 5:1, 2:0) | 0 Polen | * | 0Oslo, NOR | 0WM 1958 / EM 1958 | |
| Aufstellung               | Tor: Nikolai Putschkow Verteidigung: Alfred Kutschewski, Iwan Tregubow (1), Dmitri Ukolow (1), Genrich Sidorenkow Sturm: Juri Pantjuchow, Walentin Bystrow, Nikolai Chlystow, Konstantin Loktew (2), Weniamin Alexandrow (2), Alexander Tscherepanow, Juri Krylow (1), Juri Kopylow (1), Wladimir Jelisarow (2) Trainer / Assistent: Anatoli Tarassow / Wladimir Jegorow | Tor: Nikolai Putschkow Verteidigung: Alfred Kutschewski, Iwan Tregubow (1), Dmitri Ukolow (1), Genrich Sidorenkow Sturm: Juri Pantjuchow, Walentin Bystrow, Nikolai Chlystow, Konstantin Loktew (2), Weniamin Alexandrow (2), Alexander Tscherepanow, Juri Krylow (1), Juri Kopylow (1), Wladimir Jelisarow (2) Trainer / Assistent: Anatoli Tarassow / Wladimir Jegorow | Tor: Nikolai Putschkow Verteidigung: Alfred Kutschewski, Iwan Tregubow (1), Dmitri Ukolow (1), Genrich Sidorenkow Sturm: Juri Pantjuchow, Walentin Bystrow, Nikolai Chlystow, Konstantin Loktew (2), Weniamin Alexandrow (2), Alexander Tscherepanow, Juri Krylow (1), Juri Kopylow (1), Wladimir Jelisarow (2) Trainer / Assistent: Anatoli Tarassow / Wladimir Jegorow | Tor: Nikolai Putschkow Verteidigung: Alfred Kutschewski, Iwan Tregubow (1), Dmitri Ukolow (1), Genrich Sidorenkow Sturm: Juri Pantjuchow, Walentin Bystrow, Nikolai Chlystow, Konstantin Loktew (2), Weniamin Alexandrow (2), Alexander Tscherepanow, Juri Krylow (1), Juri Kopylow (1), Wladimir Jelisarow (2) Trainer / Assistent: Anatoli Tarassow / Wladimir Jegorow | Tor: Nikolai Putschkow Verteidigung: Alfred Kutschewski, Iwan Tregubow (1), Dmitri Ukolow (1), Genrich Sidorenkow Sturm: Juri Pantjuchow, Walentin Bystrow, Nikolai Chlystow, Konstantin Loktew (2), Weniamin Alexandrow (2), Alexander Tscherepanow, Juri Krylow (1), Juri Kopylow (1), Wladimir Jelisarow (2) Trainer / Assistent: Anatoli Tarassow / Wladimir Jegorow | Tor: Nikolai Putschkow Verteidigung: Alfred Kutschewski, Iwan Tregubow (1), Dmitri Ukolow (1), Genrich Sidorenkow Sturm: Juri Pantjuchow, Walentin Bystrow, Nikolai Chlystow, Konstantin Loktew (2), Weniamin Alexandrow (2), Alexander Tscherepanow, Juri Krylow (1), Juri Kopylow (1), Wladimir Jelisarow (2) Trainer / Assistent: Anatoli Tarassow / Wladimir Jegorow |
| Nr. 83 7. März 1958       | 4:1 (1:0, 2:0, 1:1) | 0 Vereinigte Staaten | * | 0Oslo, NOR | 0WM 1958 / EM 1958 | |
| Aufstellung               | Tor: Nikolai Putschkow Verteidigung: Nikolai Sologubow, Iwan Tregubow, Dmitri Ukolow, Genrich Sidorenkow (1) Sturm: Juri Pantjuchow, Alexei Guryschew, Nikolai Chlystow, Konstantin Loktew (2), Weniamin Alexandrow, Alexander Tscherepanow, Juri Krylow, Juri Kopylow (1), Wladimir Jelisarow Trainer / Assistent: Anatoli Tarassow / Wladimir Jegorow | Tor: Nikolai Putschkow Verteidigung: Nikolai Sologubow, Iwan Tregubow, Dmitri Ukolow, Genrich Sidorenkow (1) Sturm: Juri Pantjuchow, Alexei Guryschew, Nikolai Chlystow, Konstantin Loktew (2), Weniamin Alexandrow, Alexander Tscherepanow, Juri Krylow, Juri Kopylow (1), Wladimir Jelisarow Trainer / Assistent: Anatoli Tarassow / Wladimir Jegorow | Tor: Nikolai Putschkow Verteidigung: Nikolai Sologubow, Iwan Tregubow, Dmitri Ukolow, Genrich Sidorenkow (1) Sturm: Juri Pantjuchow, Alexei Guryschew, Nikolai Chlystow, Konstantin Loktew (2), Weniamin Alexandrow, Alexander Tscherepanow, Juri Krylow, Juri Kopylow (1), Wladimir Jelisarow Trainer / Assistent: Anatoli Tarassow / Wladimir Jegorow | Tor: Nikolai Putschkow Verteidigung: Nikolai Sologubow, Iwan Tregubow, Dmitri Ukolow, Genrich Sidorenkow (1) Sturm: Juri Pantjuchow, Alexei Guryschew, Nikolai Chlystow, Konstantin Loktew (2), Weniamin Alexandrow, Alexander Tscherepanow, Juri Krylow, Juri Kopylow (1), Wladimir Jelisarow Trainer / Assistent: Anatoli Tarassow / Wladimir Jegorow | Tor: Nikolai Putschkow Verteidigung: Nikolai Sologubow, Iwan Tregubow, Dmitri Ukolow, Genrich Sidorenkow (1) Sturm: Juri Pantjuchow, Alexei Guryschew, Nikolai Chlystow, Konstantin Loktew (2), Weniamin Alexandrow, Alexander Tscherepanow, Juri Krylow, Juri Kopylow (1), Wladimir Jelisarow Trainer / Assistent: Anatoli Tarassow / Wladimir Jegorow | Tor: Nikolai Putschkow Verteidigung: Nikolai Sologubow, Iwan Tregubow, Dmitri Ukolow, Genrich Sidorenkow (1) Sturm: Juri Pantjuchow, Alexei Guryschew, Nikolai Chlystow, Konstantin Loktew (2), Weniamin Alexandrow, Alexander Tscherepanow, Juri Krylow, Juri Kopylow (1), Wladimir Jelisarow Trainer / Assistent: Anatoli Tarassow / Wladimir Jegorow |
| Nr. 84 8. März 1958       | 4:3 (1:0, 2:2, 1:1) | 0 Schweden | * | 0Oslo, NOR | 0WM 1958 / EM 1958 | |
| Aufstellung               | Tor: Jewgeni Jorkin, Nikolai Putschkow (47. Min.) Verteidigung: Nikolai Sologubow, Iwan Tregubow, Dmitri Ukolow, Genrich Sidorenkow Sturm: Juri Pantjuchow (1), Alexei Guryschew, Nikolai Chlystow, Konstantin Loktew, Weniamin Alexandrow (1), Alexander Tscherepanow (1), Juri Krylow, Juri Kopylow, Wladimir Jelisarow (1) Trainer / Assistent: Anatoli Tarassow / Wladimir Jegorow                                                                                              | Tor: Jewgeni Jorkin, Nikolai Putschkow (47. Min.) Verteidigung: Nikolai Sologubow, Iwan Tregubow, Dmitri Ukolow, Genrich Sidorenkow Sturm: Juri Pantjuchow (1), Alexei Guryschew, Nikolai Chlystow, Konstantin Loktew, Weniamin Alexandrow (1), Alexander Tscherepanow (1), Juri Krylow, Juri Kopylow, Wladimir Jelisarow (1) Trainer / Assistent: Anatoli Tarassow / Wladimir Jegorow                                                                                              | Tor: Jewgeni Jorkin, Nikolai Putschkow (47. Min.) Verteidigung: Nikolai Sologubow, Iwan Tregubow, Dmitri Ukolow, Genrich Sidorenkow Sturm: Juri Pantjuchow (1), Alexei Guryschew, Nikolai Chlystow, Konstantin Loktew, Weniamin Alexandrow (1), Alexander Tscherepanow (1), Juri Krylow, Juri Kopylow, Wladimir Jelisarow (1) Trainer / Assistent: Anatoli Tarassow / Wladimir Jegorow                                                                                              | Tor: Jewgeni Jorkin, Nikolai Putschkow (47. Min.) Verteidigung: Nikolai Sologubow, Iwan Tregubow, Dmitri Ukolow, Genrich Sidorenkow Sturm: Juri Pantjuchow (1), Alexei Guryschew, Nikolai Chlystow, Konstantin Loktew, Weniamin Alexandrow (1), Alexander Tscherepanow (1), Juri Krylow, Juri Kopylow, Wladimir Jelisarow (1) Trainer / Assistent: Anatoli Tarassow / Wladimir Jegorow                                                                                              | Tor: Jewgeni Jorkin, Nikolai Putschkow (47. Min.) Verteidigung: Nikolai Sologubow, Iwan Tregubow, Dmitri Ukolow, Genrich Sidorenkow Sturm: Juri Pantjuchow (1), Alexei Guryschew, Nikolai Chlystow, Konstantin Loktew, Weniamin Alexandrow (1), Alexander Tscherepanow (1), Juri Krylow, Juri Kopylow, Wladimir Jelisarow (1) Trainer / Assistent: Anatoli Tarassow / Wladimir Jegorow                                                                                              | Tor: Jewgeni Jorkin, Nikolai Putschkow (47. Min.) Verteidigung: Nikolai Sologubow, Iwan Tregubow, Dmitri Ukolow, Genrich Sidorenkow Sturm: Juri Pantjuchow (1), Alexei Guryschew, Nikolai Chlystow, Konstantin Loktew, Weniamin Alexandrow (1), Alexander Tscherepanow (1), Juri Krylow, Juri Kopylow, Wladimir Jelisarow (1) Trainer / Assistent: Anatoli Tarassow / Wladimir Jegorow                                                                                              |
| Nr. 85 9. März 1958       | 2:4 (0:1, 1:0, 3:1) | 0 Kanada | * | 0Oslo, NOR | 0WM 1958 / EM 1958 | 0WM-Zweiter 04. EM-Titel |
| Aufstellung               | Tor: Nikolai Putschkow Verteidigung: Nikolai Sologubow, Iwan Tregubow, Dmitri Ukolow, Genrich Sidorenkow Sturm: Juri Pantjuchow, Alexei Guryschew, Nikolai Chlystow, Konstantin Loktew (1), W. Alexandrow (1), A. Tscherepanow, J. Krylow, J. Kopylow, W. Jelisarow Trainer / Assistent: Anatoli Tarassow / Wladimir Jegorow | Tor: Nikolai Putschkow Verteidigung: Nikolai Sologubow, Iwan Tregubow, Dmitri Ukolow, Genrich Sidorenkow Sturm: Juri Pantjuchow, Alexei Guryschew, Nikolai Chlystow, Konstantin Loktew (1), W. Alexandrow (1), A. Tscherepanow, J. Krylow, J. Kopylow, W. Jelisarow Trainer / Assistent: Anatoli Tarassow / Wladimir Jegorow | Tor: Nikolai Putschkow Verteidigung: Nikolai Sologubow, Iwan Tregubow, Dmitri Ukolow, Genrich Sidorenkow Sturm: Juri Pantjuchow, Alexei Guryschew, Nikolai Chlystow, Konstantin Loktew (1), W. Alexandrow (1), A. Tscherepanow, J. Krylow, J. Kopylow, W. Jelisarow Trainer / Assistent: Anatoli Tarassow / Wladimir Jegorow | Tor: Nikolai Putschkow Verteidigung: Nikolai Sologubow, Iwan Tregubow, Dmitri Ukolow, Genrich Sidorenkow Sturm: Juri Pantjuchow, Alexei Guryschew, Nikolai Chlystow, Konstantin Loktew (1), W. Alexandrow (1), A. Tscherepanow, J. Krylow, J. Kopylow, W. Jelisarow Trainer / Assistent: Anatoli Tarassow / Wladimir Jegorow | Tor: Nikolai Putschkow Verteidigung: Nikolai Sologubow, Iwan Tregubow, Dmitri Ukolow, Genrich Sidorenkow Sturm: Juri Pantjuchow, Alexei Guryschew, Nikolai Chlystow, Konstantin Loktew (1), W. Alexandrow (1), A. Tscherepanow, J. Krylow, J. Kopylow, W. Jelisarow Trainer / Assistent: Anatoli Tarassow / Wladimir Jegorow | Tor: Nikolai Putschkow Verteidigung: Nikolai Sologubow, Iwan Tregubow, Dmitri Ukolow, Genrich Sidorenkow Sturm: Juri Pantjuchow, Alexei Guryschew, Nikolai Chlystow, Konstantin Loktew (1), W. Alexandrow (1), A. Tscherepanow, J. Krylow, J. Kopylow, W. Jelisarow Trainer / Assistent: Anatoli Tarassow / Wladimir Jegorow |
| Nr. 86 17. Dezember 1958  | 5:3 (2:0, 2:1, 1:2) | 0 Vereinigte Staaten | H | 0Moskau | 0Freundschaftsspiel | |
| Aufstellung               | Tor: Nikolai Putschkow Verteidigung: Nikolai Sologubow, Iwan Tregubow (2), Dmitri Ukolow, Genrich Sidorenkow, Alfred Kutschewski, Alexander Prilepski Sturm: Juri Pantjuchow, Alexei Guryschew, Nikolai Chlystow, Konstantin Loktew, Weniamin Alexandrow, Alexander Tscherepanow, Juri Krylow (1), Juri Kopylow (2), Wladimir Jelisarow, Wladimir Brunow, Juri Baulin Trainer / Assistent: Anatoli Tarassow / Wladimir Jegorow                                                      | Tor: Nikolai Putschkow Verteidigung: Nikolai Sologubow, Iwan Tregubow (2), Dmitri Ukolow, Genrich Sidorenkow, Alfred Kutschewski, Alexander Prilepski Sturm: Juri Pantjuchow, Alexei Guryschew, Nikolai Chlystow, Konstantin Loktew, Weniamin Alexandrow, Alexander Tscherepanow, Juri Krylow (1), Juri Kopylow (2), Wladimir Jelisarow, Wladimir Brunow, Juri Baulin Trainer / Assistent: Anatoli Tarassow / Wladimir Jegorow                                                      | Tor: Nikolai Putschkow Verteidigung: Nikolai Sologubow, Iwan Tregubow (2), Dmitri Ukolow, Genrich Sidorenkow, Alfred Kutschewski, Alexander Prilepski Sturm: Juri Pantjuchow, Alexei Guryschew, Nikolai Chlystow, Konstantin Loktew, Weniamin Alexandrow, Alexander Tscherepanow, Juri Krylow (1), Juri Kopylow (2), Wladimir Jelisarow, Wladimir Brunow, Juri Baulin Trainer / Assistent: Anatoli Tarassow / Wladimir Jegorow                                                      | Tor: Nikolai Putschkow Verteidigung: Nikolai Sologubow, Iwan Tregubow (2), Dmitri Ukolow, Genrich Sidorenkow, Alfred Kutschewski, Alexander Prilepski Sturm: Juri Pantjuchow, Alexei Guryschew, Nikolai Chlystow, Konstantin Loktew, Weniamin Alexandrow, Alexander Tscherepanow, Juri Krylow (1), Juri Kopylow (2), Wladimir Jelisarow, Wladimir Brunow, Juri Baulin Trainer / Assistent: Anatoli Tarassow / Wladimir Jegorow                                                      | Tor: Nikolai Putschkow Verteidigung: Nikolai Sologubow, Iwan Tregubow (2), Dmitri Ukolow, Genrich Sidorenkow, Alfred Kutschewski, Alexander Prilepski Sturm: Juri Pantjuchow, Alexei Guryschew, Nikolai Chlystow, Konstantin Loktew, Weniamin Alexandrow, Alexander Tscherepanow, Juri Krylow (1), Juri Kopylow (2), Wladimir Jelisarow, Wladimir Brunow, Juri Baulin Trainer / Assistent: Anatoli Tarassow / Wladimir Jegorow                                                      | Tor: Nikolai Putschkow Verteidigung: Nikolai Sologubow, Iwan Tregubow (2), Dmitri Ukolow, Genrich Sidorenkow, Alfred Kutschewski, Alexander Prilepski Sturm: Juri Pantjuchow, Alexei Guryschew, Nikolai Chlystow, Konstantin Loktew, Weniamin Alexandrow, Alexander Tscherepanow, Juri Krylow (1), Juri Kopylow (2), Wladimir Jelisarow, Wladimir Brunow, Juri Baulin Trainer / Assistent: Anatoli Tarassow / Wladimir Jegorow                                                      |
| Nr. 87 1. Januar 1959     | 5:5 (4:2, 0:3, 1:0) | 0 Vereinigte Staaten | A | 0New York, USA | 0Freundschaftsspiel | |
| Aufstellung               | Tor: Nikolai Putschkow Verteidigung: Nikolai Sologubow (1), Iwan Tregubow, Dmitri Ukolow, Genrich Sidorenkow, Eduard Iwanow Sturm: Konstantin Loktew, Weniamin Alexandrow (1), Juri Pantjuchow, Wiktor Jakuschew (1), Jewgeni Groschew (1), Nikolai Snetkow (1), Juri Krylow, Juri Baulin, Igor Dekonski, Wiktor Prjaschnikow Trainer / Assistent: Anatoli Tarassow / Wladimir Jegorow                                                                                              | Tor: Nikolai Putschkow Verteidigung: Nikolai Sologubow (1), Iwan Tregubow, Dmitri Ukolow, Genrich Sidorenkow, Eduard Iwanow Sturm: Konstantin Loktew, Weniamin Alexandrow (1), Juri Pantjuchow, Wiktor Jakuschew (1), Jewgeni Groschew (1), Nikolai Snetkow (1), Juri Krylow, Juri Baulin, Igor Dekonski, Wiktor Prjaschnikow Trainer / Assistent: Anatoli Tarassow / Wladimir Jegorow                                                                                              | Tor: Nikolai Putschkow Verteidigung: Nikolai Sologubow (1), Iwan Tregubow, Dmitri Ukolow, Genrich Sidorenkow, Eduard Iwanow Sturm: Konstantin Loktew, Weniamin Alexandrow (1), Juri Pantjuchow, Wiktor Jakuschew (1), Jewgeni Groschew (1), Nikolai Snetkow (1), Juri Krylow, Juri Baulin, Igor Dekonski, Wiktor Prjaschnikow Trainer / Assistent: Anatoli Tarassow / Wladimir Jegorow                                                                                              | Tor: Nikolai Putschkow Verteidigung: Nikolai Sologubow (1), Iwan Tregubow, Dmitri Ukolow, Genrich Sidorenkow, Eduard Iwanow Sturm: Konstantin Loktew, Weniamin Alexandrow (1), Juri Pantjuchow, Wiktor Jakuschew (1), Jewgeni Groschew (1), Nikolai Snetkow (1), Juri Krylow, Juri Baulin, Igor Dekonski, Wiktor Prjaschnikow Trainer / Assistent: Anatoli Tarassow / Wladimir Jegorow                                                                                              | Tor: Nikolai Putschkow Verteidigung: Nikolai Sologubow (1), Iwan Tregubow, Dmitri Ukolow, Genrich Sidorenkow, Eduard Iwanow Sturm: Konstantin Loktew, Weniamin Alexandrow (1), Juri Pantjuchow, Wiktor Jakuschew (1), Jewgeni Groschew (1), Nikolai Snetkow (1), Juri Krylow, Juri Baulin, Igor Dekonski, Wiktor Prjaschnikow Trainer / Assistent: Anatoli Tarassow / Wladimir Jegorow                                                                                              | Tor: Nikolai Putschkow Verteidigung: Nikolai Sologubow (1), Iwan Tregubow, Dmitri Ukolow, Genrich Sidorenkow, Eduard Iwanow Sturm: Konstantin Loktew, Weniamin Alexandrow (1), Juri Pantjuchow, Wiktor Jakuschew (1), Jewgeni Groschew (1), Nikolai Snetkow (1), Juri Krylow, Juri Baulin, Igor Dekonski, Wiktor Prjaschnikow Trainer / Assistent: Anatoli Tarassow / Wladimir Jegorow                                                                                              |
| Nr. 88 3. Januar 1959     | 8:3 (3:1, 4:1, 1:1) | 0 Vereinigte Staaten | A | 0Saint Paul, USA | 0Freundschaftsspiel | |
| Aufstellung               | Tor: Nikolai Putschkow Verteidigung: Nikolai Sologubow (1), Iwan Tregubow (1), Dmitri Ukolow (2), Genrich Sidorenkow, Eduard Iwanow Sturm: Konstantin Loktew, Weniamin Alexandrow (2), Juri Pantjuchow, Wiktor Jakuschew, Jewgeni Groschew, Nikolai Snetkow, Igor Dekonski (1), Alexei Guryschew, Wiktor Prjaschnikow, Juri Krylow (1) Trainer / Assistent: Anatoli Tarassow / Wladimir Jegorow                                                                                     | Tor: Nikolai Putschkow Verteidigung: Nikolai Sologubow (1), Iwan Tregubow (1), Dmitri Ukolow (2), Genrich Sidorenkow, Eduard Iwanow Sturm: Konstantin Loktew, Weniamin Alexandrow (2), Juri Pantjuchow, Wiktor Jakuschew, Jewgeni Groschew, Nikolai Snetkow, Igor Dekonski (1), Alexei Guryschew, Wiktor Prjaschnikow, Juri Krylow (1) Trainer / Assistent: Anatoli Tarassow / Wladimir Jegorow                                                                                     | Tor: Nikolai Putschkow Verteidigung: Nikolai Sologubow (1), Iwan Tregubow (1), Dmitri Ukolow (2), Genrich Sidorenkow, Eduard Iwanow Sturm: Konstantin Loktew, Weniamin Alexandrow (2), Juri Pantjuchow, Wiktor Jakuschew, Jewgeni Groschew, Nikolai Snetkow, Igor Dekonski (1), Alexei Guryschew, Wiktor Prjaschnikow, Juri Krylow (1) Trainer / Assistent: Anatoli Tarassow / Wladimir Jegorow                                                                                     | Tor: Nikolai Putschkow Verteidigung: Nikolai Sologubow (1), Iwan Tregubow (1), Dmitri Ukolow (2), Genrich Sidorenkow, Eduard Iwanow Sturm: Konstantin Loktew, Weniamin Alexandrow (2), Juri Pantjuchow, Wiktor Jakuschew, Jewgeni Groschew, Nikolai Snetkow, Igor Dekonski (1), Alexei Guryschew, Wiktor Prjaschnikow, Juri Krylow (1) Trainer / Assistent: Anatoli Tarassow / Wladimir Jegorow                                                                                     | Tor: Nikolai Putschkow Verteidigung: Nikolai Sologubow (1), Iwan Tregubow (1), Dmitri Ukolow (2), Genrich Sidorenkow, Eduard Iwanow Sturm: Konstantin Loktew, Weniamin Alexandrow (2), Juri Pantjuchow, Wiktor Jakuschew, Jewgeni Groschew, Nikolai Snetkow, Igor Dekonski (1), Alexei Guryschew, Wiktor Prjaschnikow, Juri Krylow (1) Trainer / Assistent: Anatoli Tarassow / Wladimir Jegorow                                                                                     | Tor: Nikolai Putschkow Verteidigung: Nikolai Sologubow (1), Iwan Tregubow (1), Dmitri Ukolow (2), Genrich Sidorenkow, Eduard Iwanow Sturm: Konstantin Loktew, Weniamin Alexandrow (2), Juri Pantjuchow, Wiktor Jakuschew, Jewgeni Groschew, Nikolai Snetkow, Igor Dekonski (1), Alexei Guryschew, Wiktor Prjaschnikow, Juri Krylow (1) Trainer / Assistent: Anatoli Tarassow / Wladimir Jegorow                                                                                     |
| Nr. 89 4. Januar 1959     | 7:1 (1:0, 1:1, 5:0) | 0 Vereinigte Staaten | A | 0Hibbing, USA | 0Freundschaftsspiel | |
| Aufstellung               | Tor: Nikolai Putschkow Verteidigung: Nikolai Sologubow (3), Iwan Tregubow, Dmitri Ukolow, Genrich Sidorenkow, Eduard Iwanow Sturm: Konstantin Loktew (1), Weniamin Alexandrow (1), Juri Pantjuchow, Juri Krylow, Juri Baulin, Nikolai Snetkow (1), Igor Dekonski (1), Alexei Guryschew, Wiktor Prjaschnikow Trainer / Assistent: Anatoli Tarassow / Wladimir Jegorow | Tor: Nikolai Putschkow Verteidigung: Nikolai Sologubow (3), Iwan Tregubow, Dmitri Ukolow, Genrich Sidorenkow, Eduard Iwanow Sturm: Konstantin Loktew (1), Weniamin Alexandrow (1), Juri Pantjuchow, Juri Krylow, Juri Baulin, Nikolai Snetkow (1), Igor Dekonski (1), Alexei Guryschew, Wiktor Prjaschnikow Trainer / Assistent: Anatoli Tarassow / Wladimir Jegorow | Tor: Nikolai Putschkow Verteidigung: Nikolai Sologubow (3), Iwan Tregubow, Dmitri Ukolow, Genrich Sidorenkow, Eduard Iwanow Sturm: Konstantin Loktew (1), Weniamin Alexandrow (1), Juri Pantjuchow, Juri Krylow, Juri Baulin, Nikolai Snetkow (1), Igor Dekonski (1), Alexei Guryschew, Wiktor Prjaschnikow Trainer / Assistent: Anatoli Tarassow / Wladimir Jegorow | Tor: Nikolai Putschkow Verteidigung: Nikolai Sologubow (3), Iwan Tregubow, Dmitri Ukolow, Genrich Sidorenkow, Eduard Iwanow Sturm: Konstantin Loktew (1), Weniamin Alexandrow (1), Juri Pantjuchow, Juri Krylow, Juri Baulin, Nikolai Snetkow (1), Igor Dekonski (1), Alexei Guryschew, Wiktor Prjaschnikow Trainer / Assistent: Anatoli Tarassow / Wladimir Jegorow | Tor: Nikolai Putschkow Verteidigung: Nikolai Sologubow (3), Iwan Tregubow, Dmitri Ukolow, Genrich Sidorenkow, Eduard Iwanow Sturm: Konstantin Loktew (1), Weniamin Alexandrow (1), Juri Pantjuchow, Juri Krylow, Juri Baulin, Nikolai Snetkow (1), Igor Dekonski (1), Alexei Guryschew, Wiktor Prjaschnikow Trainer / Assistent: Anatoli Tarassow / Wladimir Jegorow | Tor: Nikolai Putschkow Verteidigung: Nikolai Sologubow (3), Iwan Tregubow, Dmitri Ukolow, Genrich Sidorenkow, Eduard Iwanow Sturm: Konstantin Loktew (1), Weniamin Alexandrow (1), Juri Pantjuchow, Juri Krylow, Juri Baulin, Nikolai Snetkow (1), Igor Dekonski (1), Alexei Guryschew, Wiktor Prjaschnikow Trainer / Assistent: Anatoli Tarassow / Wladimir Jegorow |
| Nr. 90 18. Januar 1959    | 3:1 (2:0, 1:1, 0:0) | 0 Schweden | A | 0Stockholm, SWE | 0Freundschaftsspiel | |
| Aufstellung               | Tor: Nikolai Putschkow Verteidigung: Nikolai Sologubow, Iwan Tregubow, Dmitri Ukolow, Genrich Sidorenkow Sturm: Konstantin Loktew, Weniamin Alexandrow, Juri Pantjuchow, Wiktor Jakuschew (1), Jewgeni Groschew, Nikolai Snetkow (1), Igor Dekonski (1), Alexei Guryschew, Wiktor Prjaschnikow Trainer / Assistent: Anatoli Tarassow / Wladimir Jegorow | Tor: Nikolai Putschkow Verteidigung: Nikolai Sologubow, Iwan Tregubow, Dmitri Ukolow, Genrich Sidorenkow Sturm: Konstantin Loktew, Weniamin Alexandrow, Juri Pantjuchow, Wiktor Jakuschew (1), Jewgeni Groschew, Nikolai Snetkow (1), Igor Dekonski (1), Alexei Guryschew, Wiktor Prjaschnikow Trainer / Assistent: Anatoli Tarassow / Wladimir Jegorow | Tor: Nikolai Putschkow Verteidigung: Nikolai Sologubow, Iwan Tregubow, Dmitri Ukolow, Genrich Sidorenkow Sturm: Konstantin Loktew, Weniamin Alexandrow, Juri Pantjuchow, Wiktor Jakuschew (1), Jewgeni Groschew, Nikolai Snetkow (1), Igor Dekonski (1), Alexei Guryschew, Wiktor Prjaschnikow Trainer / Assistent: Anatoli Tarassow / Wladimir Jegorow | Tor: Nikolai Putschkow Verteidigung: Nikolai Sologubow, Iwan Tregubow, Dmitri Ukolow, Genrich Sidorenkow Sturm: Konstantin Loktew, Weniamin Alexandrow, Juri Pantjuchow, Wiktor Jakuschew (1), Jewgeni Groschew, Nikolai Snetkow (1), Igor Dekonski (1), Alexei Guryschew, Wiktor Prjaschnikow Trainer / Assistent: Anatoli Tarassow / Wladimir Jegorow | Tor: Nikolai Putschkow Verteidigung: Nikolai Sologubow, Iwan Tregubow, Dmitri Ukolow, Genrich Sidorenkow Sturm: Konstantin Loktew, Weniamin Alexandrow, Juri Pantjuchow, Wiktor Jakuschew (1), Jewgeni Groschew, Nikolai Snetkow (1), Igor Dekonski (1), Alexei Guryschew, Wiktor Prjaschnikow Trainer / Assistent: Anatoli Tarassow / Wladimir Jegorow | Tor: Nikolai Putschkow Verteidigung: Nikolai Sologubow, Iwan Tregubow, Dmitri Ukolow, Genrich Sidorenkow Sturm: Konstantin Loktew, Weniamin Alexandrow, Juri Pantjuchow, Wiktor Jakuschew (1), Jewgeni Groschew, Nikolai Snetkow (1), Igor Dekonski (1), Alexei Guryschew, Wiktor Prjaschnikow Trainer / Assistent: Anatoli Tarassow / Wladimir Jegorow |
| Nr. 91 20. Januar 1959    | 5:4 (0:2, 4:1, 1:1) | 0 Schweden | A | 0Stockholm, SWE | 0Freundschaftsspiel | |
| Aufstellung               | Tor: Nikolai Putschkow Verteidigung: Nikolai Sologubow, Iwan Tregubow, Dmitri Ukolow, Genrich Sidorenkow, Juri Baulin Sturm: Konstantin Loktew (2), Weniamin Alexandrow (1), Juri Pantjuchow, Wiktor Jakuschew, Jewgeni Groschew, Nikolai Snetkow (1), Igor Dekonski (1), Alexei Guryschew, Wiktor Prjaschnikow, Juri Krylow Trainer / Assistent: Anatoli Tarassow / Wladimir Jegorow                                                                                               | Tor: Nikolai Putschkow Verteidigung: Nikolai Sologubow, Iwan Tregubow, Dmitri Ukolow, Genrich Sidorenkow, Juri Baulin Sturm: Konstantin Loktew (2), Weniamin Alexandrow (1), Juri Pantjuchow, Wiktor Jakuschew, Jewgeni Groschew, Nikolai Snetkow (1), Igor Dekonski (1), Alexei Guryschew, Wiktor Prjaschnikow, Juri Krylow Trainer / Assistent: Anatoli Tarassow / Wladimir Jegorow                                                                                               | Tor: Nikolai Putschkow Verteidigung: Nikolai Sologubow, Iwan Tregubow, Dmitri Ukolow, Genrich Sidorenkow, Juri Baulin Sturm: Konstantin Loktew (2), Weniamin Alexandrow (1), Juri Pantjuchow, Wiktor Jakuschew, Jewgeni Groschew, Nikolai Snetkow (1), Igor Dekonski (1), Alexei Guryschew, Wiktor Prjaschnikow, Juri Krylow Trainer / Assistent: Anatoli Tarassow / Wladimir Jegorow                                                                                               | Tor: Nikolai Putschkow Verteidigung: Nikolai Sologubow, Iwan Tregubow, Dmitri Ukolow, Genrich Sidorenkow, Juri Baulin Sturm: Konstantin Loktew (2), Weniamin Alexandrow (1), Juri Pantjuchow, Wiktor Jakuschew, Jewgeni Groschew, Nikolai Snetkow (1), Igor Dekonski (1), Alexei Guryschew, Wiktor Prjaschnikow, Juri Krylow Trainer / Assistent: Anatoli Tarassow / Wladimir Jegorow                                                                                               | Tor: Nikolai Putschkow Verteidigung: Nikolai Sologubow, Iwan Tregubow, Dmitri Ukolow, Genrich Sidorenkow, Juri Baulin Sturm: Konstantin Loktew (2), Weniamin Alexandrow (1), Juri Pantjuchow, Wiktor Jakuschew, Jewgeni Groschew, Nikolai Snetkow (1), Igor Dekonski (1), Alexei Guryschew, Wiktor Prjaschnikow, Juri Krylow Trainer / Assistent: Anatoli Tarassow / Wladimir Jegorow                                                                                               | Tor: Nikolai Putschkow Verteidigung: Nikolai Sologubow, Iwan Tregubow, Dmitri Ukolow, Genrich Sidorenkow, Juri Baulin Sturm: Konstantin Loktew (2), Weniamin Alexandrow (1), Juri Pantjuchow, Wiktor Jakuschew, Jewgeni Groschew, Nikolai Snetkow (1), Igor Dekonski (1), Alexei Guryschew, Wiktor Prjaschnikow, Juri Krylow Trainer / Assistent: Anatoli Tarassow / Wladimir Jegorow                                                                                               |
| Nr. 92 12. Februar 1959   | 8:1 (3:0, 3:0, 2:1) | 0 Finnland | H | 0Moskau | 0Freundschaftsspiel | |
| Aufstellung               | Tor: Jewgeni Jorkin Verteidigung: Nikolai Sologubow, Iwan Tregubow, Dmitri Ukolow, Juri Baulin Sturm: Konstantin Loktew (1), Weniamin Alexandrow (2), Juri Pantjuchow, Wiktor Jakuschew, Jewgeni Groschew (1), Nikolai Snetkow, Igor Dekonski (3), Juri Kopylow, Wiktor Prjaschnikow, Alexander Almetow (1) Trainer / Assistent: Anatoli Tarassow / Wladimir Jegorow | Tor: Jewgeni Jorkin Verteidigung: Nikolai Sologubow, Iwan Tregubow, Dmitri Ukolow, Juri Baulin Sturm: Konstantin Loktew (1), Weniamin Alexandrow (2), Juri Pantjuchow, Wiktor Jakuschew, Jewgeni Groschew (1), Nikolai Snetkow, Igor Dekonski (3), Juri Kopylow, Wiktor Prjaschnikow, Alexander Almetow (1) Trainer / Assistent: Anatoli Tarassow / Wladimir Jegorow | Tor: Jewgeni Jorkin Verteidigung: Nikolai Sologubow, Iwan Tregubow, Dmitri Ukolow, Juri Baulin Sturm: Konstantin Loktew (1), Weniamin Alexandrow (2), Juri Pantjuchow, Wiktor Jakuschew, Jewgeni Groschew (1), Nikolai Snetkow, Igor Dekonski (3), Juri Kopylow, Wiktor Prjaschnikow, Alexander Almetow (1) Trainer / Assistent: Anatoli Tarassow / Wladimir Jegorow | Tor: Jewgeni Jorkin Verteidigung: Nikolai Sologubow, Iwan Tregubow, Dmitri Ukolow, Juri Baulin Sturm: Konstantin Loktew (1), Weniamin Alexandrow (2), Juri Pantjuchow, Wiktor Jakuschew, Jewgeni Groschew (1), Nikolai Snetkow, Igor Dekonski (3), Juri Kopylow, Wiktor Prjaschnikow, Alexander Almetow (1) Trainer / Assistent: Anatoli Tarassow / Wladimir Jegorow | Tor: Jewgeni Jorkin Verteidigung: Nikolai Sologubow, Iwan Tregubow, Dmitri Ukolow, Juri Baulin Sturm: Konstantin Loktew (1), Weniamin Alexandrow (2), Juri Pantjuchow, Wiktor Jakuschew, Jewgeni Groschew (1), Nikolai Snetkow, Igor Dekonski (3), Juri Kopylow, Wiktor Prjaschnikow, Alexander Almetow (1) Trainer / Assistent: Anatoli Tarassow / Wladimir Jegorow | Tor: Jewgeni Jorkin Verteidigung: Nikolai Sologubow, Iwan Tregubow, Dmitri Ukolow, Juri Baulin Sturm: Konstantin Loktew (1), Weniamin Alexandrow (2), Juri Pantjuchow, Wiktor Jakuschew, Jewgeni Groschew (1), Nikolai Snetkow, Igor Dekonski (3), Juri Kopylow, Wiktor Prjaschnikow, Alexander Almetow (1) Trainer / Assistent: Anatoli Tarassow / Wladimir Jegorow |
| Nr. 93 5. März 1959       | 6:1 (2:0, 2:1, 2:0) | 0 DDR | * | 0Brünn, TCH | 0WM 1959 / EM 1959 | |
| Aufstellung               | Tor: Nikolai Putschkow Verteidigung: Nikolai Sologubow (1), Iwan Tregubow, Dmitri Ukolow, Genrich Sidorenkow Sturm: Konstantin Loktew (1), Weniamin Alexandrow, Juri Pantjuchow, Juri Krylow, Jewgeni Groschew (2), Wiktor Jakuschew (1), Wiktor Prjaschnikow, Juri Baulin, Igor Dekonski (1) Trainer / Assistent: Anatoli Tarassow / Wladimir Jegorow | Tor: Nikolai Putschkow Verteidigung: Nikolai Sologubow (1), Iwan Tregubow, Dmitri Ukolow, Genrich Sidorenkow Sturm: Konstantin Loktew (1), Weniamin Alexandrow, Juri Pantjuchow, Juri Krylow, Jewgeni Groschew (2), Wiktor Jakuschew (1), Wiktor Prjaschnikow, Juri Baulin, Igor Dekonski (1) Trainer / Assistent: Anatoli Tarassow / Wladimir Jegorow | Tor: Nikolai Putschkow Verteidigung: Nikolai Sologubow (1), Iwan Tregubow, Dmitri Ukolow, Genrich Sidorenkow Sturm: Konstantin Loktew (1), Weniamin Alexandrow, Juri Pantjuchow, Juri Krylow, Jewgeni Groschew (2), Wiktor Jakuschew (1), Wiktor Prjaschnikow, Juri Baulin, Igor Dekonski (1) Trainer / Assistent: Anatoli Tarassow / Wladimir Jegorow | Tor: Nikolai Putschkow Verteidigung: Nikolai Sologubow (1), Iwan Tregubow, Dmitri Ukolow, Genrich Sidorenkow Sturm: Konstantin Loktew (1), Weniamin Alexandrow, Juri Pantjuchow, Juri Krylow, Jewgeni Groschew (2), Wiktor Jakuschew (1), Wiktor Prjaschnikow, Juri Baulin, Igor Dekonski (1) Trainer / Assistent: Anatoli Tarassow / Wladimir Jegorow | Tor: Nikolai Putschkow Verteidigung: Nikolai Sologubow (1), Iwan Tregubow, Dmitri Ukolow, Genrich Sidorenkow Sturm: Konstantin Loktew (1), Weniamin Alexandrow, Juri Pantjuchow, Juri Krylow, Jewgeni Groschew (2), Wiktor Jakuschew (1), Wiktor Prjaschnikow, Juri Baulin, Igor Dekonski (1) Trainer / Assistent: Anatoli Tarassow / Wladimir Jegorow | Tor: Nikolai Putschkow Verteidigung: Nikolai Sologubow (1), Iwan Tregubow, Dmitri Ukolow, Genrich Sidorenkow Sturm: Konstantin Loktew (1), Weniamin Alexandrow, Juri Pantjuchow, Juri Krylow, Jewgeni Groschew (2), Wiktor Jakuschew (1), Wiktor Prjaschnikow, Juri Baulin, Igor Dekonski (1) Trainer / Assistent: Anatoli Tarassow / Wladimir Jegorow |
| Nr. 94 6. März 1959       | 13:1 (7:1, 3:0, 3:0) | 0 Norwegen | * | 0Brünn, TCH | 0WM 1959 / EM 1959 | |
| Aufstellung               | Tor: Jewgeni Jorkin Verteidigung: Nikolai Sologubow, Iwan Tregubow, Dmitri Ukolow, Genrich Sidorenkow Sturm: Konstantin Loktew (2), Weniamin Alexandrow, Juri Pantjuchow, Juri Krylow (2), Jewgeni Groschew (1), Wiktor Jakuschew (3), Wiktor Prjaschnikow (1), Juri Baulin (1), Igor Dekonski (3) Trainer / Assistent: Anatoli Tarassow / Wladimir Jegorow | Tor: Jewgeni Jorkin Verteidigung: Nikolai Sologubow, Iwan Tregubow, Dmitri Ukolow, Genrich Sidorenkow Sturm: Konstantin Loktew (2), Weniamin Alexandrow, Juri Pantjuchow, Juri Krylow (2), Jewgeni Groschew (1), Wiktor Jakuschew (3), Wiktor Prjaschnikow (1), Juri Baulin (1), Igor Dekonski (3) Trainer / Assistent: Anatoli Tarassow / Wladimir Jegorow | Tor: Jewgeni Jorkin Verteidigung: Nikolai Sologubow, Iwan Tregubow, Dmitri Ukolow, Genrich Sidorenkow Sturm: Konstantin Loktew (2), Weniamin Alexandrow, Juri Pantjuchow, Juri Krylow (2), Jewgeni Groschew (1), Wiktor Jakuschew (3), Wiktor Prjaschnikow (1), Juri Baulin (1), Igor Dekonski (3) Trainer / Assistent: Anatoli Tarassow / Wladimir Jegorow | Tor: Jewgeni Jorkin Verteidigung: Nikolai Sologubow, Iwan Tregubow, Dmitri Ukolow, Genrich Sidorenkow Sturm: Konstantin Loktew (2), Weniamin Alexandrow, Juri Pantjuchow, Juri Krylow (2), Jewgeni Groschew (1), Wiktor Jakuschew (3), Wiktor Prjaschnikow (1), Juri Baulin (1), Igor Dekonski (3) Trainer / Assistent: Anatoli Tarassow / Wladimir Jegorow | Tor: Jewgeni Jorkin Verteidigung: Nikolai Sologubow, Iwan Tregubow, Dmitri Ukolow, Genrich Sidorenkow Sturm: Konstantin Loktew (2), Weniamin Alexandrow, Juri Pantjuchow, Juri Krylow (2), Jewgeni Groschew (1), Wiktor Jakuschew (3), Wiktor Prjaschnikow (1), Juri Baulin (1), Igor Dekonski (3) Trainer / Assistent: Anatoli Tarassow / Wladimir Jegorow | Tor: Jewgeni Jorkin Verteidigung: Nikolai Sologubow, Iwan Tregubow, Dmitri Ukolow, Genrich Sidorenkow Sturm: Konstantin Loktew (2), Weniamin Alexandrow, Juri Pantjuchow, Juri Krylow (2), Jewgeni Groschew (1), Wiktor Jakuschew (3), Wiktor Prjaschnikow (1), Juri Baulin (1), Igor Dekonski (3) Trainer / Assistent: Anatoli Tarassow / Wladimir Jegorow |
| Nr. 95 7. März 1959       | 5:3 (1:1, 1:1, 3:1) | 0 Vereinigte Staaten | * | 0Brünn, TCH | 0WM 1959 / EM 1959 | |
| Aufstellung               | Tor: Nikolai Putschkow Verteidigung: Nikolai Sologubow, Iwan Tregubow, Juri Baulin, Genrich Sidorenkow Sturm: Konstantin Loktew, Weniamin Alexandrow, Juri Pantjuchow (2), Juri Krylow, Jewgeni Groschew, Wiktor Jakuschew, Wiktor Prjaschnikow (1), Alexei Guryschew (2), Igor Dekonski Trainer / Assistent: Anatoli Tarassow / Wladimir Jegorow | Tor: Nikolai Putschkow Verteidigung: Nikolai Sologubow, Iwan Tregubow, Juri Baulin, Genrich Sidorenkow Sturm: Konstantin Loktew, Weniamin Alexandrow, Juri Pantjuchow (2), Juri Krylow, Jewgeni Groschew, Wiktor Jakuschew, Wiktor Prjaschnikow (1), Alexei Guryschew (2), Igor Dekonski Trainer / Assistent: Anatoli Tarassow / Wladimir Jegorow | Tor: Nikolai Putschkow Verteidigung: Nikolai Sologubow, Iwan Tregubow, Juri Baulin, Genrich Sidorenkow Sturm: Konstantin Loktew, Weniamin Alexandrow, Juri Pantjuchow (2), Juri Krylow, Jewgeni Groschew, Wiktor Jakuschew, Wiktor Prjaschnikow (1), Alexei Guryschew (2), Igor Dekonski Trainer / Assistent: Anatoli Tarassow / Wladimir Jegorow | Tor: Nikolai Putschkow Verteidigung: Nikolai Sologubow, Iwan Tregubow, Juri Baulin, Genrich Sidorenkow Sturm: Konstantin Loktew, Weniamin Alexandrow, Juri Pantjuchow (2), Juri Krylow, Jewgeni Groschew, Wiktor Jakuschew, Wiktor Prjaschnikow (1), Alexei Guryschew (2), Igor Dekonski Trainer / Assistent: Anatoli Tarassow / Wladimir Jegorow | Tor: Nikolai Putschkow Verteidigung: Nikolai Sologubow, Iwan Tregubow, Juri Baulin, Genrich Sidorenkow Sturm: Konstantin Loktew, Weniamin Alexandrow, Juri Pantjuchow (2), Juri Krylow, Jewgeni Groschew, Wiktor Jakuschew, Wiktor Prjaschnikow (1), Alexei Guryschew (2), Igor Dekonski Trainer / Assistent: Anatoli Tarassow / Wladimir Jegorow | Tor: Nikolai Putschkow Verteidigung: Nikolai Sologubow, Iwan Tregubow, Juri Baulin, Genrich Sidorenkow Sturm: Konstantin Loktew, Weniamin Alexandrow, Juri Pantjuchow (2), Juri Krylow, Jewgeni Groschew, Wiktor Jakuschew, Wiktor Prjaschnikow (1), Alexei Guryschew (2), Igor Dekonski Trainer / Assistent: Anatoli Tarassow / Wladimir Jegorow |
| Nr. 96 9. März 1959       | 5:1 (1:0, 1:0, 3:1) | 0 Vereinigte Staaten | * | 0Prag, TCH | 0WM 1959 / EM 1959 | |
| Aufstellung               | Tor: Nikolai Putschkow Verteidigung: Nikolai Sologubow, Iwan Tregubow, Dmitri Ukolow, Genrich Sidorenkow Sturm: Konstantin Loktew, Weniamin Alexandrow, Juri Pantjuchow, Juri Krylow, Jewgeni Groschew (2), Wiktor Jakuschew, Wiktor Prjaschnikow (2), Alexei Guryschew, Igor Dekonski (1) Trainer / Assistent: Anatoli Tarassow / Wladimir Jegorow | Tor: Nikolai Putschkow Verteidigung: Nikolai Sologubow, Iwan Tregubow, Dmitri Ukolow, Genrich Sidorenkow Sturm: Konstantin Loktew, Weniamin Alexandrow, Juri Pantjuchow, Juri Krylow, Jewgeni Groschew (2), Wiktor Jakuschew, Wiktor Prjaschnikow (2), Alexei Guryschew, Igor Dekonski (1) Trainer / Assistent: Anatoli Tarassow / Wladimir Jegorow | Tor: Nikolai Putschkow Verteidigung: Nikolai Sologubow, Iwan Tregubow, Dmitri Ukolow, Genrich Sidorenkow Sturm: Konstantin Loktew, Weniamin Alexandrow, Juri Pantjuchow, Juri Krylow, Jewgeni Groschew (2), Wiktor Jakuschew, Wiktor Prjaschnikow (2), Alexei Guryschew, Igor Dekonski (1) Trainer / Assistent: Anatoli Tarassow / Wladimir Jegorow | Tor: Nikolai Putschkow Verteidigung: Nikolai Sologubow, Iwan Tregubow, Dmitri Ukolow, Genrich Sidorenkow Sturm: Konstantin Loktew, Weniamin Alexandrow, Juri Pantjuchow, Juri Krylow, Jewgeni Groschew (2), Wiktor Jakuschew, Wiktor Prjaschnikow (2), Alexei Guryschew, Igor Dekonski (1) Trainer / Assistent: Anatoli Tarassow / Wladimir Jegorow | Tor: Nikolai Putschkow Verteidigung: Nikolai Sologubow, Iwan Tregubow, Dmitri Ukolow, Genrich Sidorenkow Sturm: Konstantin Loktew, Weniamin Alexandrow, Juri Pantjuchow, Juri Krylow, Jewgeni Groschew (2), Wiktor Jakuschew, Wiktor Prjaschnikow (2), Alexei Guryschew, Igor Dekonski (1) Trainer / Assistent: Anatoli Tarassow / Wladimir Jegorow | Tor: Nikolai Putschkow Verteidigung: Nikolai Sologubow, Iwan Tregubow, Dmitri Ukolow, Genrich Sidorenkow Sturm: Konstantin Loktew, Weniamin Alexandrow, Juri Pantjuchow, Juri Krylow, Jewgeni Groschew (2), Wiktor Jakuschew, Wiktor Prjaschnikow (2), Alexei Guryschew, Igor Dekonski (1) Trainer / Assistent: Anatoli Tarassow / Wladimir Jegorow |
| Nr. 97 11. März 1959      | 1:3 (0:2, 0:0, 1:1) | 0 Kanada | * | 0Prag, TCH | 0WM 1959 / EM 1959 | |
| Aufstellung               | Tor: Nikolai Putschkow Verteidigung: Nikolai Sologubow, Iwan Tregubow, Dmitri Ukolow, Genrich Sidorenkow Sturm: Konstantin Loktew, Weniamin Alexandrow, Juri Pantjuchow, Juri Krylow, Jewgeni Groschew, Wiktor Jakuschew (1), Wiktor Prjaschnikow, Alexei Guryschew, Igor Dekonski Trainer / Assistent: Anatoli Tarassow / Wladimir Jegorow | Tor: Nikolai Putschkow Verteidigung: Nikolai Sologubow, Iwan Tregubow, Dmitri Ukolow, Genrich Sidorenkow Sturm: Konstantin Loktew, Weniamin Alexandrow, Juri Pantjuchow, Juri Krylow, Jewgeni Groschew, Wiktor Jakuschew (1), Wiktor Prjaschnikow, Alexei Guryschew, Igor Dekonski Trainer / Assistent: Anatoli Tarassow / Wladimir Jegorow | Tor: Nikolai Putschkow Verteidigung: Nikolai Sologubow, Iwan Tregubow, Dmitri Ukolow, Genrich Sidorenkow Sturm: Konstantin Loktew, Weniamin Alexandrow, Juri Pantjuchow, Juri Krylow, Jewgeni Groschew, Wiktor Jakuschew (1), Wiktor Prjaschnikow, Alexei Guryschew, Igor Dekonski Trainer / Assistent: Anatoli Tarassow / Wladimir Jegorow | Tor: Nikolai Putschkow Verteidigung: Nikolai Sologubow, Iwan Tregubow, Dmitri Ukolow, Genrich Sidorenkow Sturm: Konstantin Loktew, Weniamin Alexandrow, Juri Pantjuchow, Juri Krylow, Jewgeni Groschew, Wiktor Jakuschew (1), Wiktor Prjaschnikow, Alexei Guryschew, Igor Dekonski Trainer / Assistent: Anatoli Tarassow / Wladimir Jegorow | Tor: Nikolai Putschkow Verteidigung: Nikolai Sologubow, Iwan Tregubow, Dmitri Ukolow, Genrich Sidorenkow Sturm: Konstantin Loktew, Weniamin Alexandrow, Juri Pantjuchow, Juri Krylow, Jewgeni Groschew, Wiktor Jakuschew (1), Wiktor Prjaschnikow, Alexei Guryschew, Igor Dekonski Trainer / Assistent: Anatoli Tarassow / Wladimir Jegorow | Tor: Nikolai Putschkow Verteidigung: Nikolai Sologubow, Iwan Tregubow, Dmitri Ukolow, Genrich Sidorenkow Sturm: Konstantin Loktew, Weniamin Alexandrow, Juri Pantjuchow, Juri Krylow, Jewgeni Groschew, Wiktor Jakuschew (1), Wiktor Prjaschnikow, Alexei Guryschew, Igor Dekonski Trainer / Assistent: Anatoli Tarassow / Wladimir Jegorow |
| Nr. 98 12. März 1959      | 4:3 (2:1, 0:2, 2:0) | 0 Tschechoslowakei | A | 0Prag, TCH | 0WM 1959 / EM 1959 | |
| Aufstellung               | Tor: Nikolai Putschkow Verteidigung: Nikolai Sologubow, Iwan Tregubow, Dmitri Ukolow, Genrich Sidorenkow Sturm: Konstantin Loktew, Weniamin Alexandrow (1), Juri Pantjuchow, Juri Krylow (1), Alexei Guryschew (1), Igor Dekonski, Wiktor Prjaschnikow, Jewgeni Groschew, Wiktor Jakuschew (1) Trainer / Assistent: Anatoli Tarassow / Wladimir Jegorow | Tor: Nikolai Putschkow Verteidigung: Nikolai Sologubow, Iwan Tregubow, Dmitri Ukolow, Genrich Sidorenkow Sturm: Konstantin Loktew, Weniamin Alexandrow (1), Juri Pantjuchow, Juri Krylow (1), Alexei Guryschew (1), Igor Dekonski, Wiktor Prjaschnikow, Jewgeni Groschew, Wiktor Jakuschew (1) Trainer / Assistent: Anatoli Tarassow / Wladimir Jegorow | Tor: Nikolai Putschkow Verteidigung: Nikolai Sologubow, Iwan Tregubow, Dmitri Ukolow, Genrich Sidorenkow Sturm: Konstantin Loktew, Weniamin Alexandrow (1), Juri Pantjuchow, Juri Krylow (1), Alexei Guryschew (1), Igor Dekonski, Wiktor Prjaschnikow, Jewgeni Groschew, Wiktor Jakuschew (1) Trainer / Assistent: Anatoli Tarassow / Wladimir Jegorow | Tor: Nikolai Putschkow Verteidigung: Nikolai Sologubow, Iwan Tregubow, Dmitri Ukolow, Genrich Sidorenkow Sturm: Konstantin Loktew, Weniamin Alexandrow (1), Juri Pantjuchow, Juri Krylow (1), Alexei Guryschew (1), Igor Dekonski, Wiktor Prjaschnikow, Jewgeni Groschew, Wiktor Jakuschew (1) Trainer / Assistent: Anatoli Tarassow / Wladimir Jegorow | Tor: Nikolai Putschkow Verteidigung: Nikolai Sologubow, Iwan Tregubow, Dmitri Ukolow, Genrich Sidorenkow Sturm: Konstantin Loktew, Weniamin Alexandrow (1), Juri Pantjuchow, Juri Krylow (1), Alexei Guryschew (1), Igor Dekonski, Wiktor Prjaschnikow, Jewgeni Groschew, Wiktor Jakuschew (1) Trainer / Assistent: Anatoli Tarassow / Wladimir Jegorow | Tor: Nikolai Putschkow Verteidigung: Nikolai Sologubow, Iwan Tregubow, Dmitri Ukolow, Genrich Sidorenkow Sturm: Konstantin Loktew, Weniamin Alexandrow (1), Juri Pantjuchow, Juri Krylow (1), Alexei Guryschew (1), Igor Dekonski, Wiktor Prjaschnikow, Jewgeni Groschew, Wiktor Jakuschew (1) Trainer / Assistent: Anatoli Tarassow / Wladimir Jegorow |
| Nr. 99 14. März 1959      | 6:1 (4:0, 0:1, 2:0) | 0 Finnland | * | 0Prag, TCH | 0WM 1959 / EM 1959 | |
| Aufstellung               | Tor: Jewgeni Jorkin Verteidigung: Nikolai Sologubow, Iwan Tregubow (1), Juri Baulin (1) Sturm: Konstantin Loktew, Weniamin Alexandrow (1), Juri Pantjuchow, Igor Dekonski, Alexei Guryschew (2), Nikolai Snetkow (1), Juri Krylow, Jewgeni Groschew, Wiktor Jakuschew Trainer / Assistent: Anatoli Tarassow / Wladimir Jegorow | Tor: Jewgeni Jorkin Verteidigung: Nikolai Sologubow, Iwan Tregubow (1), Juri Baulin (1) Sturm: Konstantin Loktew, Weniamin Alexandrow (1), Juri Pantjuchow, Igor Dekonski, Alexei Guryschew (2), Nikolai Snetkow (1), Juri Krylow, Jewgeni Groschew, Wiktor Jakuschew Trainer / Assistent: Anatoli Tarassow / Wladimir Jegorow | Tor: Jewgeni Jorkin Verteidigung: Nikolai Sologubow, Iwan Tregubow (1), Juri Baulin (1) Sturm: Konstantin Loktew, Weniamin Alexandrow (1), Juri Pantjuchow, Igor Dekonski, Alexei Guryschew (2), Nikolai Snetkow (1), Juri Krylow, Jewgeni Groschew, Wiktor Jakuschew Trainer / Assistent: Anatoli Tarassow / Wladimir Jegorow | Tor: Jewgeni Jorkin Verteidigung: Nikolai Sologubow, Iwan Tregubow (1), Juri Baulin (1) Sturm: Konstantin Loktew, Weniamin Alexandrow (1), Juri Pantjuchow, Igor Dekonski, Alexei Guryschew (2), Nikolai Snetkow (1), Juri Krylow, Jewgeni Groschew, Wiktor Jakuschew Trainer / Assistent: Anatoli Tarassow / Wladimir Jegorow | Tor: Jewgeni Jorkin Verteidigung: Nikolai Sologubow, Iwan Tregubow (1), Juri Baulin (1) Sturm: Konstantin Loktew, Weniamin Alexandrow (1), Juri Pantjuchow, Igor Dekonski, Alexei Guryschew (2), Nikolai Snetkow (1), Juri Krylow, Jewgeni Groschew, Wiktor Jakuschew Trainer / Assistent: Anatoli Tarassow / Wladimir Jegorow | Tor: Jewgeni Jorkin Verteidigung: Nikolai Sologubow, Iwan Tregubow (1), Juri Baulin (1) Sturm: Konstantin Loktew, Weniamin Alexandrow (1), Juri Pantjuchow, Igor Dekonski, Alexei Guryschew (2), Nikolai Snetkow (1), Juri Krylow, Jewgeni Groschew, Wiktor Jakuschew Trainer / Assistent: Anatoli Tarassow / Wladimir Jegorow |
| Nr. 100 15. März 1959     | 4:2 (0:2, 2:0, 2:0) | 0 Schweden | * | 0Prag, TCH | 0WM 1959 / EM 1959 | 0WM-Zweiter 05. EM-Titel |
| Aufstellung               | Tor: Nikolai Putschkow Verteidigung: Nikolai Sologubow, Iwan Tregubow, Juri Baulin (1), Genrich Sidorenkow Sturm: Konstantin Loktew, Weniamin Alexandrow (2), Juri Pantjuchow, Wiktor Prjaschnikow (1), Alexei Guryschew, Nikolai Snetkow, Juri Krylow, Jewgeni Groschew, Wiktor Jakuschew Trainer / Assistent: Anatoli Tarassow / Wladimir Jegorow | Tor: Nikolai Putschkow Verteidigung: Nikolai Sologubow, Iwan Tregubow, Juri Baulin (1), Genrich Sidorenkow Sturm: Konstantin Loktew, Weniamin Alexandrow (2), Juri Pantjuchow, Wiktor Prjaschnikow (1), Alexei Guryschew, Nikolai Snetkow, Juri Krylow, Jewgeni Groschew, Wiktor Jakuschew Trainer / Assistent: Anatoli Tarassow / Wladimir Jegorow | Tor: Nikolai Putschkow Verteidigung: Nikolai Sologubow, Iwan Tregubow, Juri Baulin (1), Genrich Sidorenkow Sturm: Konstantin Loktew, Weniamin Alexandrow (2), Juri Pantjuchow, Wiktor Prjaschnikow (1), Alexei Guryschew, Nikolai Snetkow, Juri Krylow, Jewgeni Groschew, Wiktor Jakuschew Trainer / Assistent: Anatoli Tarassow / Wladimir Jegorow | Tor: Nikolai Putschkow Verteidigung: Nikolai Sologubow, Iwan Tregubow, Juri Baulin (1), Genrich Sidorenkow Sturm: Konstantin Loktew, Weniamin Alexandrow (2), Juri Pantjuchow, Wiktor Prjaschnikow (1), Alexei Guryschew, Nikolai Snetkow, Juri Krylow, Jewgeni Groschew, Wiktor Jakuschew Trainer / Assistent: Anatoli Tarassow / Wladimir Jegorow | Tor: Nikolai Putschkow Verteidigung: Nikolai Sologubow, Iwan Tregubow, Juri Baulin (1), Genrich Sidorenkow Sturm: Konstantin Loktew, Weniamin Alexandrow (2), Juri Pantjuchow, Wiktor Prjaschnikow (1), Alexei Guryschew, Nikolai Snetkow, Juri Krylow, Jewgeni Groschew, Wiktor Jakuschew Trainer / Assistent: Anatoli Tarassow / Wladimir Jegorow | Tor: Nikolai Putschkow Verteidigung: Nikolai Sologubow, Iwan Tregubow, Juri Baulin (1), Genrich Sidorenkow Sturm: Konstantin Loktew, Weniamin Alexandrow (2), Juri Pantjuchow, Wiktor Prjaschnikow (1), Alexei Guryschew, Nikolai Snetkow, Juri Krylow, Jewgeni Groschew, Wiktor Jakuschew Trainer / Assistent: Anatoli Tarassow / Wladimir Jegorow |
| Nr. 101 24. November 1959 | 1:3 (1:0, 0:3, 0:0) | 0 Schweden | H | 0Moskau | 0Freundschaftsspiel | |
| Aufstellung               | Tor: Nikolai Putschkow Verteidigung: Nikolai Sologubow, Iwan Tregubow, Alfred Kutschewski, Genrich Sidorenkow Sturm: Konstantin Loktew, Alexander Almetow, Igor Dekonski, Nikolai Snetkow, Wiktor Jakuschew, Nikolai Chlystow, Michail Bytschkow, Wladimir Grebennikow (1), Juri Zizinow, Stanislaw Petuchow Trainer / Assistent: Anatoli Tarassow / Wladimir Jegorow | Tor: Nikolai Putschkow Verteidigung: Nikolai Sologubow, Iwan Tregubow, Alfred Kutschewski, Genrich Sidorenkow Sturm: Konstantin Loktew, Alexander Almetow, Igor Dekonski, Nikolai Snetkow, Wiktor Jakuschew, Nikolai Chlystow, Michail Bytschkow, Wladimir Grebennikow (1), Juri Zizinow, Stanislaw Petuchow Trainer / Assistent: Anatoli Tarassow / Wladimir Jegorow | Tor: Nikolai Putschkow Verteidigung: Nikolai Sologubow, Iwan Tregubow, Alfred Kutschewski, Genrich Sidorenkow Sturm: Konstantin Loktew, Alexander Almetow, Igor Dekonski, Nikolai Snetkow, Wiktor Jakuschew, Nikolai Chlystow, Michail Bytschkow, Wladimir Grebennikow (1), Juri Zizinow, Stanislaw Petuchow Trainer / Assistent: Anatoli Tarassow / Wladimir Jegorow | Tor: Nikolai Putschkow Verteidigung: Nikolai Sologubow, Iwan Tregubow, Alfred Kutschewski, Genrich Sidorenkow Sturm: Konstantin Loktew, Alexander Almetow, Igor Dekonski, Nikolai Snetkow, Wiktor Jakuschew, Nikolai Chlystow, Michail Bytschkow, Wladimir Grebennikow (1), Juri Zizinow, Stanislaw Petuchow Trainer / Assistent: Anatoli Tarassow / Wladimir Jegorow | Tor: Nikolai Putschkow Verteidigung: Nikolai Sologubow, Iwan Tregubow, Alfred Kutschewski, Genrich Sidorenkow Sturm: Konstantin Loktew, Alexander Almetow, Igor Dekonski, Nikolai Snetkow, Wiktor Jakuschew, Nikolai Chlystow, Michail Bytschkow, Wladimir Grebennikow (1), Juri Zizinow, Stanislaw Petuchow Trainer / Assistent: Anatoli Tarassow / Wladimir Jegorow | Tor: Nikolai Putschkow Verteidigung: Nikolai Sologubow, Iwan Tregubow, Alfred Kutschewski, Genrich Sidorenkow Sturm: Konstantin Loktew, Alexander Almetow, Igor Dekonski, Nikolai Snetkow, Wiktor Jakuschew, Nikolai Chlystow, Michail Bytschkow, Wladimir Grebennikow (1), Juri Zizinow, Stanislaw Petuchow Trainer / Assistent: Anatoli Tarassow / Wladimir Jegorow |
| Nr. 102 26. November 1959 | 8:2 (4:0, 3:0, 1:2) | 0 Schweden | H | 0Moskau | 0Freundschaftsspiel | |
| Aufstellung               | Tor: Nikolai Putschkow, Jewgeni Jorkin (41. Min.) Verteidigung: Nikolai Sologubow, Iwan Tregubow (1), Alfred Kutschewski, Genrich Sidorenkow, Nikolai Karpow (1) Sturm: Konstantin Loktew (1), Alexander Almetow (1), Weniamin Alexandrow (1), Michail Bytschkow, Wladimir Grebennikow (2), Juri Zizinow (1), Stanislaw Petuchow, Jewgeni Groschew, Wiktor Jakuschew Trainer / Assistent: Anatoli Tarassow / Wladimir Jegorow                                                       | Tor: Nikolai Putschkow, Jewgeni Jorkin (41. Min.) Verteidigung: Nikolai Sologubow, Iwan Tregubow (1), Alfred Kutschewski, Genrich Sidorenkow, Nikolai Karpow (1) Sturm: Konstantin Loktew (1), Alexander Almetow (1), Weniamin Alexandrow (1), Michail Bytschkow, Wladimir Grebennikow (2), Juri Zizinow (1), Stanislaw Petuchow, Jewgeni Groschew, Wiktor Jakuschew Trainer / Assistent: Anatoli Tarassow / Wladimir Jegorow                                                       | Tor: Nikolai Putschkow, Jewgeni Jorkin (41. Min.) Verteidigung: Nikolai Sologubow, Iwan Tregubow (1), Alfred Kutschewski, Genrich Sidorenkow, Nikolai Karpow (1) Sturm: Konstantin Loktew (1), Alexander Almetow (1), Weniamin Alexandrow (1), Michail Bytschkow, Wladimir Grebennikow (2), Juri Zizinow (1), Stanislaw Petuchow, Jewgeni Groschew, Wiktor Jakuschew Trainer / Assistent: Anatoli Tarassow / Wladimir Jegorow                                                       | Tor: Nikolai Putschkow, Jewgeni Jorkin (41. Min.) Verteidigung: Nikolai Sologubow, Iwan Tregubow (1), Alfred Kutschewski, Genrich Sidorenkow, Nikolai Karpow (1) Sturm: Konstantin Loktew (1), Alexander Almetow (1), Weniamin Alexandrow (1), Michail Bytschkow, Wladimir Grebennikow (2), Juri Zizinow (1), Stanislaw Petuchow, Jewgeni Groschew, Wiktor Jakuschew Trainer / Assistent: Anatoli Tarassow / Wladimir Jegorow                                                       | Tor: Nikolai Putschkow, Jewgeni Jorkin (41. Min.) Verteidigung: Nikolai Sologubow, Iwan Tregubow (1), Alfred Kutschewski, Genrich Sidorenkow, Nikolai Karpow (1) Sturm: Konstantin Loktew (1), Alexander Almetow (1), Weniamin Alexandrow (1), Michail Bytschkow, Wladimir Grebennikow (2), Juri Zizinow (1), Stanislaw Petuchow, Jewgeni Groschew, Wiktor Jakuschew Trainer / Assistent: Anatoli Tarassow / Wladimir Jegorow                                                       | Tor: Nikolai Putschkow, Jewgeni Jorkin (41. Min.) Verteidigung: Nikolai Sologubow, Iwan Tregubow (1), Alfred Kutschewski, Genrich Sidorenkow, Nikolai Karpow (1) Sturm: Konstantin Loktew (1), Alexander Almetow (1), Weniamin Alexandrow (1), Michail Bytschkow, Wladimir Grebennikow (2), Juri Zizinow (1), Stanislaw Petuchow, Jewgeni Groschew, Wiktor Jakuschew Trainer / Assistent: Anatoli Tarassow / Wladimir Jegorow                                                       |